# Duomo di Colonia
La Cattedrale metropolitana di San Pietro (in tedesco Hohe Domkirche St. Petrus), comunemente nota come duomo di Colonia, è una chiesa cattolica, situata nella predetta città.
Con le sue torri cuspidate di ben 157 metri di altezza, è la seconda chiesa più alta della Germania, dopo il duomo di Ulma (completato nel 1890), e la terza più alta al mondo.
Dal 1880 fino almeno al 1884 questa cattedrale è stata l'edificio più alto del mondo. È inoltre una delle maggiori attrattive turistiche della Germania: nel 2004 è stata visitata da circa 6 milioni di persone.

## Storia

### Origini
Come rinvenuto dagli scavi archeologici, in quest'area sorgevano delle case romane fra il I e il IV secolo e un tempio dedicato a Mercurio. Tra la fine del IV e l'inizio del V secolo, nell'area oggi occupata dal presbiterio della cattedrale, venne edificata una prima abside di 30-40 metri di lunghezza. Tra la fine del V e l'inizio del VI secolo venne eretto un nuovo edificio di simili dimensioni, che verso il 530 vide la costruzione di tombe principesche franche, le quali testimoniano a un uso religioso del luogo.
Furono trovati anche i resti di un battistero risalente al VI secolo, con un fonte battesimale a vasca ottagonale. Staccato dalla chiesa, ma collegato tramite due corridoi, inizialmente era a pianta rettangolare, poi ampliato presentando pianta a croce e ulteriormente ingrandito rendendolo ancora a pianta rettangolare.

### Cattedrale ottoniana

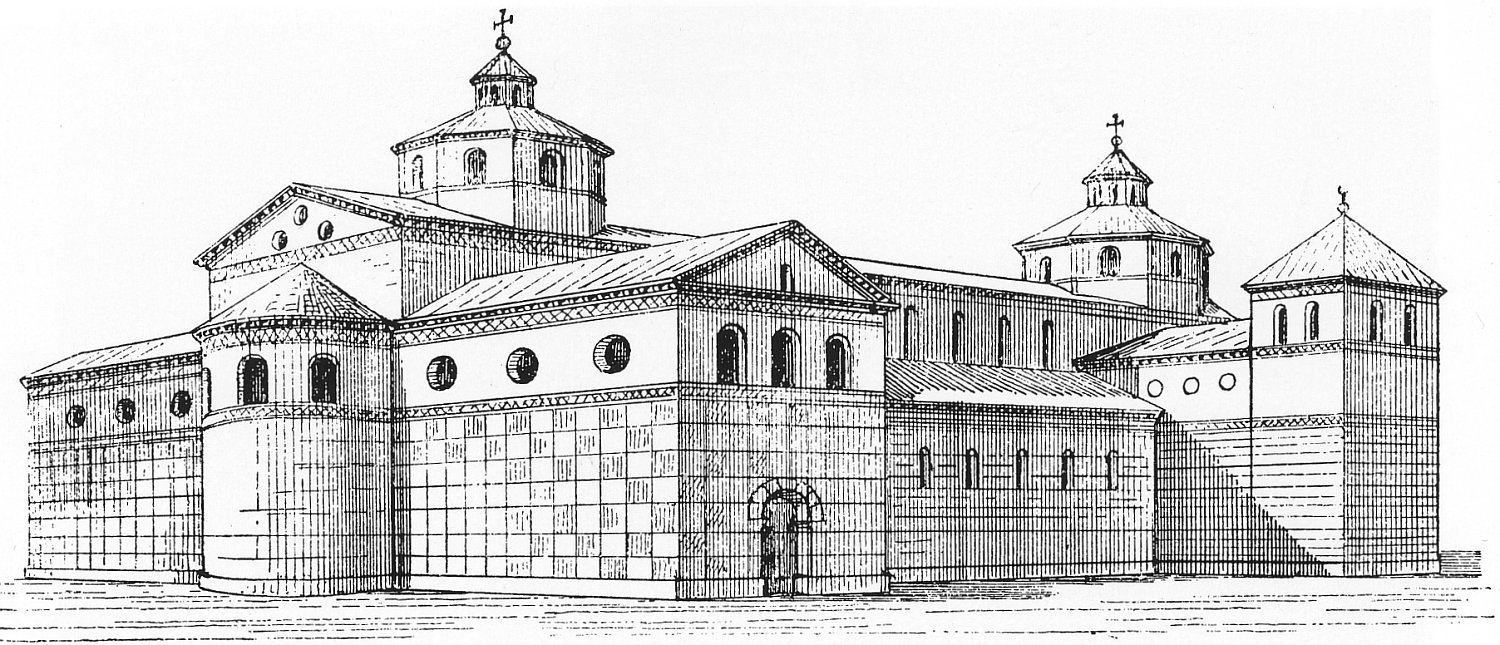
Ricostruzione dell'antica cattedrale, stampa di August Essenwein.

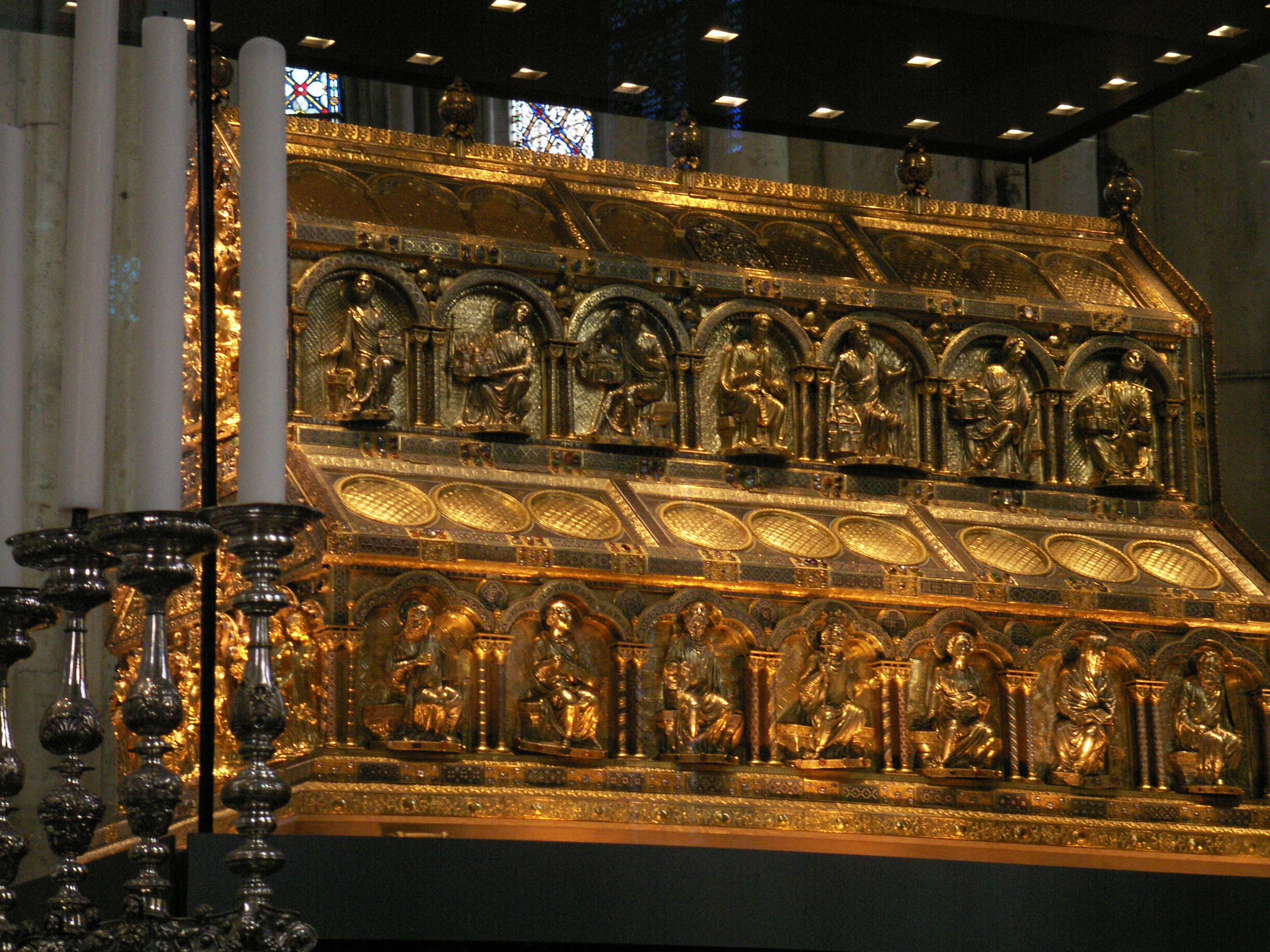
L'Arca dei Re Magi di Nicolas de Verdun, 1190-1225.

La Cattedrale ottoniana, o Cattedrale di Hildebold venne fondata dall'arcivescovo Ildeboldo (784 - 818), che, anche secondo le fonti archeologiche, sembra essere stata edificata a partire dall'800 in poi. L'edificio fu consacrato il 27 settembre 870 e si presentava con pianta bicefala incentrata su una navata delimitata da transetti absidati alle due estremità. Divenne un modello per molte chiese germaniche dell'epoca e già ospitava la Croce di Gerone, realizzata nel X secolo, che è il secondo crocifisso monumentale più antico sopravvissuto in Europa.
L'imperatore Federico Barbarossa come bottino di guerra recuperò le reliquie dei Re Magi dalla Basilica di Sant'Eustorgio di Milano. Il 23 luglio 1164 l'arcivescovo di Colonia e arcicancelliere imperiale Rainald von Dassel le portò a Colonia e le pose in questa cattedrale.
Le reliquie attirarono subito molti pellegrini e, alla fine del XII secolo, l'Imperatore Ottone IV commissionò a Nicolas de Verdun una cassa monumentale per contenerle ed esporle degnamente al pubblico insieme alle spoglie di Gregorio di Spoleto e a quelle dei Santi Felice d'Africa e Nabor. L'orefice realizzò il suo capolavoro tra il 1190 e il 1225, considerato il reliquiario più grande e artisticamente sofisticato sopravvissuto del Medioevo. La Cattedrale Vecchia divenne così uno dei più importanti luoghi di pellegrinaggio d'Europa.
Con la decisione della costruzione di una nuova Cattedrale nel 1248, questo edificio andò demolito passo dopo passo. Gli incuranti lavori di demolizione con il fuoco non solo distrussero il coro orientale, ma quasi l'intera cattedrale, tanto che le parti occidentali furono provvisoriamente restaurate per poi essere demolite solo dopo il 1322, quando il coro gotico fu completato.

### Cattedrale gotica
Nella prima metà del XIII secolo si decise di sostituire la cattedrale ottoniana con un nuovo edificio concepito come reliquiario in pietra per l'Arca dei Re Magi. Inoltre doveva fungere da cattedrale reale per sostenere la pretesa degli arcivescovi di Colonia di eseguire l'incoronazione dei sovrani del Sacro Romano Impero; e mantenere alto il prestigio di luogo di pellegrinaggio fra i più importanti d'Europa.
Il progetto venne affidato al Mastro Gerardus che concepì un grandioso tempio in stile gotico ispirato alle grandi cattedrali francesi di Amiens e di Beauvais, e influenzato anche dell'appena terminata (1248) Sainte-Chapelle di Parigi. Il 15 agosto 1248, giorno di Ferragosto, l'arcivescovo Corrado di Hochstaden posò la prima pietra.

#### Costruzione del Deambulatorio e Cappelle radiali (1248-1277)

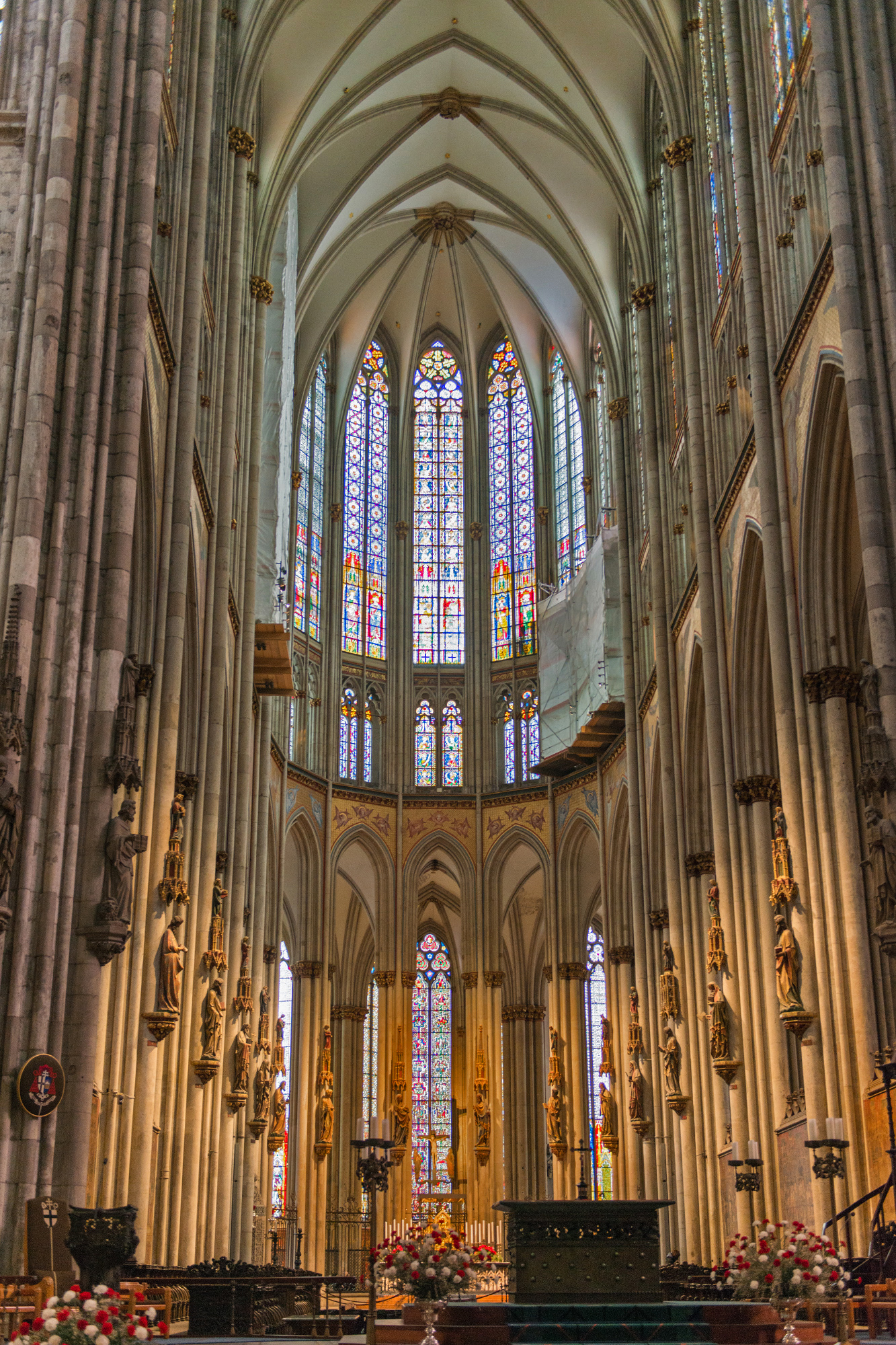
Il coro.

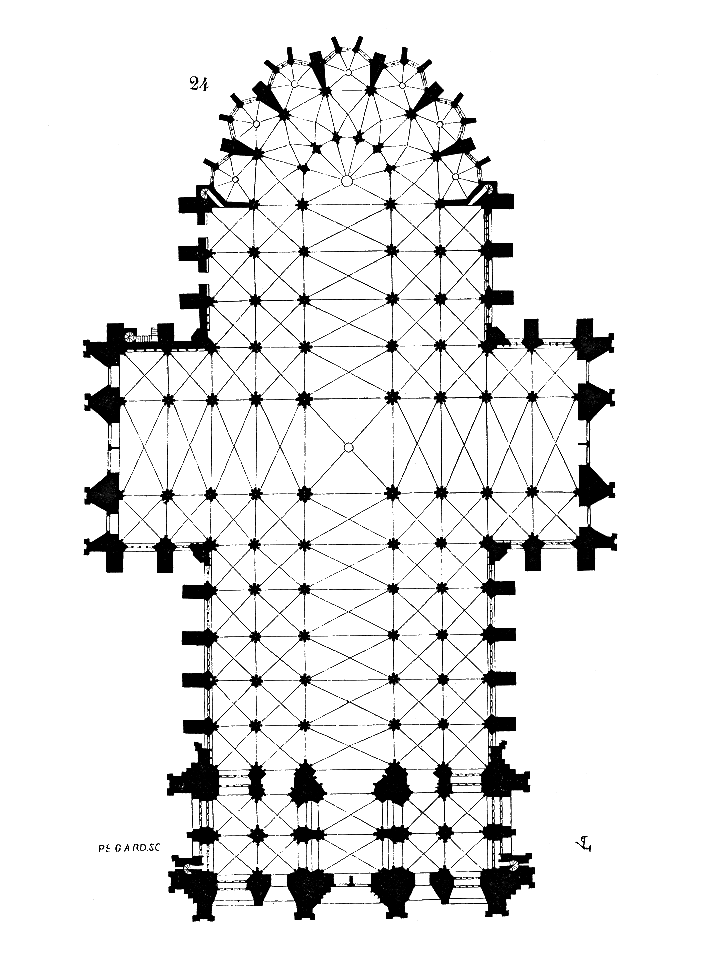
Pianta della cattedrale.

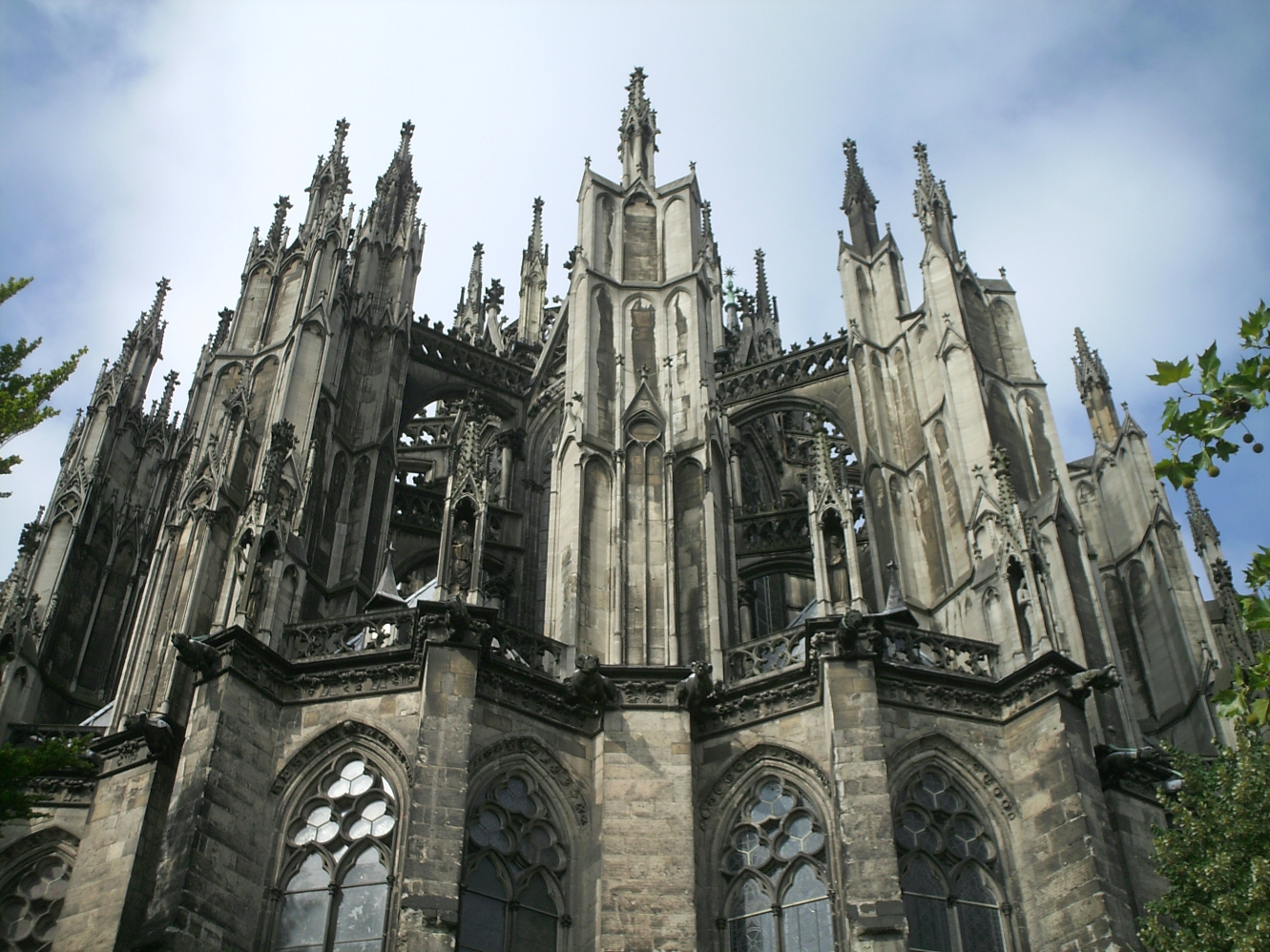
Veduta dell'esterno del coro.

La costruzione fu iniziata dal coro, con deambulatorio e sette cappelle radiali, e come materiale di costruzione venne impiegata la trachite del Drachenfelds, nei Siebengebirge.
Nel 1265 il deambulatorio e le cappelle radiali, con le loro vetrate, vennero terminate e presto utilizzate come luogo di sepolture. Konrad von Hochstaden, morto nel 1261, fu sepolto nella cappella di San Giovanni (la figura in bronzo distesa della sua tomba è la più antica scultura gotica sopravvissuta nella cattedrale) e le spoglie degli arcivescovi nell'antica cattedrale Gerone di Colonia, Rainald von Dassel, Philipp von Heinsberg, Engelbert von Berg furono traslati nelle cappelle del coro. Nel 1277 Alberto Magno consacrò l'altare della sala capitolare, oggi funge da Cappella del Sacramento.

#### Completamento del Coro (1265–1322)
A partire dal 1271 il capomaestro Arnold, possibile capostipite della celebre famiglia di architetti Parler, proseguì la costruzione alzando la parte centrale del coro. Intorno al 1304 la muratura del coro era terminata e venne aggiunto un tramezzo ad ovest. Tra il 1304 e il 1330 eresse il triforio e il cleristorio che, come un pannello traforato di pietra, sembrava essere una membrana tesa fra i pilastri.
L'intero disegno del coro seguiva un complesso simbolismo che combinava prospettive teologiche, mistiche e artistico-architettoniche. Tutta l'opera vetraria intrapresa sotto la direzione del capomaestro Johannes von Köln a partire dal 1304 fino al 1311 era volta alla visione di una “Gerusalemme celeste” e sono considerati uno dei più grandi cicli sopravvissuti di vetrate del Medioevo. 
Dopo le vetrate furono realizzati i 104 stalli del coro, in quercia intagliata, e contemporaneamente, il monumentale dipinto del recinto del coro, punto di partenza per la Scuola di Colonia, famosa nel Medioevo. In seguito fu la volta dell'altar maggiore, in marmo nero, con figure in marmo bianco di Carrara sovrapposte a contrasto, considerato uno degli altari più grandi e belli del Medioevo gotico.
Tra il 1270 e il 1280 vennero realizzate le 14 statue policrome dei pilastri del coro raffiguranti Gesù, Maria e i 12 Apostoli, furono probabilmente completate solo negli anni Trenta del Trecento. Stilisticamente rappresentano un capolavoro della scultura gotica con la loro figura snella, i ricchi drappeggi, l'effetto setoso dei panneggi e la loro postura curva e correlata. Nel 1333 Francesco Petrarca visitò il coro della cattedrale e ne lodò la bellezza. Nel 1322 il coro venne consacrato.

#### Navate laterali meridionali (1322-1388)
Dopo la consacrazione del coro, iniziarono i lavori per il transetto, ma si poté costruire solo l'inizio dei portali. Il cantiere fu gestito da Johannes fino al 1331 e poi da Rutger fino al 1333, i due figli del rispettatissimo capomaestro Arnold. Il cantiere in seguito si concentrò sulla costruzione delle navate laterali meridionali del piedicroce concepite per essere utilizzate temporaneamente come chiesa a sala a due navate per la funzione di chiesa parrocchiale. Da qui, probabilmente, nacque l'idea del progetto a cinque navate. I lavori, dal 1353, furono continuati da Bartholomäus von Hamm. Entro la fine del XIV secolo le due navate erano terminate e gli arcivescovi Friedrich von Saar Werden e Dietrich von Moers fecero realizzare cinque vetrate, oggi perdute. Dall'altezza di circa 13,50 metri erano coperte da un tetto provvisorio che dalla torre sud arrivava alla parete est del transetto. Gli spazi tra i pilastri che avrebbero dovuto immettere nella navata centrale - ancora non esistente - furono provvisoriamente tamponati con un muro, per il quale gli arcivescovi commissionarono cinque finestre di vetro colorato, andate perdute. Nel 1388, nelle navate, venne celebrata la messa per la fondazione dell'Università di Colonia.

#### La facciata (1360-1449)

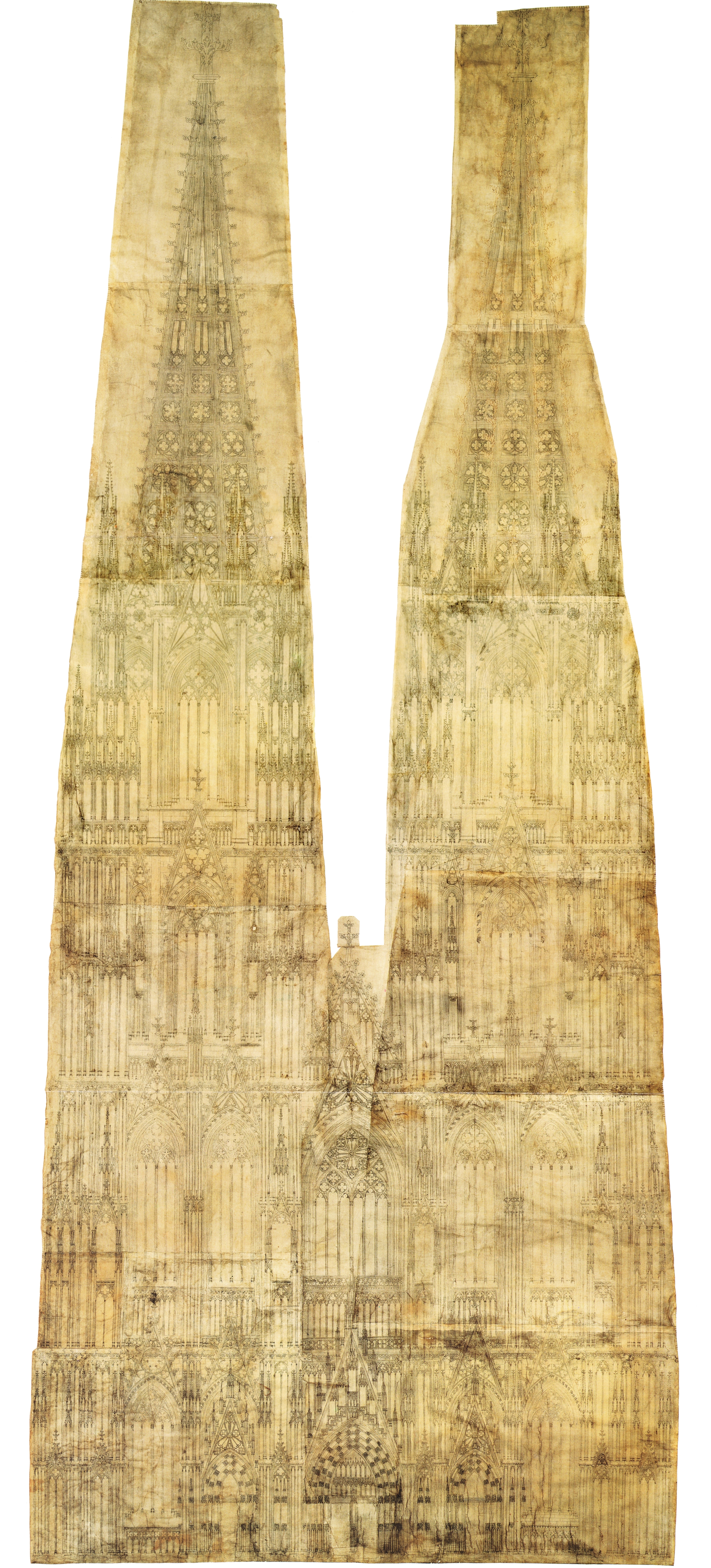
Disegno originale della facciata di Michael von Savoyen, 1370.

A metà del XIV secolo, l'arcivescovo Wilhelm von Gennep volle dedicarsi alla facciata occidentale. Le fondamenta per la torre sud-ovest furono poste intorno al 1360 e un primo progetto per la facciata sembra essere disegnato da Peter Parler. A causa della morte dell'arcivescovo, però, i lavori di costruzione subirono un ritardo e ripresero solo dopo il 1370 col successore Friedrich von Saarwerden. Fece progettare una nuova facciata ovest, particolarmente imponente, dal capomaestro Michael von Savoyen, della quale se ne conserva ancora il disegno originale.
Il primo livello della torre sud fu completato, con il Petersportal, alla fine del XIV secolo. Intorno al 1375 venne scolpita la decorazione figurativa del portale, con evidenti influenze della famiglia di scultori dei Parler, alla quale era imparentato Michael von Savoyen. Nel 1401 l'arcivescovo poté incoronare nella cattedrale Roberto del Palatinato come Re dei Romani, che poté entrare solennemente nell'edificio attraverso le navate meridionali.
Dal 1395 Andreas von Everdingen succedette come capomaestro († prima del 1412) e nel 1410 portò a termine il secondo piano della torre sud, a 59 metri d'altezza. Si iniziarono a fondere le prime campane che furono installate entro il 1448-49. Ma i lavori sulla torre sud furono interrotti.

#### Piedicroce (1450–1528)

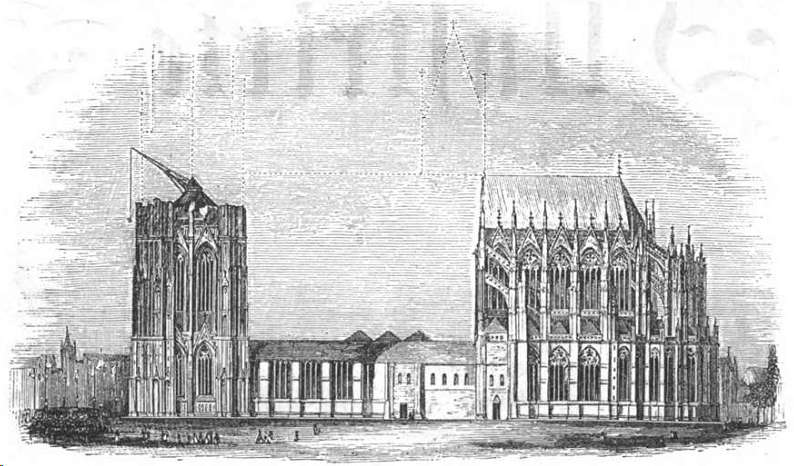
Stampa del 1843 che mostra lo stato della cattedrale dal 1560 in poi.

Nella seconda metà del XV secolo il cantiere si concentrò sulla fruibilità dell'intera superficie calpestabile della cattedrale. I lavori di costruzione furono guidati dai capomastri Nikolaus van Bueren (1425-1445) e Konrad Kuene van der Hallen (1445-1469) e si iniziò con l'erezione delle navate laterali settentrionali, a specchio di quelle meridionali. Alla fine del secolo tutte le navate del piedicroce e del transetto furono munite di coperture provvisorie. Tra il 1507 e il 1509 furono realizzate e installate le vetrate nella parete nord del piedicroce. Nel 1500 fu posata la prima pietra della torre nord. Negli anni 1512 e 1513 le fonti riportano regolari operazioni edilizie; tuttavia dopo il 1525 le entrate diminuirono drasticamente, tanto che nel 1560 il Capitolo della cattedrale aveva ufficialmente fermato i finanziamenti.

#### Interruzione della costruzione

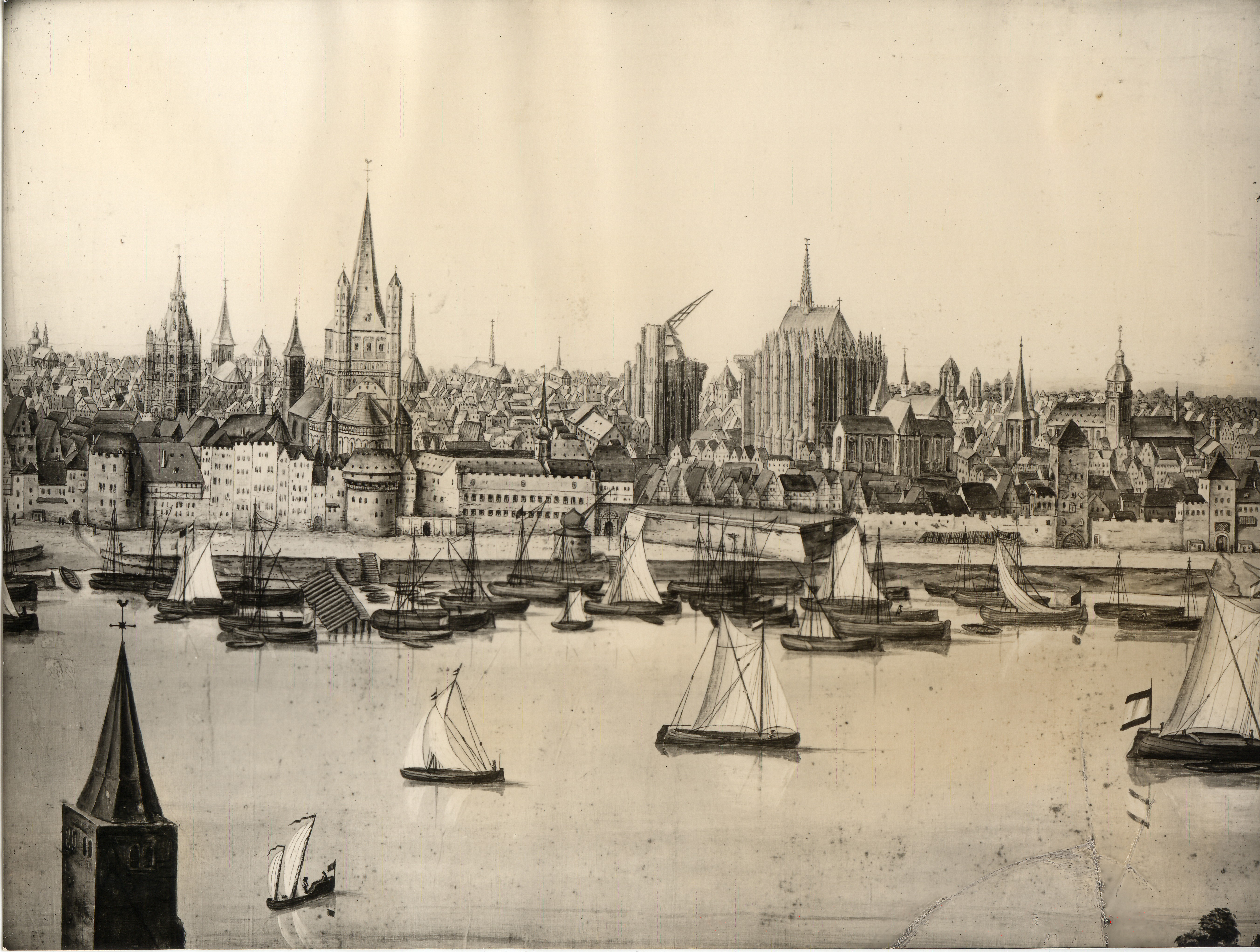
Antica veduta di Colonia con la cattedrale non terminata e la torre sud sormontata dalla grande gru girevole.

Nel XVI secolo lo stile gotico non corrispondeva più allo spirito dell'età rinascimentale. A partire dal 1515 fu intrapresa la costruzione della nuova Basilica di San Pietro in Vaticano, che si rifaceva agli ultimi canoni architettonici di gusto rinascimentale. Inoltre, per finanziarla, fu utilizzata una vivace vendita di indulgenze che causò, tra l'altro, l'impulso per la Riforma di Martin Lutero, a seguito della quale il flusso di pellegrini e quindi anche quello di denaro per la costruzione della cattedrale di Colonia diminuirono notevolmente. Nel 1560 il cantiere era definitivamente chiuso e l'edificio rimase incompiuto.
Il coro a deambulatorio era la sola parte terminata; la navata centrale era stata realizzata per metà, solo fino al primo livello delle arcate, e presentava una copertura provvisoria, come per il transetto. Le navate meridionali si presentavano come un salone a due navate e quelle settentrionali, in parte coperte, avevano più l'aspetto di una cappella. La facciata principale non era completa e per di più una gru girevole di 25 metri d'altezza, costruita nel XIV secolo, era alla sommità della torre meridionale. Utilizzata solo per circa 50 anni, divenne tuttavia un punto di riferimento che ha plasmato il paesaggio urbano di Colonia per un periodo di oltre 500 anni. La cattedrale così disomogenea, anche se non raro per i grandi cantieri dell'epoca, divenne ben presto sinonimo di vetustà e impopolarità.

#### Barocchizzazione

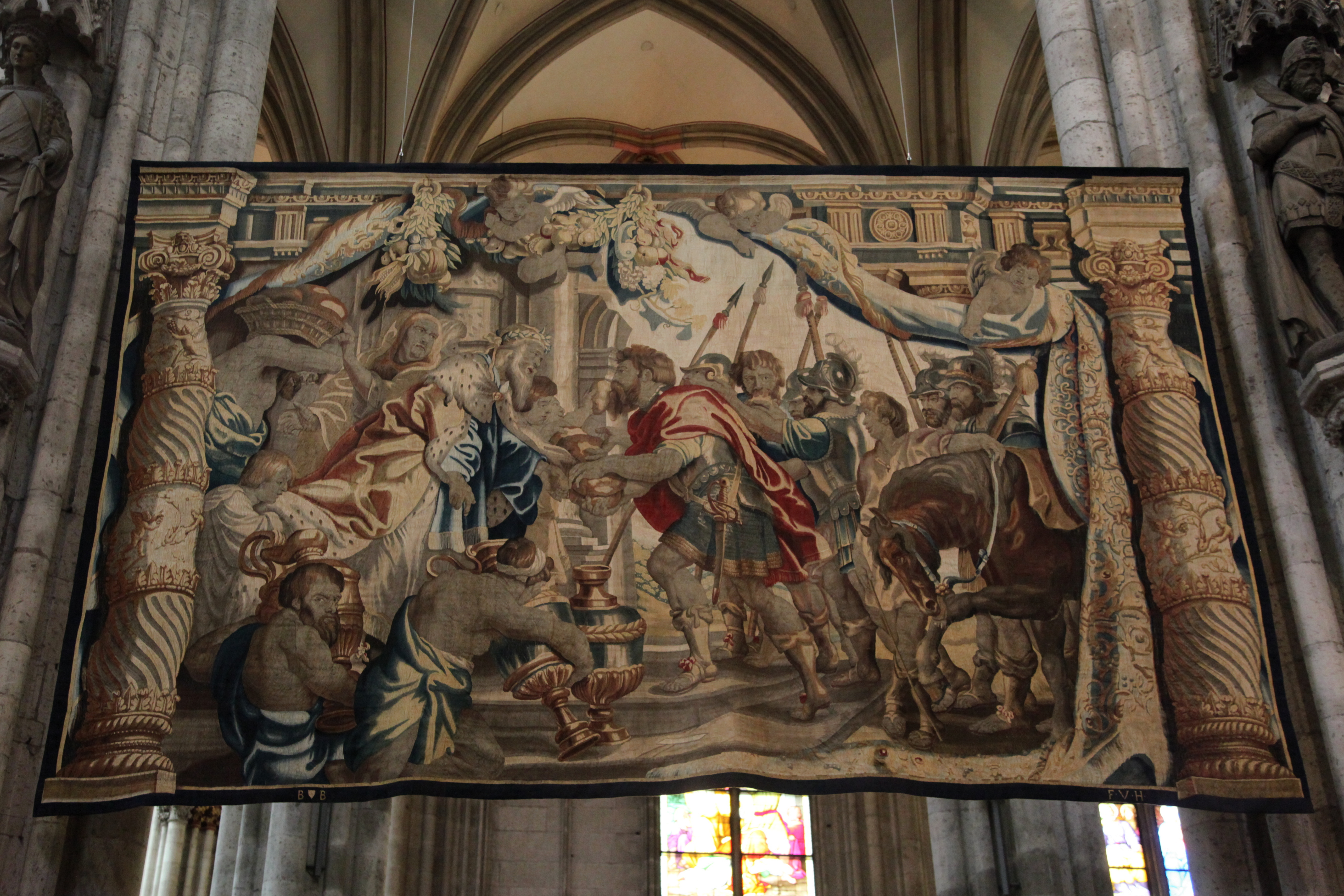
uno degli arazzi di Rubens.

Nel XVII secolo si volle dare un impulso più "moderno" all'edificio, e se ne iniziò la ristrutturazione secondo i gusti dettati dallo stile barocco allora in voga. Le perdite per l'arte medievale furono notevoli. Diversi elaborati altari, fra cui anche quello maggiore, furono rimossi e rimpiazzati con modelli barocchi. Furono presentati nuovi progetti per un coro con stalli barocchi e decorazioni parietali in marmi colorati.
Nel 1688 arrivarono gli arazzi del Trionfo dell'Eucaristia su disegno di Peter Paul Rubens donati dal principe-vescovo Wilhelm Egon von Fürstenberg per coprire le pitture gotiche del recinto del coro. Dal 1744 al 1770, l'arcivescovo Clemente Augusto di Baviera fece rinnovare ampiamente gli interni in stile tardo barocco. Intorno al 1753, le vetrate istoriate gotiche delle cappelle radiali furono rimosse e sostituite con vetri bianco-verdastri per dar maggior luminosità alla chiesa, in linea con l'ideale barocco. Le opere in pietra e numerosi dipinti murali vennero imbiancati. Il piedicroce e il transetto ricevettero una finta volta lignea.

### Completamento neogotico

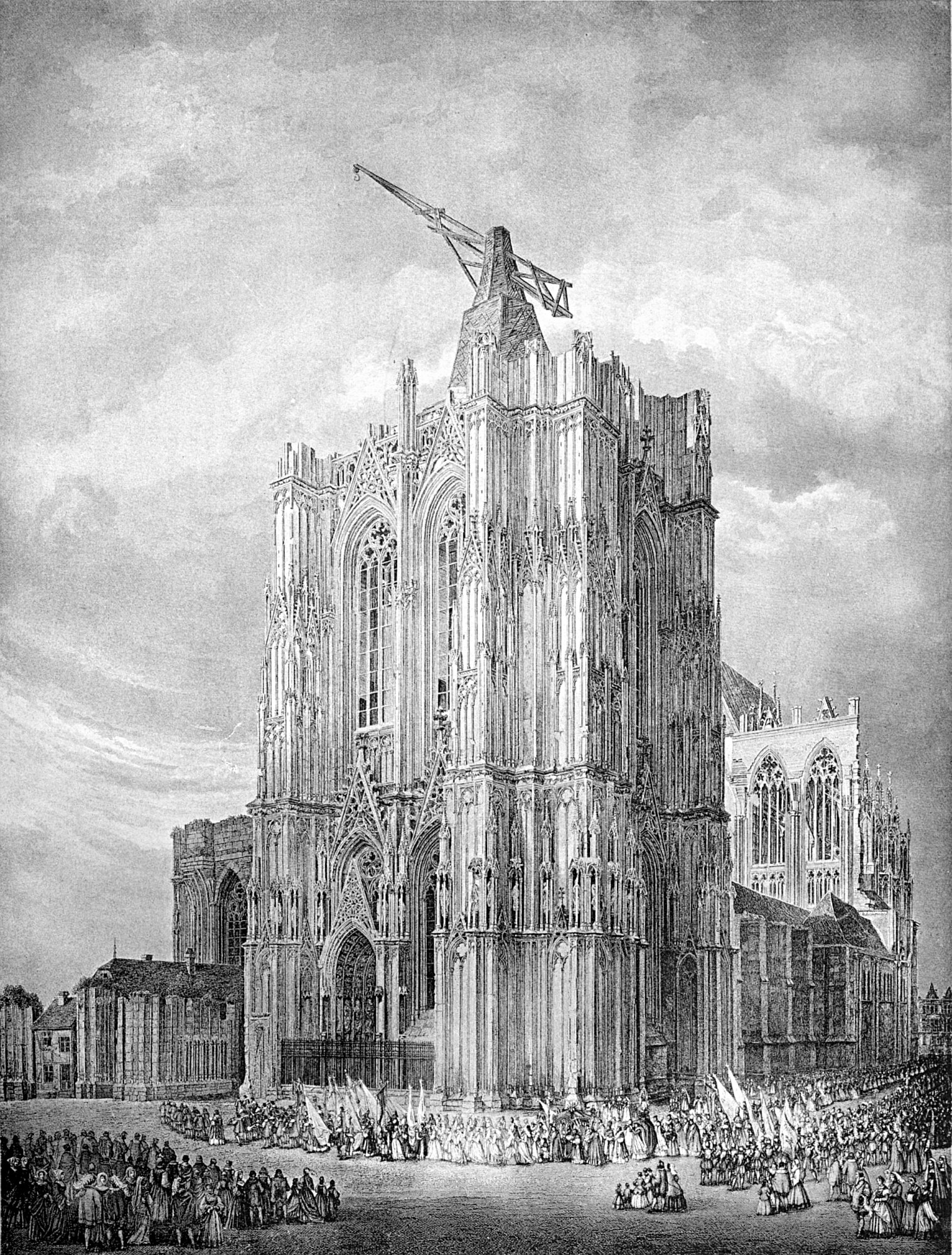
La ripresa dei lavori nel 1824.

Fu solo nel XIX secolo, grazie alla riscoperta del Medioevo da parte del Romanticismo, che i lavori ripresero: una commissione della corte prussiana fece infatti ripartire la costruzione nel 1842, basandosi su schemi e progetti originali medievali, portando in meno di 40 anni la cattedrale allo stato che è visibile oggi. Dell'enorme somma necessaria per completare i lavori, solo un terzo venne fornito dallo stato prussiano: la maggior parte fu frutto di una sottoscrizione popolare.
Nel 1823 Friedrich Adolf Ahlert iniziò i primi lavori di restauro del coro. Dopo la sua morte nel 1833, Ernst Friedrich Zwirner fu nominato capomastro della cattedrale e dovette padroneggiare il difficile compito di sviluppare piani di costruzione per il completamento della cattedrale, che piacessero sia al romantico re prussiano Federico Guglielmo IV che al suo direttore edile, attento ai costi, Karl Friedrich Schinkel, e infine alla "Zentral-Dombau-Verein zu Köln" (Associazione per la costruzione della Cattedrale), sostenuta dalla borghesia di Colonia.
Il 4 settembre 1842, il re di Prussia e il coadiutore e poi arcivescovo Johannes von Geissel posero la prima pietra per l'ulteriore costruzione della cattedrale. La pietra fu tirata fino alla cima della torre sud ancora incompiuta. La costruzione della cattedrale procedette rapidamente. Nel 1855 furono completate la facciata del transetto meridionale e otto anni dopo la navata centrale.
Il progetto, basato sull'ideale gotico, non impedì ai capomastri di utilizzare i più moderni materiali da costruzione dell'epoca. La struttura del tetto era in ferro, il che la rendeva la struttura in ferro-acciaio più grande del mondo fino alla costruzione della Torre Eiffel. Il mosaico pavimentale del coro, di circa 1300 m², fu progettato da August Essenwein dal 1885 al 1892 e posato dalla ditta Villeroy & Boch.
La costruzione della facciata ovest con le caratteristiche torri gemelle fu affidata al capomastro Richard Voigtel che seguì fedelmente il progetto di Michael von Savoyen del 1370. Grazie all'uso aggiuntivo di moderni metodi di costruzione tecnica, come una macchina a vapore per il trasporto delle pietre, le torri sono state in grado di raggiungere la loro altezza record di 157 metri.
Il completamento ufficiale di quella che all'epoca era la più grande cattedrale della Germania, venne festeggiato come un vero e proprio evento nazionale in pieno Kulturkampf, 632 anni dopo l'inizio dei lavori. Fu celebrato il 15 ottobre 1880 dall'imperatore Guglielmo I che utilizzò l'evento per dimostrare l'unità e le dimensioni dell'impero appena fondato. Quando fu ultimata, la Cattedrale di Colonia era l'edificio più alto del mondo, superato in questa classifica solo 4 anni più tardi dal Washington Monument. Ha invece tuttora il primato della più grande facciata del mondo per un edificio religioso.

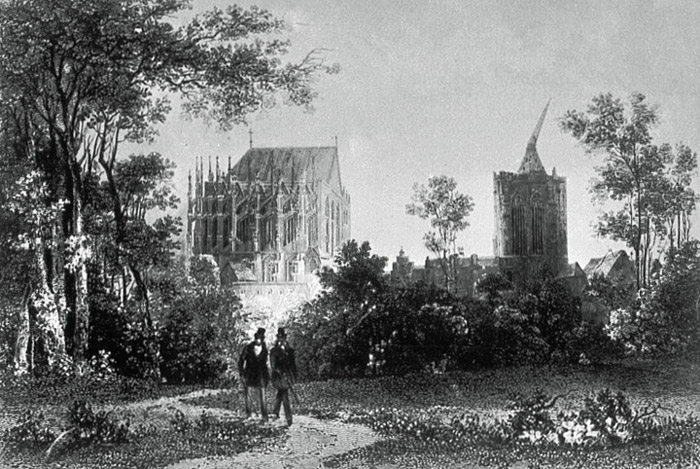
La Cattedrale nel 1820
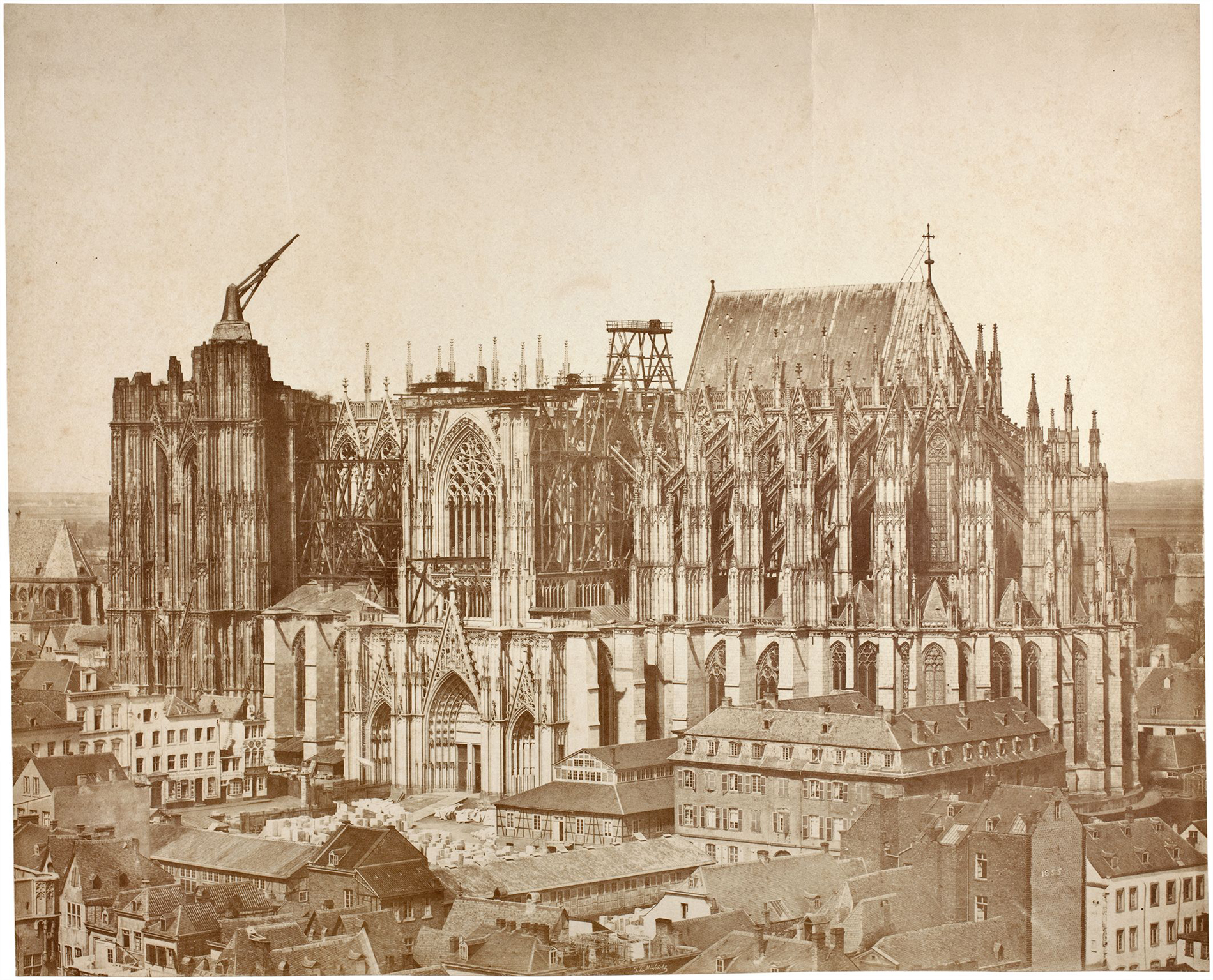
La Cattedrale nel 1855
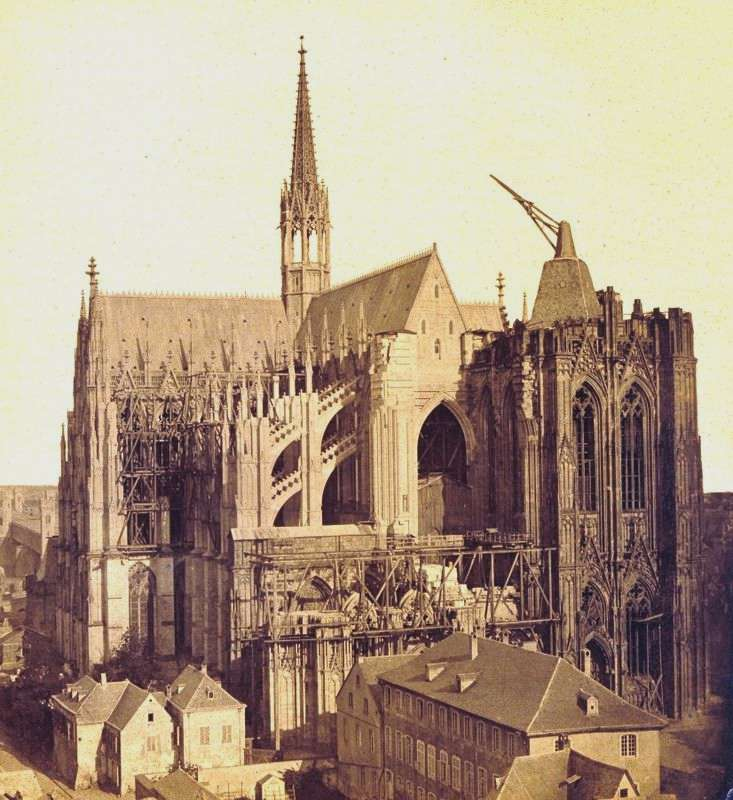
La Cattedrale nel 1865
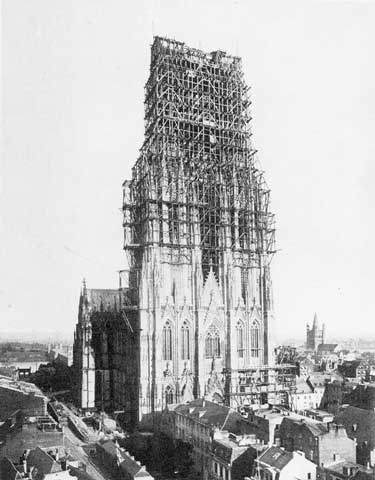
La Cattedrale nel 1880
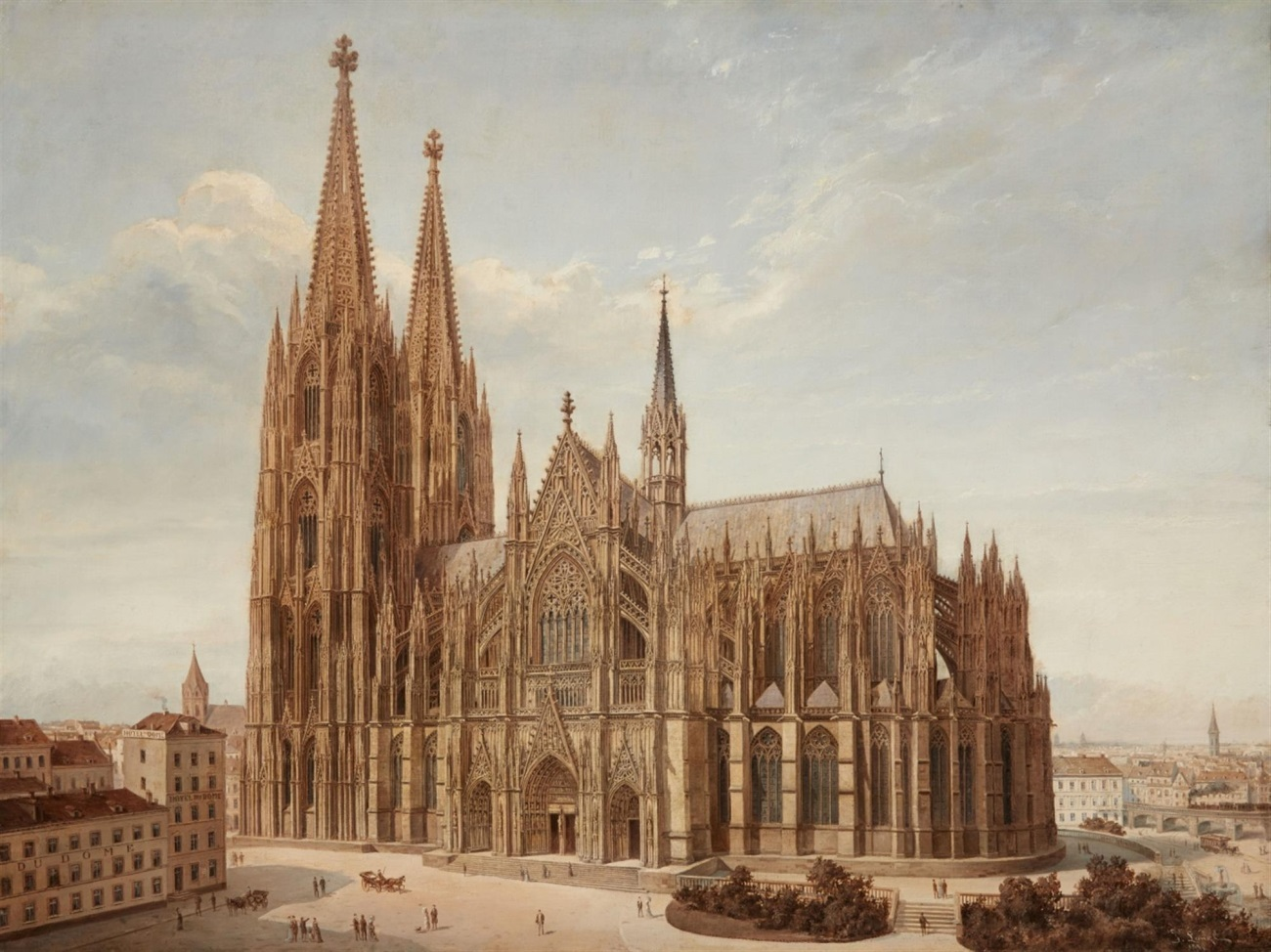
La Cattedrale nel 1880

### Storia contemporanea

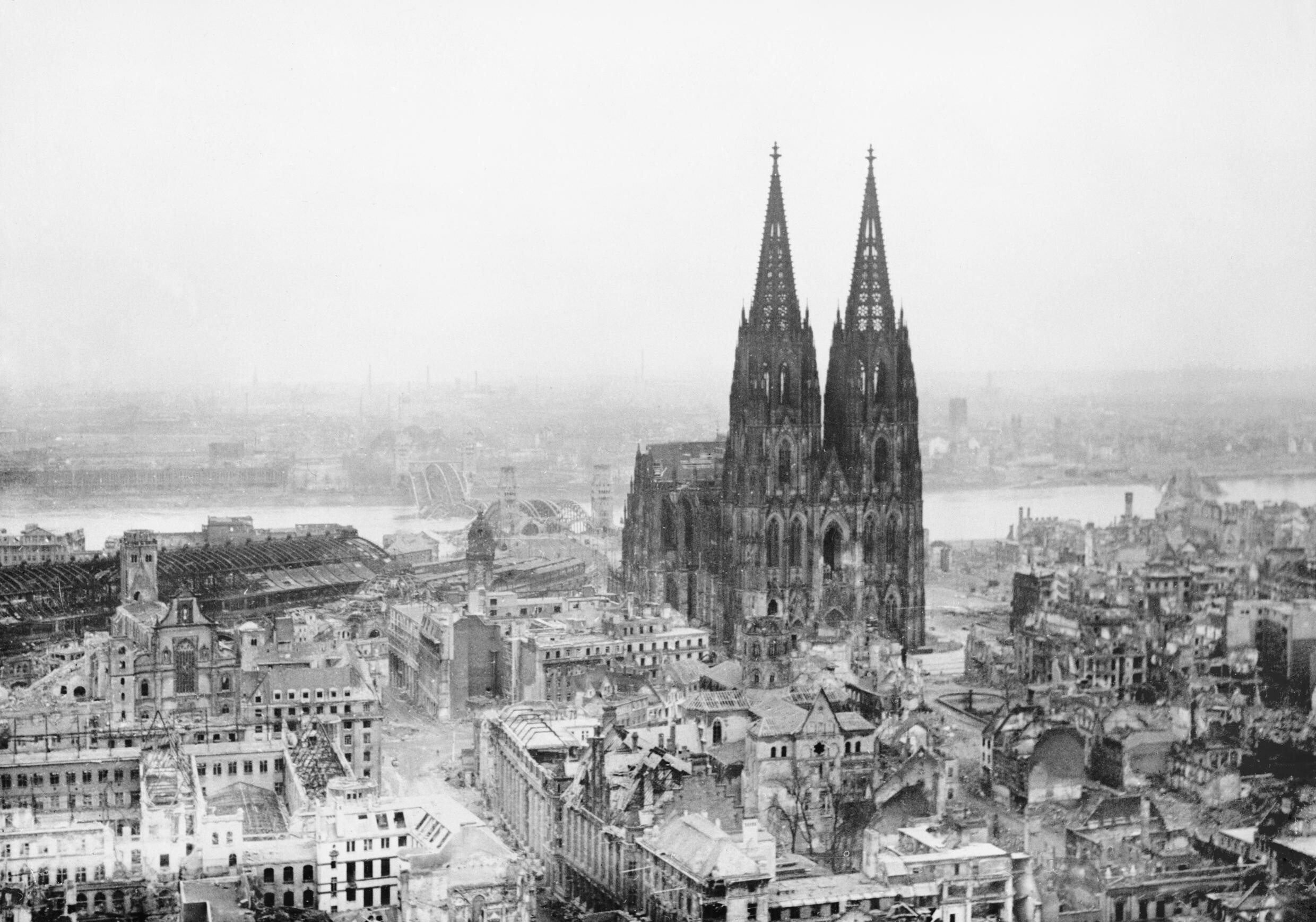
La cattedrale dopo i bombardamenti del 1945.

La Cattedrale venne colpita 14 volte durante i bombardamenti aerei della seconda guerra mondiale, ma fortunatamente non collassò. I lavori di restauro terminarono nel 1956.
Nel 1996 l'edificio è stato inserito nell'elenco dei Patrimoni dell'umanità dell'UNESCO; nel 2004, tuttavia, venne inserito nella lista dei Patrimoni dell'umanità in pericolo, unico sito fra tutti quelli dell'Occidente, a causa delle alte costruzioni vicine e dell'impatto visivo da esse causato. La Cattedrale venne rimossa da questa lista nel 2006, dopo che le autorità decisero di limitare per legge l'altezza degli edifici costruiti nei pressi del monumento.
Il 18 agosto 2005 la Cattedrale venne visitata da papa Benedetto XVI in occasione delle festività della Giornata Mondiale della Gioventù. In quella occasione fu eseguita, in forma di concerto, la Missa Solemnis Op.123 di Ludwig van Beethoven.

## Descrizione

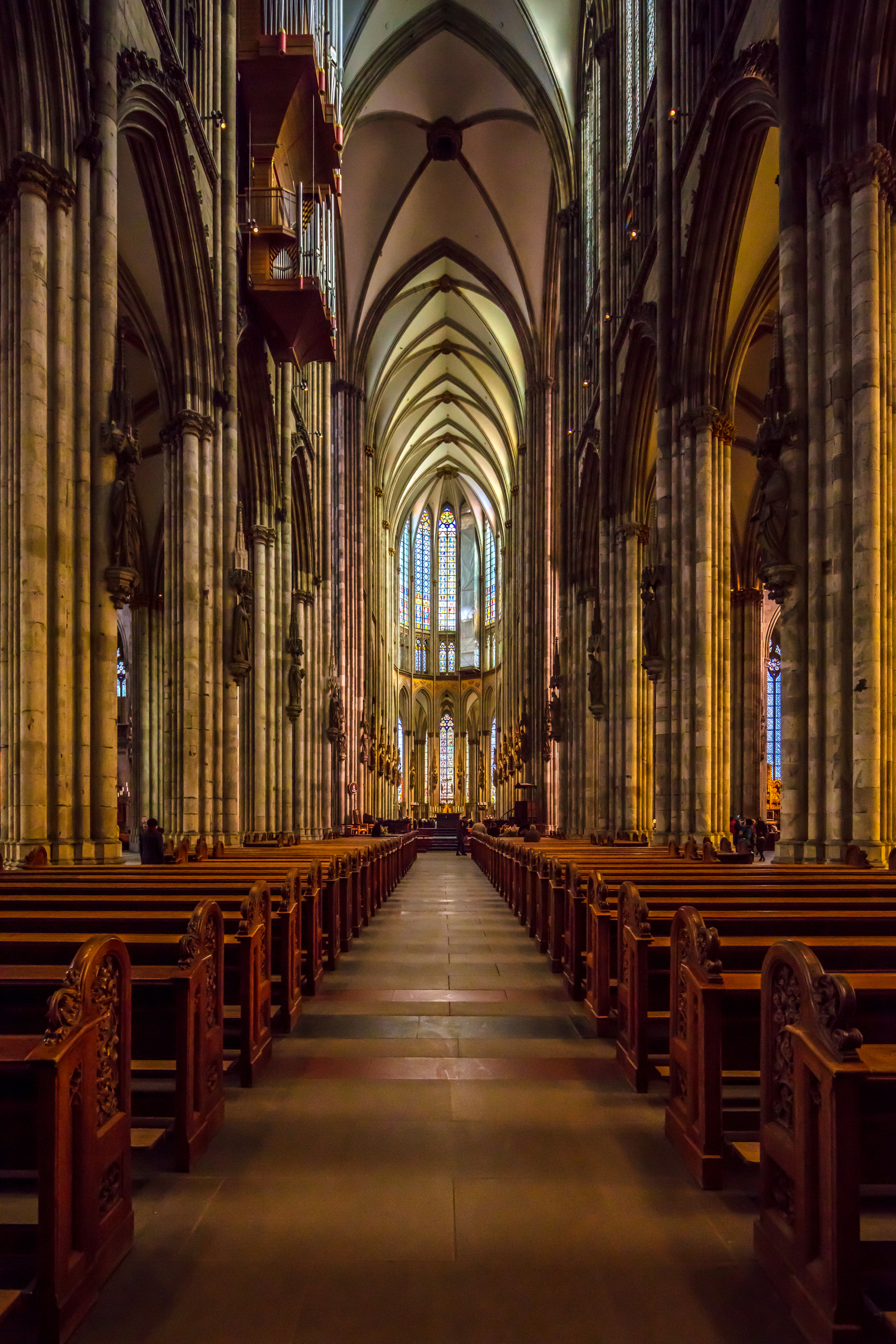
L'interno

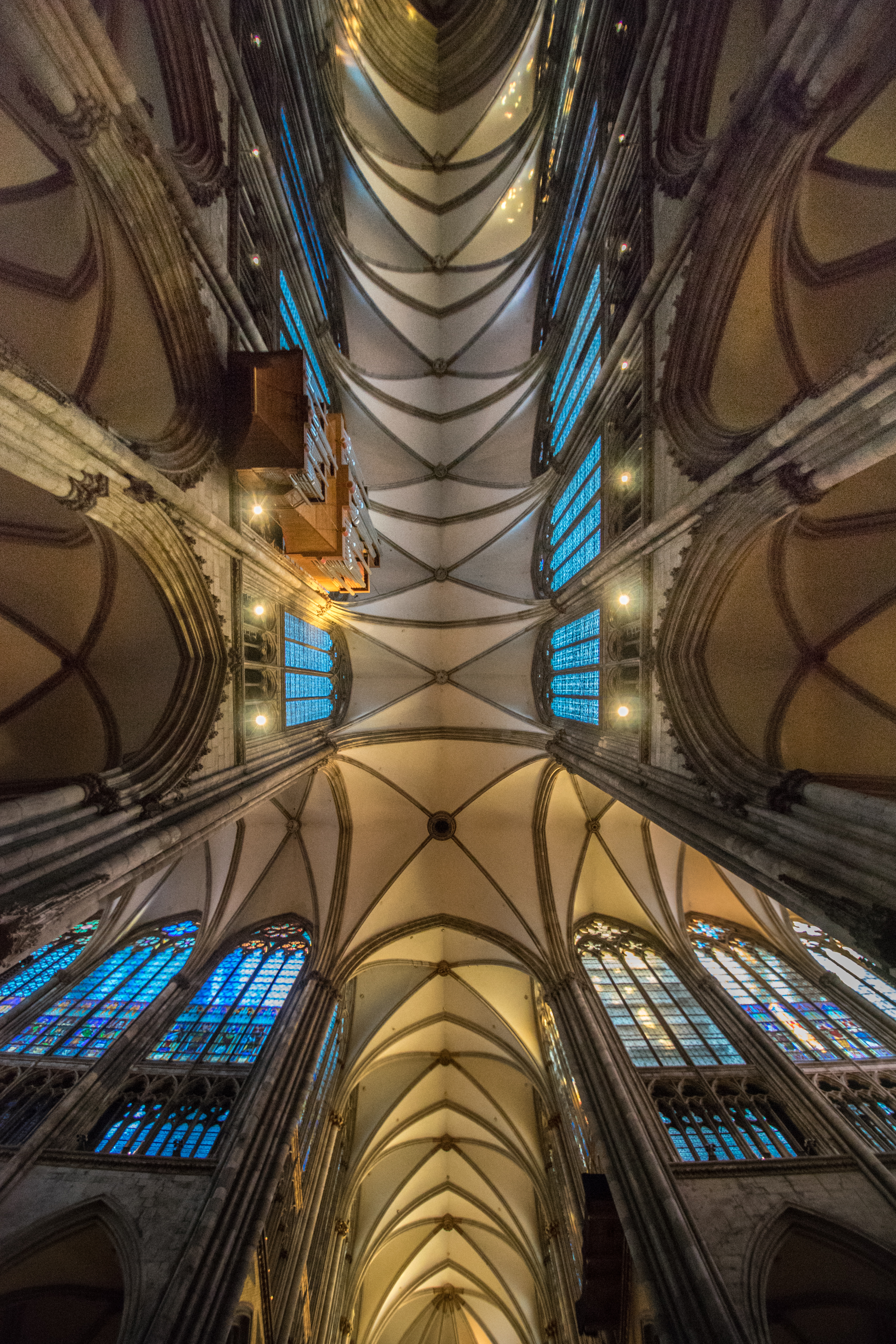
Le volte dell'interno

### Architettura
L'architettura della Cattedrale di Colonia si basa molto su quella della cattedrale di Amiens, soprattutto in merito alla pianta, allo stile e alle proporzioni della navata centrale. La pianta è a forma di croce latina, come di consueto nelle cattedrali gotiche. Ha cinque navate di cui due su entrambi i lati, che aiutano a sostenere una delle volte gotiche più alte del mondo, essendo alte quasi quanto quella della sfortunata Cattedrale di Beauvais, in gran parte crollata. Esternamente la spinta verso l'esterno della volta è scaricata su archi rampanti alla maniera francese. Il transetto, diviso in tre navate, presenta due grandi polifore su entrambe le facciate. L'abside, rivolta verso oriente, è cinta dal deambulatorio con sette cappelle radiali.
Esternamente la possente massa è irta di innumerevoli guglie e dominata dal tetto a forti spioventi. Anche a distanza, spiccano le due alte torri campanarie della facciata, che con i loro 157,38 metri sono state le più alte del mondo fra il 1880 e il 1890, nonché anche l'edificio più alto mai costruito in quel tempo. Oggi sono le seconde dopo la torre della Cattedrale di Ulma (161,53 m).
L'interno è stato più volte rimaneggiato, particolarmente nel XIX secolo quando venne finalmente terminato. Il coro medievale presenta un forte influsso del gotico francese nella volta altissima e nelle eleganti bifore del triforio. Grandi pilastri a fascio sorreggono le volte a crociera quadripartite e l'alzato si divise, orizzontalmente, in tre livelli: arcate, triforio e cleristorio, secondo i dettami del tardo-gotico. Tutte le superfici fra i pilastri sono occupate da immense polifore che conferiscono una grande luminosità a tutto lo spazio interno. Le bifore del cleristorio sono particolarmente alte, 17,5 metri.
Fra le opere conservate nel coro, molte sono originali e si sono salvati dalle distruzioni dell'occupazione francese. Fra queste, vi è una grande statua di pietra raffigurante San Cristoforo, che guarda in basso verso il luogo dove, fino all'ampliamento del XIX secolo, si trovava l'ingresso principale della chiesa.

### Decorazione

#### Vetrate

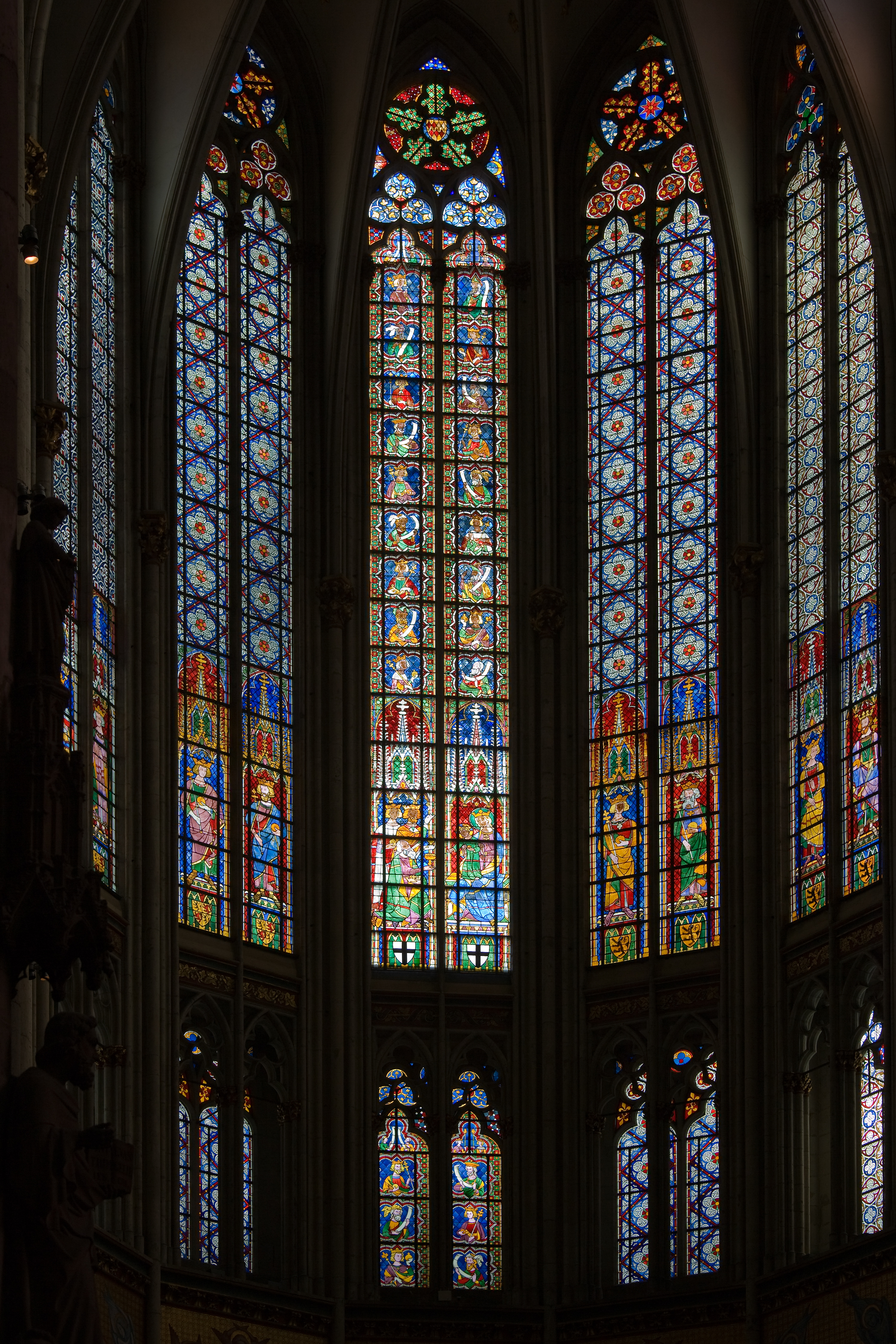
Le vetrate del cleristorio del coro, 1304-11.

L'intera architettura della cattedrale fu progettata per ospitare le finestre più grandi possibili. Le vetrate coprono una superficie di circa 10.000 m², delle quali circa 1.500 m² sono originali dal Medioevo.
Le finestre provengono da epoche diverse; quelle delle cappelle radiali, inizialmente zona riservata esclusivamente ai chierici, furono eseguite dal 1260 al 1330-40. La vetrata centrale della cappella assiale, dedicata ai Magi, è la più antica della cattedrale. Detta Älteres Bibelfenster (Antica vetrata della Bibbia) in quanto raffigura Episodi della Bibbia, venne infatti realizzata nel 1250-60. Un'altra vetrata storica è la Jüngeres Bibelfenster (Giovane vetrata della Bibbia), realizzata nel 1280 per la Cappella di Santo Stefano. Al 1320 risalgono la Vetrata dei Magi, sinistra della cappella assiale; e la Vetrata di Ognissanti, nella Cappella di San Giovanni.

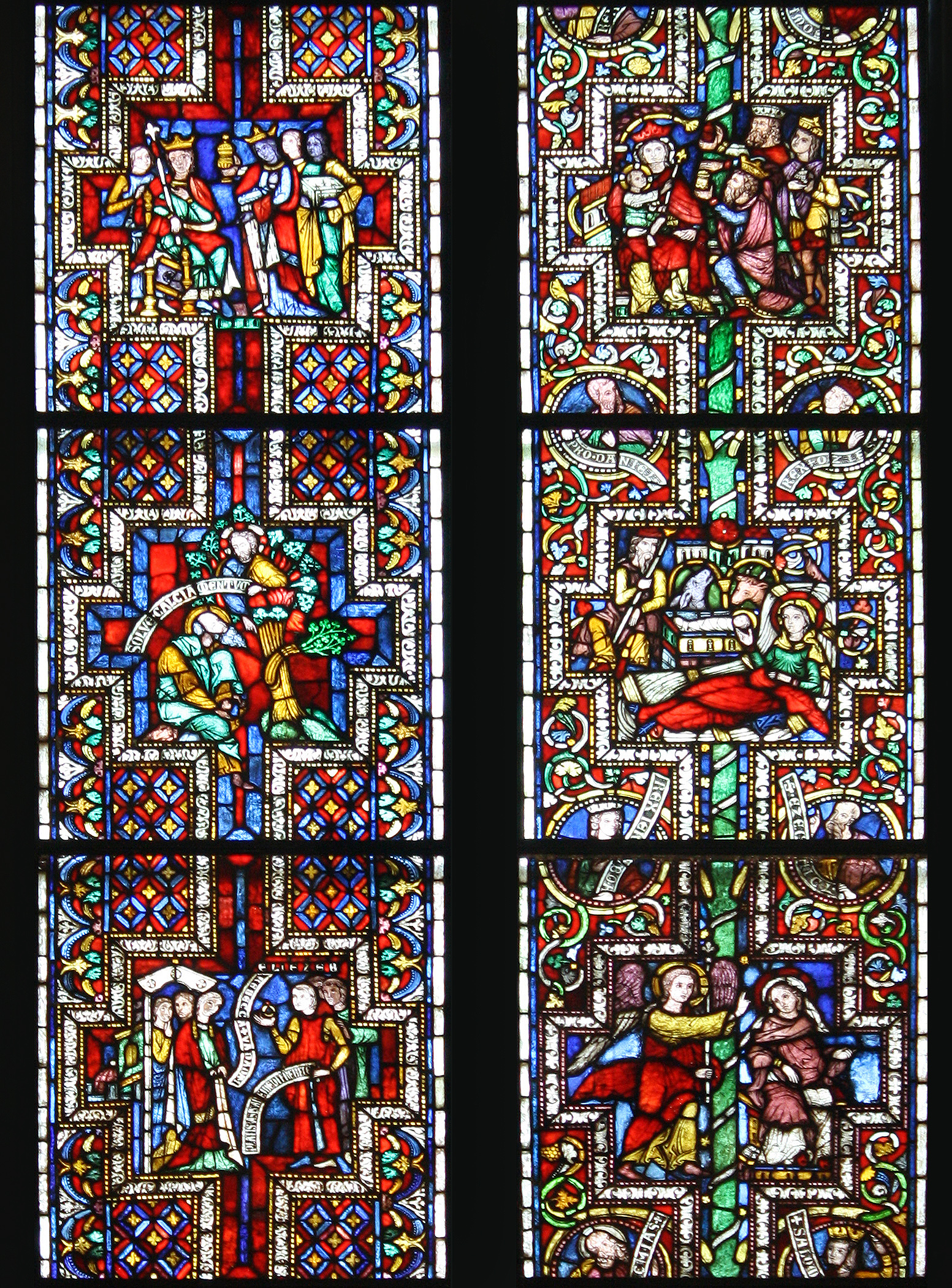
Älteres Bibelfenster, 1250-60
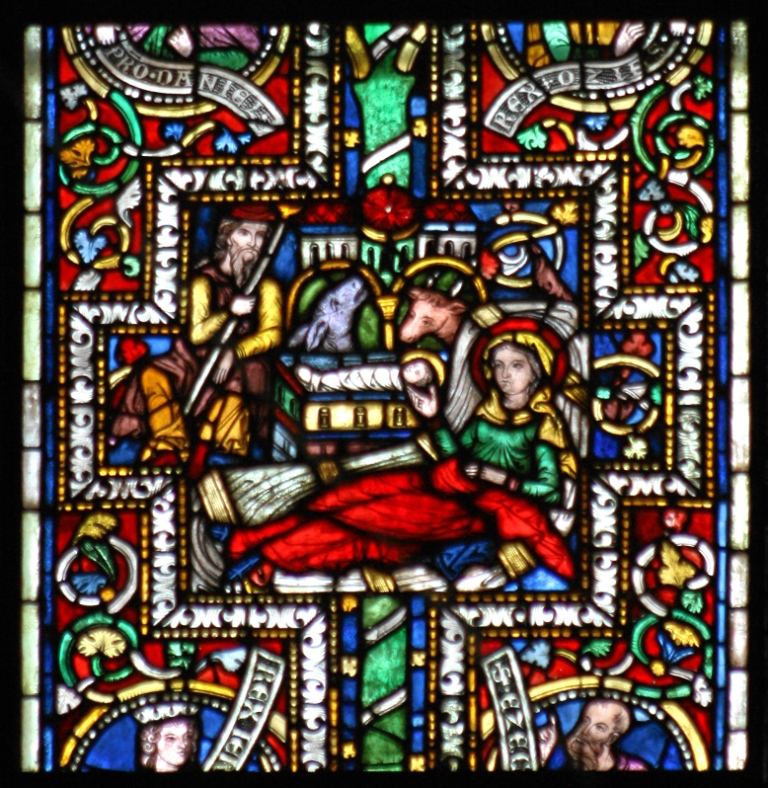
Älteres Bibelfenster, particolare
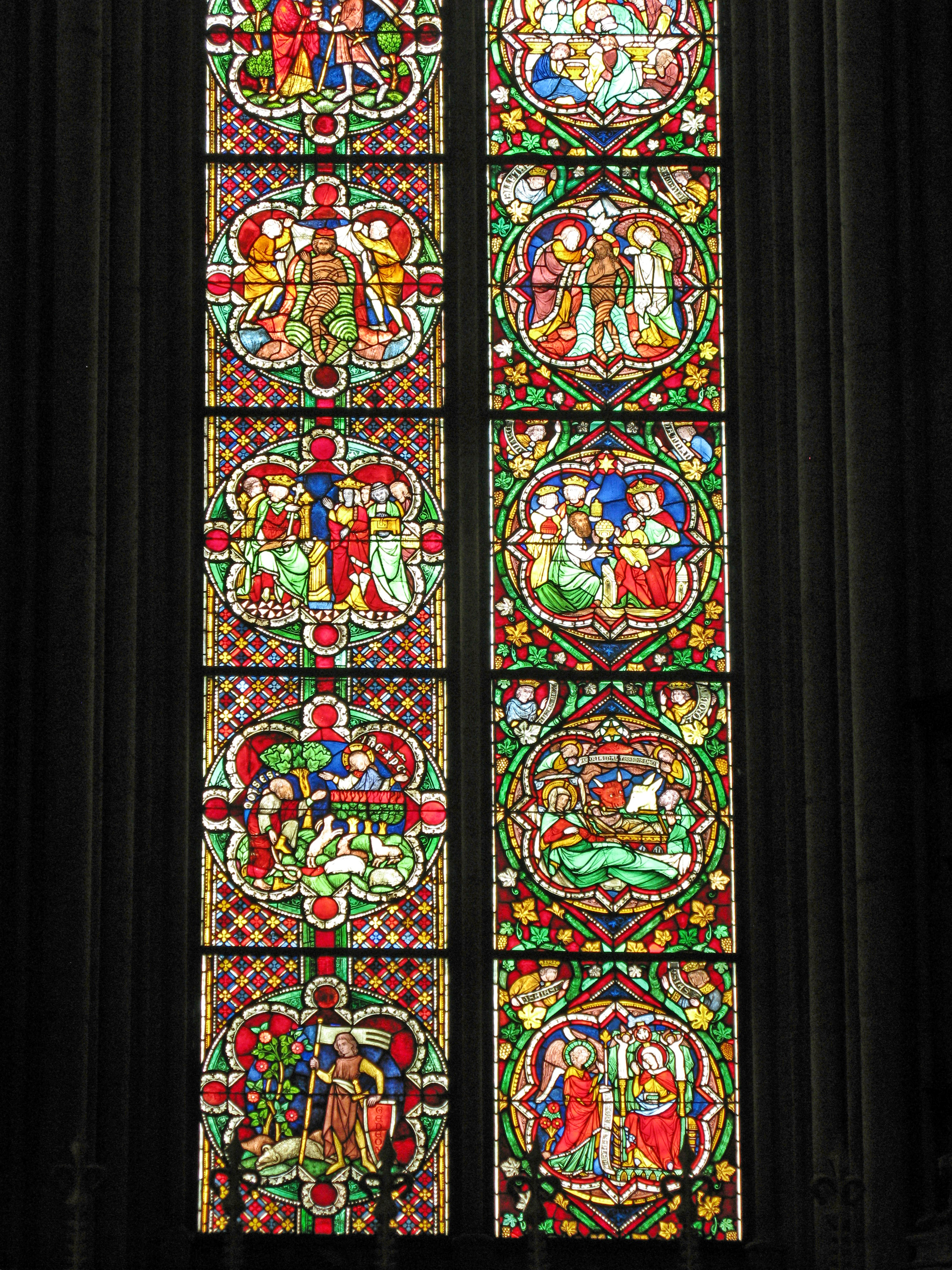
Jüngeres Bibelfenster, 1280
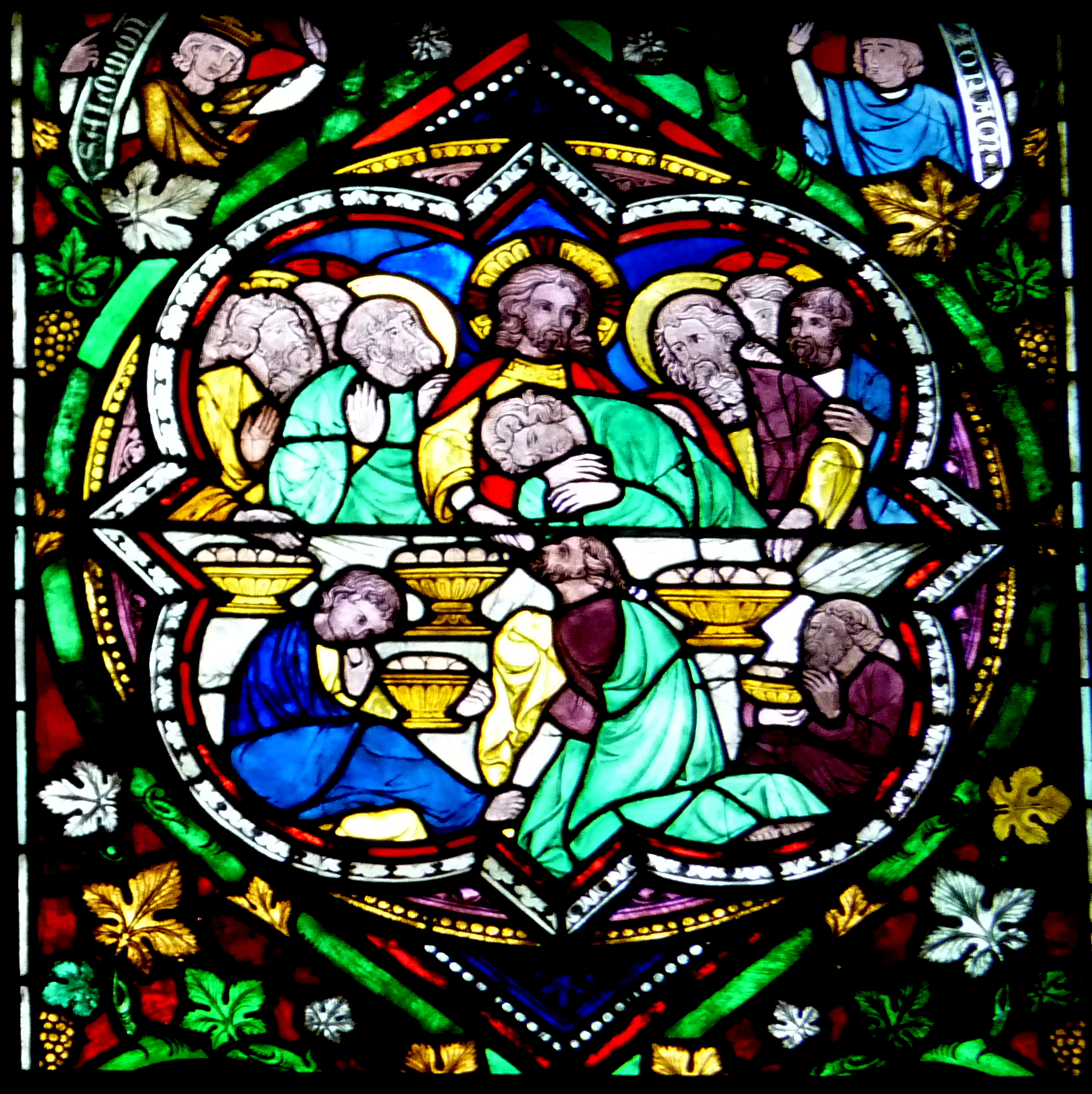
Jüngeres Bibelfenster, particolare

Tra il 1304 e il 1311 furono realizzate le vetrate superiori del coro, alte 17,15 metri; mostrano 48 re alternativamente con e senza barba. Presumibilmente i barbuti sono i 24 Anziani dell'Apocalisse, gli imberbi sono i Re di Giuda, i predecessori di Cristo nell'Antico Testamento. Le figure sono alte circa 2,25 metri. Nella finestra assiale sono i Re Magi che rendono omaggio a Maria e al Bambino. La superficie totale delle finestre del coro è di 1350 m². È uno dei più grandi cicli di vetrate colorate sopravvissuti del Medioevo. Nel frattempo, molti dettagli sono andati perduti, ma è stata preservata la tonalità di colore originale.
Le finestre tardo-medievali della navata settentrionale riflettono la fine del primo periodo edilizio della cattedrale e vennero eseguite tra il 1507 e il 1509. Fra esse spiccano la Vetrata dell'Epifania, della Natività e della Passione.
Nella navata meridionale si trovano finestre tipiche del secondo periodo di costruzione (XIX secolo), note come Bayernfenster (Finestre bavaresi) in quanto donate del re Ludovico I di Baviera. Sulpiz Boisserée ne fece i primi disegni già nel 1842; ma furono realizzate dal 1846 al 1848 dai pittori monacensi Joseph Anton Fischer e Franz Hellweger su disegni di Heinrich Maria von Hess.
Alcune delle perdite della seconda guerra mondiale sono ancora evidenti, ma a poco a poco le finestre furono restaurate o sostituite con finestre moderne. La più recente è la grande Richterfenster (vetrata di Richter) del 2007 posta sulla facciata del transetto meridionale.

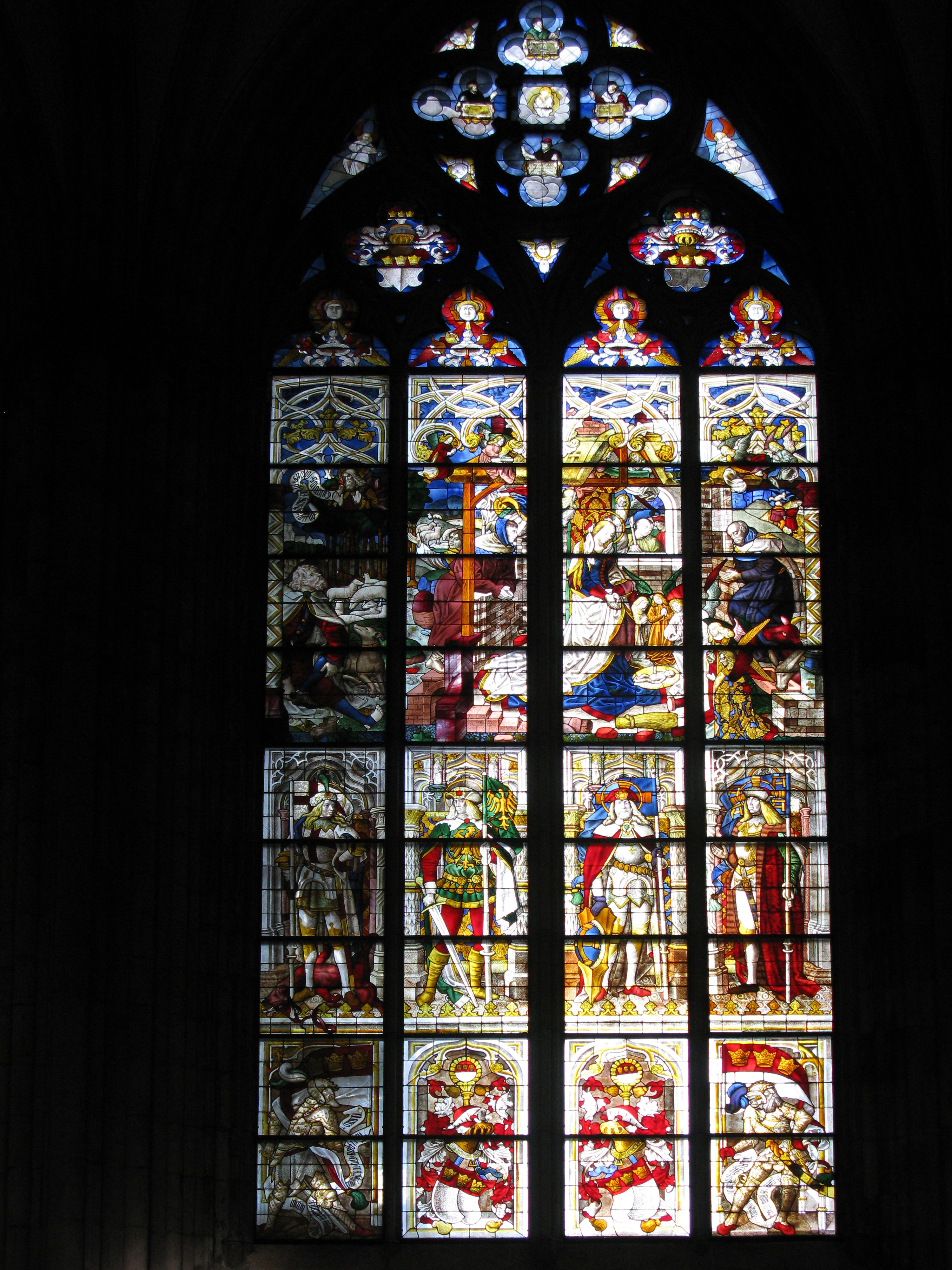
Natività, vetrata tardo-gotica del 1507-09
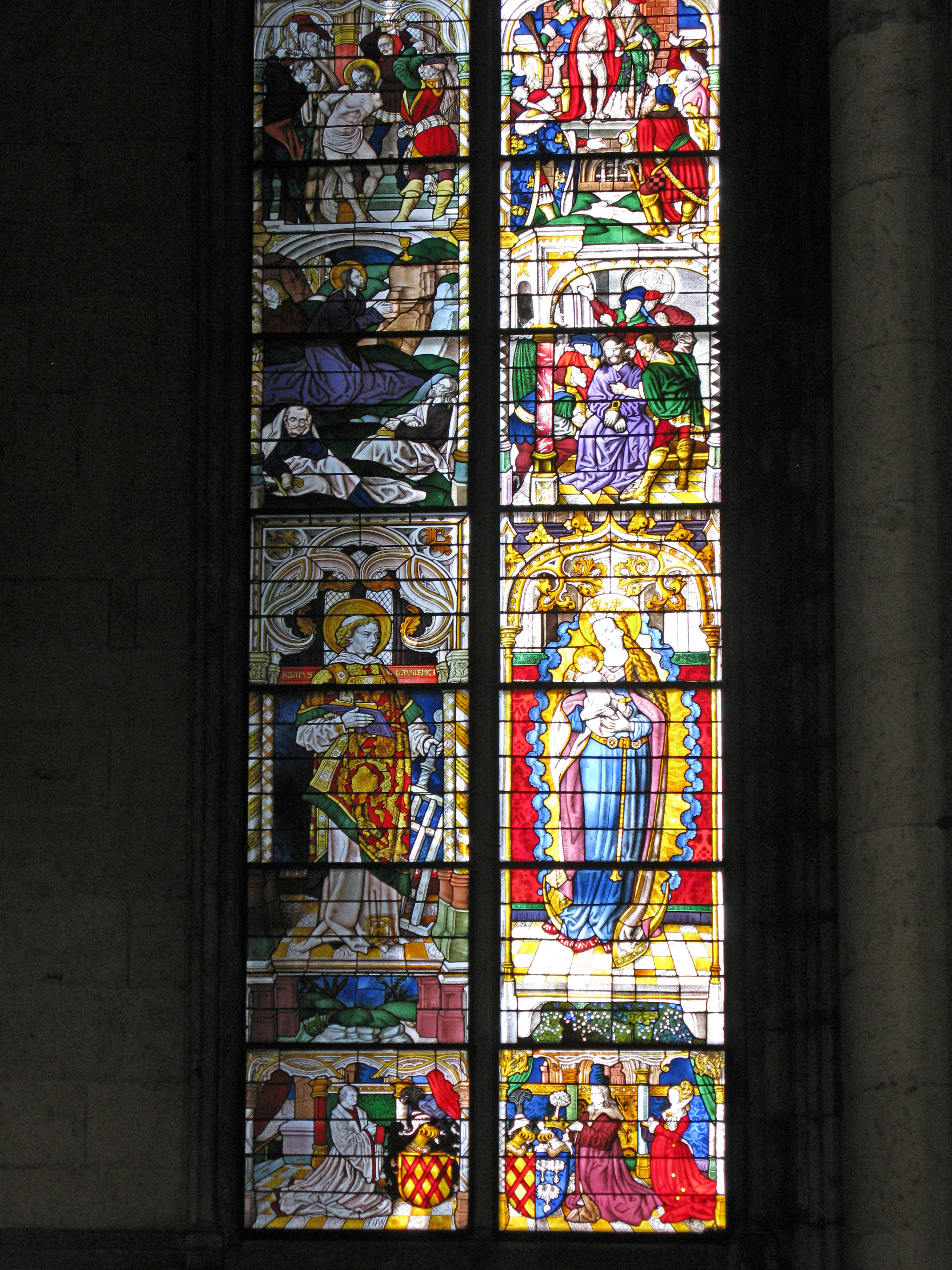
Passione, vetrata tardo-gotica del 1507-09
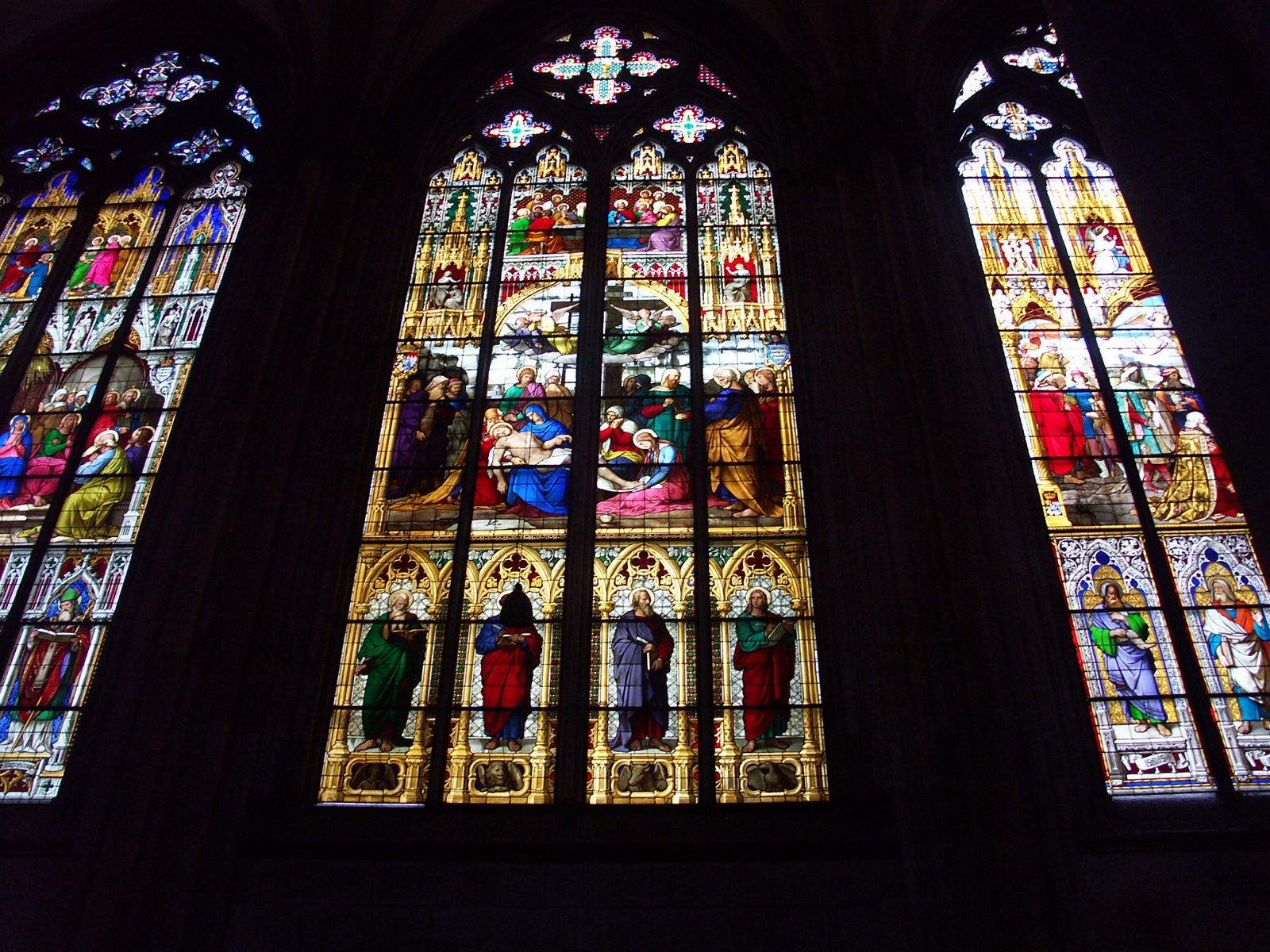
Le Vetrate Bavaresi
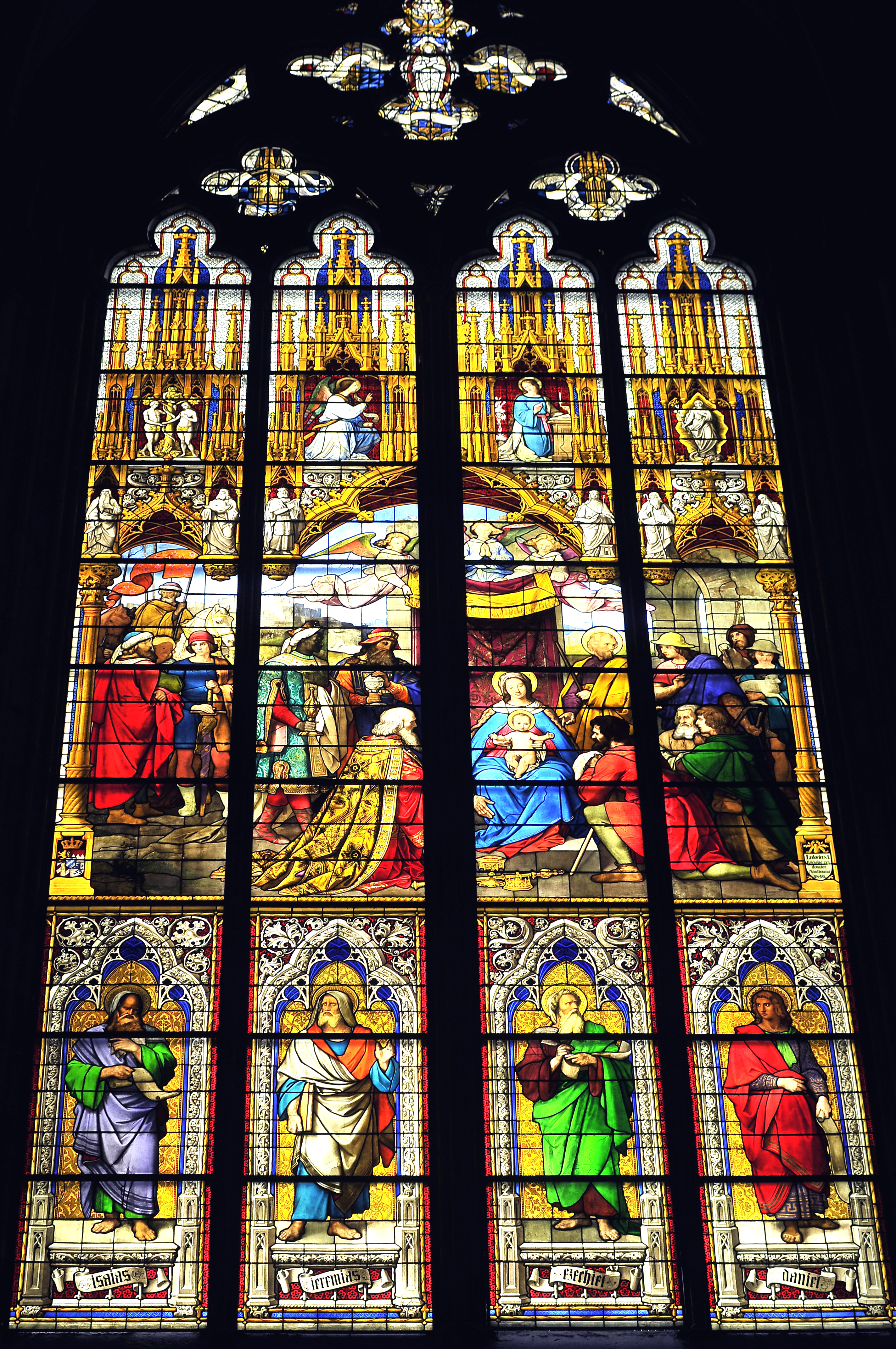
Visitazione dei Magi, vetrate bavaresi
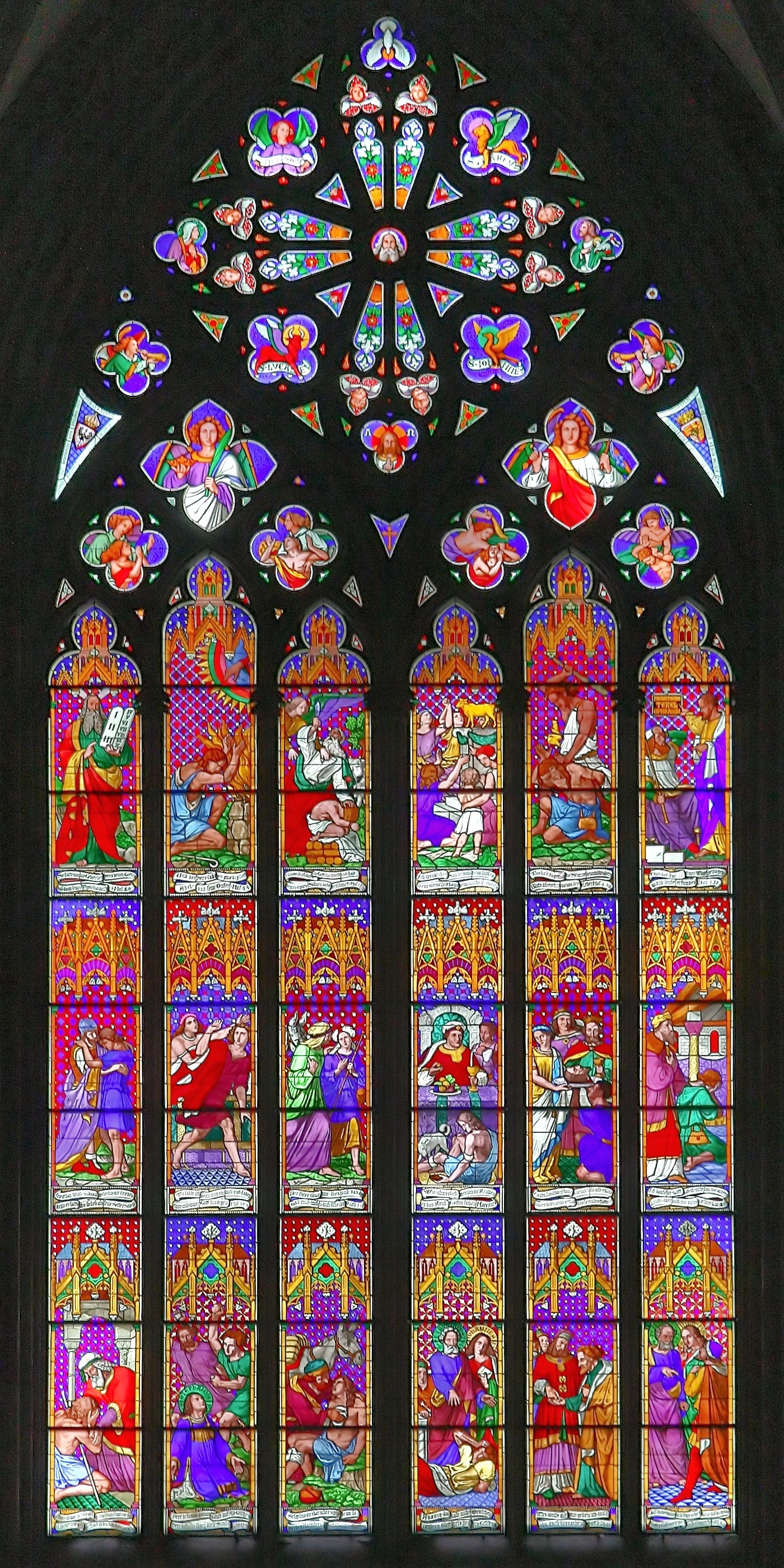
Vetrata della facciata, 1870

#### Mobilio del Coro

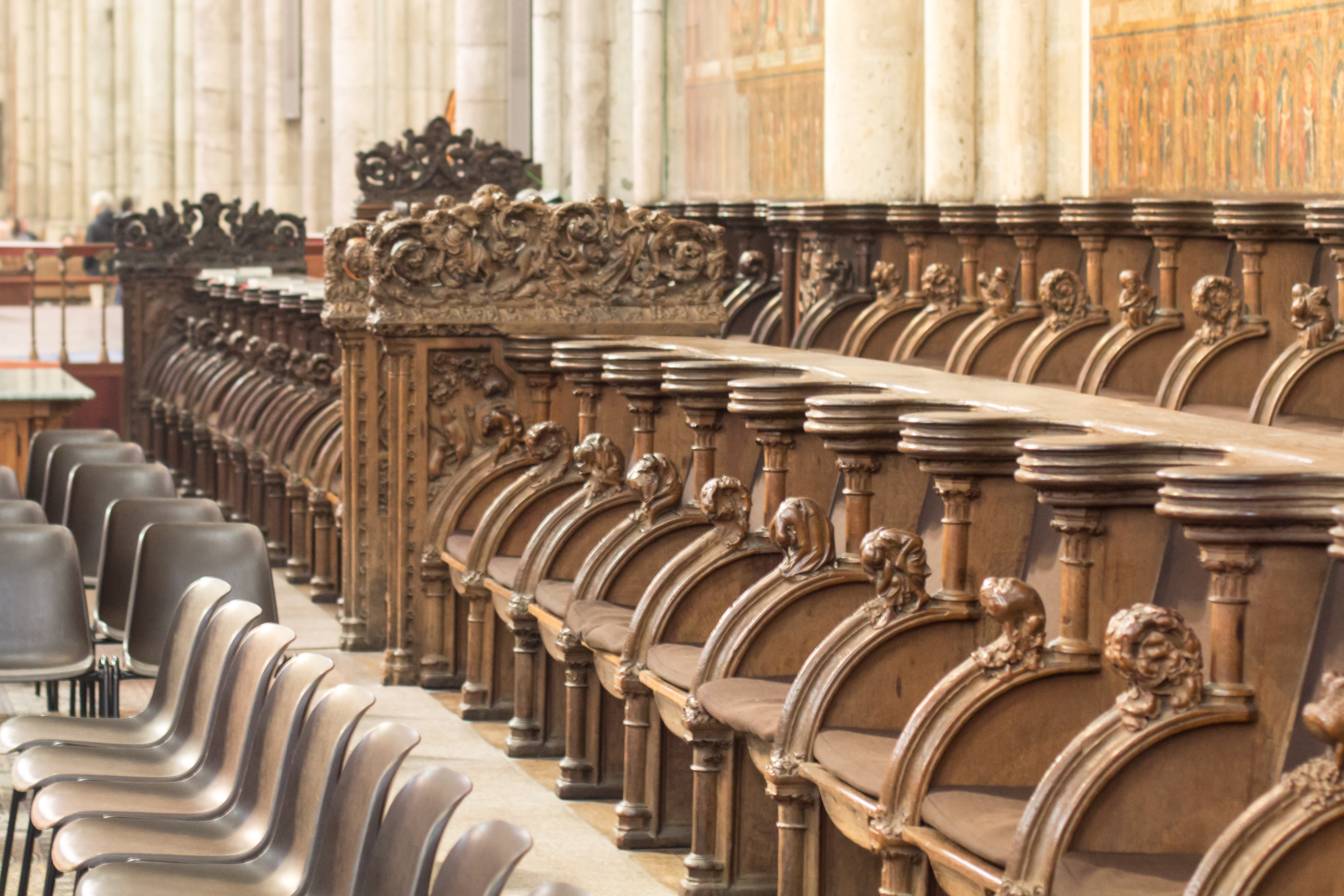
Gli stalli trecenteschi del coro.

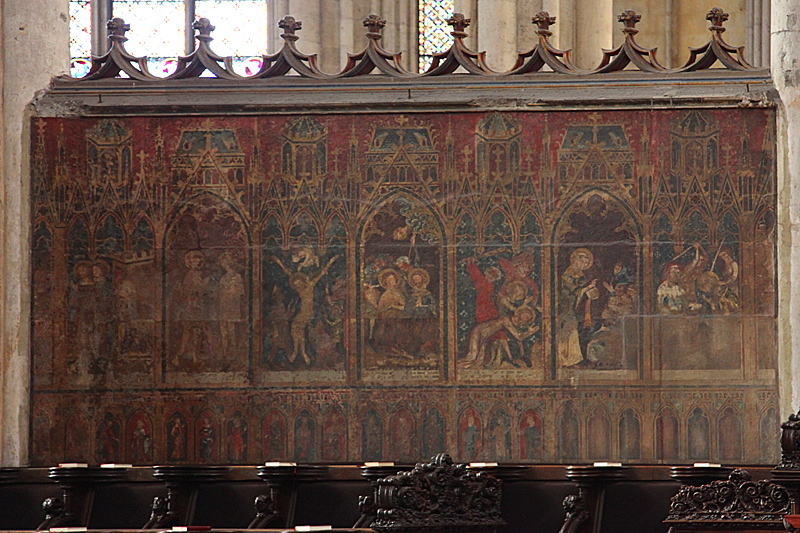
Il recinto dipinto del coro, prima metà XIV secolo.

Il coro, con i suoi 104 stalli, è il più grande della Germania e venne realizzato interamente in quercia tra il 1308 e il 1311. I banchi, disposti specularmente sui due lati delle prime tre campate del presbiterio, mostrano lavori d'intaglio con raffigurazioni umane, animali e creature mitiche; ispirate in parte all'Antico Testamento, ma anche all'antichità e alla credenza popolare. Un banco era riservato all'imperatore un altro al papa.
Dietro gli stalli corre un muro divisorio che separa il presbiterio dal deambulatorio. Questo schermo è composto da tre pannelli per lato, ciascuno per ognuna delle campate che occupa. Ogni pannello è diviso orizzontalmente in tre zone; la banda centrale è divisa verticalmente in sette parti, corrispondenti agli scranni, inquadrate da architetture traforate dipinte. Tutto questo muro divisorio è rivestito di un ciclo pittorico a tempera, coevo, che rappresenta l'opera artisticamente più alta della pittura monumentale tedesca della prima metà del XIV secolo.
Sul lato sud, la banda di base raffigura una sequenza di tutti gli Imperatori romani e tedeschi, a cominciare da Cesare, sopra il seggio dell'imperatore. Quella del lato nord riporta i Vescovi e Arcivescovi di Colonia a partire da Materno, sopra il seggio del papa. Nella fascia centrale del lato meridionale sono Scene della Vita di Maria, dei Magi e dei Martiri dei Santi Felice, Nabor e Gregorio di Spoleto; in quella settentrionale, Scene della Vita dei Santi Pietro e Paolo, san Silvestro e di Costantino. Al di sopra, in entrambi i lati, sono una sequenza di baldacchini gotici.

#### Statue del Coro

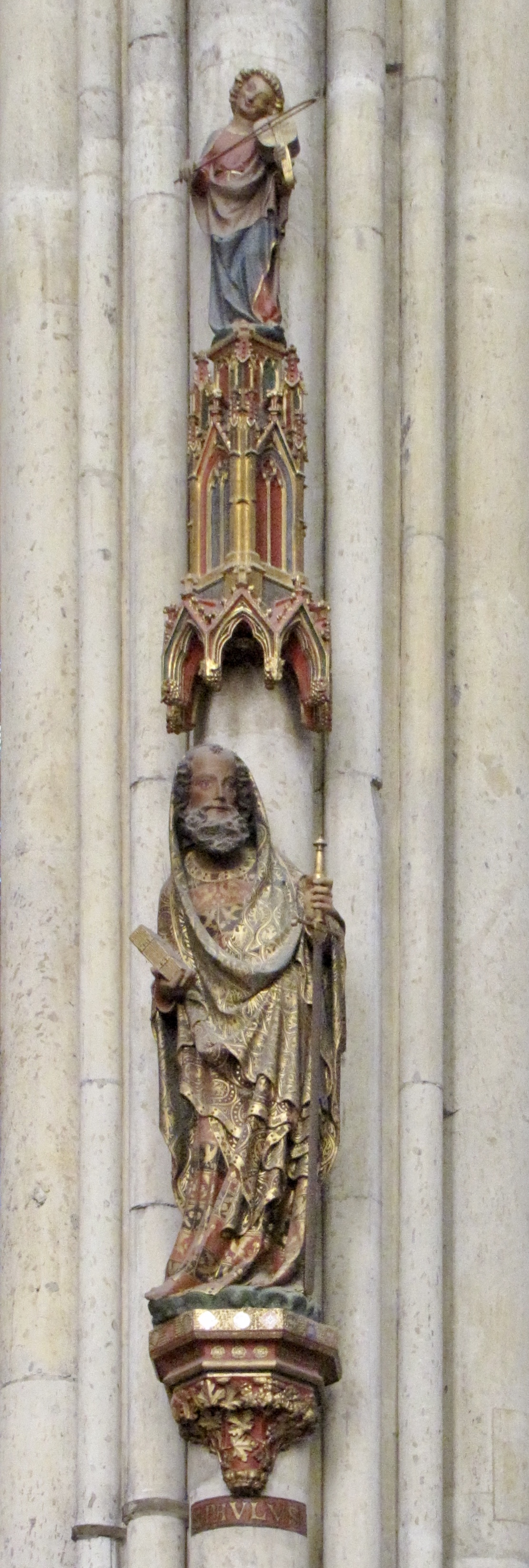
La statua di San Paolo sormontato dall'angelo musicante.

Addossate ai pilastri del presbiterio si trovano 14 sculture raffiguranti Maria, Cristo, poste ai pilastri dietro l'altar maggiore, e i Dodici Apostoli con Dodici Angeli musicanti. Queste sculture furono realizzate dalla bottega del Duomo tra il 1270 e il 1280 sotto la supervisione del capomaestro Johannes von Köln. Sono considerate tra le maggiori opere della scultura europea dell'inizio del XIV secolo. Progettare un ciclo di apostoli per un edificio del coro a metà del XIII secolo era una rarità. Il medioevo aveva sviluppato l'idea di paragonare gli apostoli, i "pilastri spirituali della Chiesa (comunità)" ai pilastri di una chiesa (edificio). Tema che fu realizzato per la prima volta nel 1248 per la Sainte-Chapelle a Parigi. Gli angeli, esecutori della musica celestiale, furono aggiunti, sopra i baldacchini, verso il 1300 a completare il tema del complesso scultoreo volte a rappresentare l'Incoronazione di Maria.

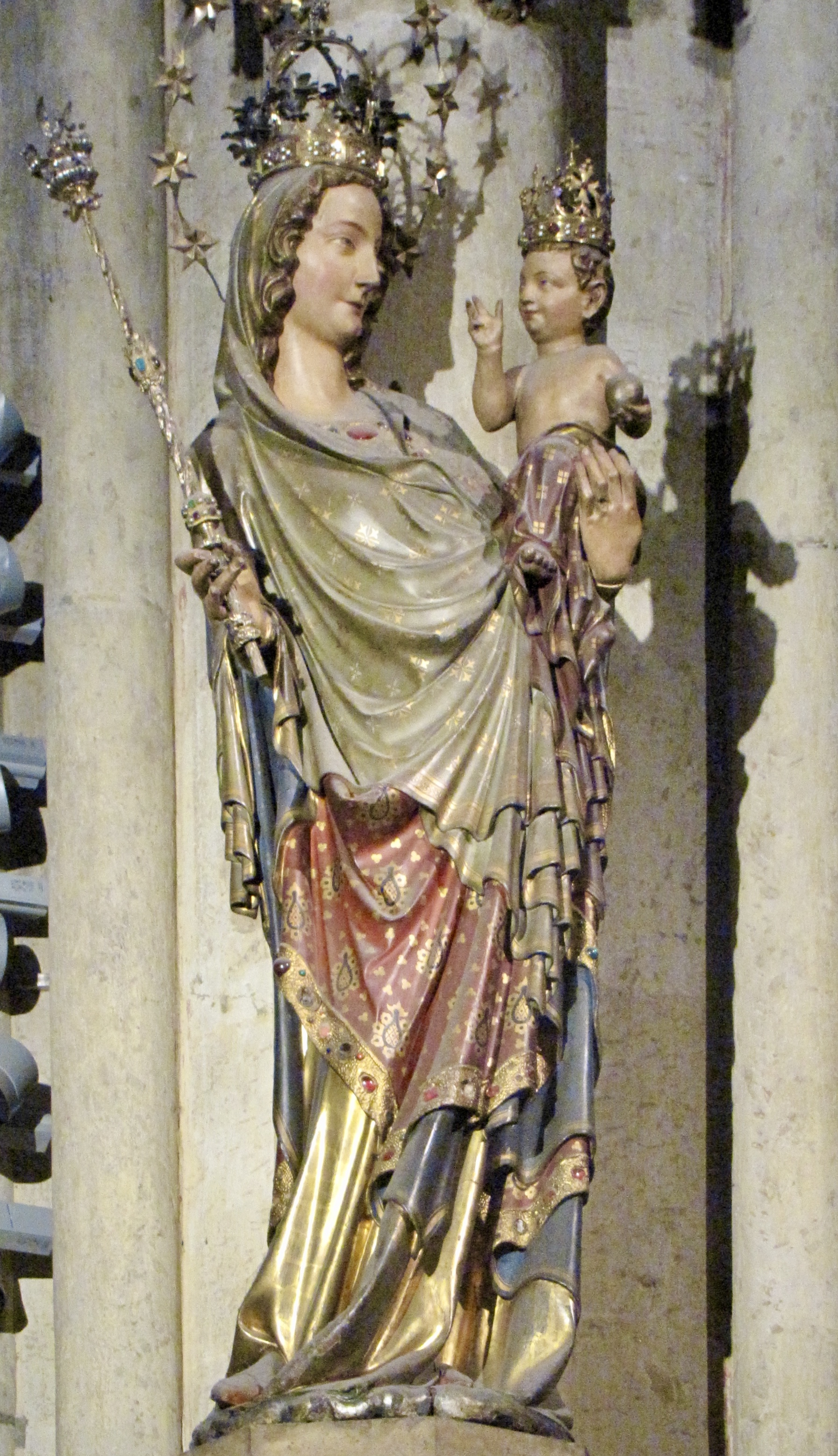
Statua della Madonna di Milano, 1280-90.

Le 14 figure sono l'essenza della scultura gotica, ispirate alla materializzazione di una cattedrale gotica ideale. Le proporzioni monumentali delle statue corrispondono alle dimensioni dell'edificio. Lo stile artistico delle figure, molto snelle, sinuose e in magnifiche vesti può essere collocato nella tradizione dell'arte scultorea parigina e di Reims.
Le figure poggiano su una mensola a fogliami e sono coperte da un baldacchino, ognuna di quelle degli apostoli sormontato dalla statua di un angelo con uno strumento musicale. Vennero scolpite nel tufo poi dipinte. L'attuale coloratura venne applicata nel 1841-42, ma può considerarsi una copia fedele dei modelli medievali. Infatti i 39 diversi modelli di tessuto mostrati possono essere fatti risalire al Medioevo.
Gli angeli appaiono più semplici nell'esecuzione e nelle vesti, e meno artificiali nella postura. Presentano tutti ricci capelli biondi e mostrano un sorriso beato. Ogni angelo suona uno strumento musicale diverso: il salterio, il Portativo, la Citola, la Viella, la Cornamusa, la Campana, il Tamburello, l'Arpa, la Mandola e la Ciaramella.

#### Madonna di Milano
La cosiddetta Madonna di Milano (in tedesco Mailänder Madonna), nel medioevo era considerata il terzo oggetto di culto più importante della cattedrale dopo l'Arca dei Re Magi e la Croce di Gerone. Venne realizzata nel 1280-90 dalla bottega del duomo in sostituzione di una statua della Vergine che, secondo la tradizione, sarebbe stata portata da Milano a Colonia da Rainald von Dassel insieme alle ossa dei Re Magi; da cui il nome. La statua milanese fu posta nella cattedrale ottoniana, ma andò distrutta durante uno degli incendi di demolizione dell'edificio. La statua gotica è strettamente correlata alle statue dei pilastri del coro in termini di postura e disegno della veste.

#### Altar maggiore

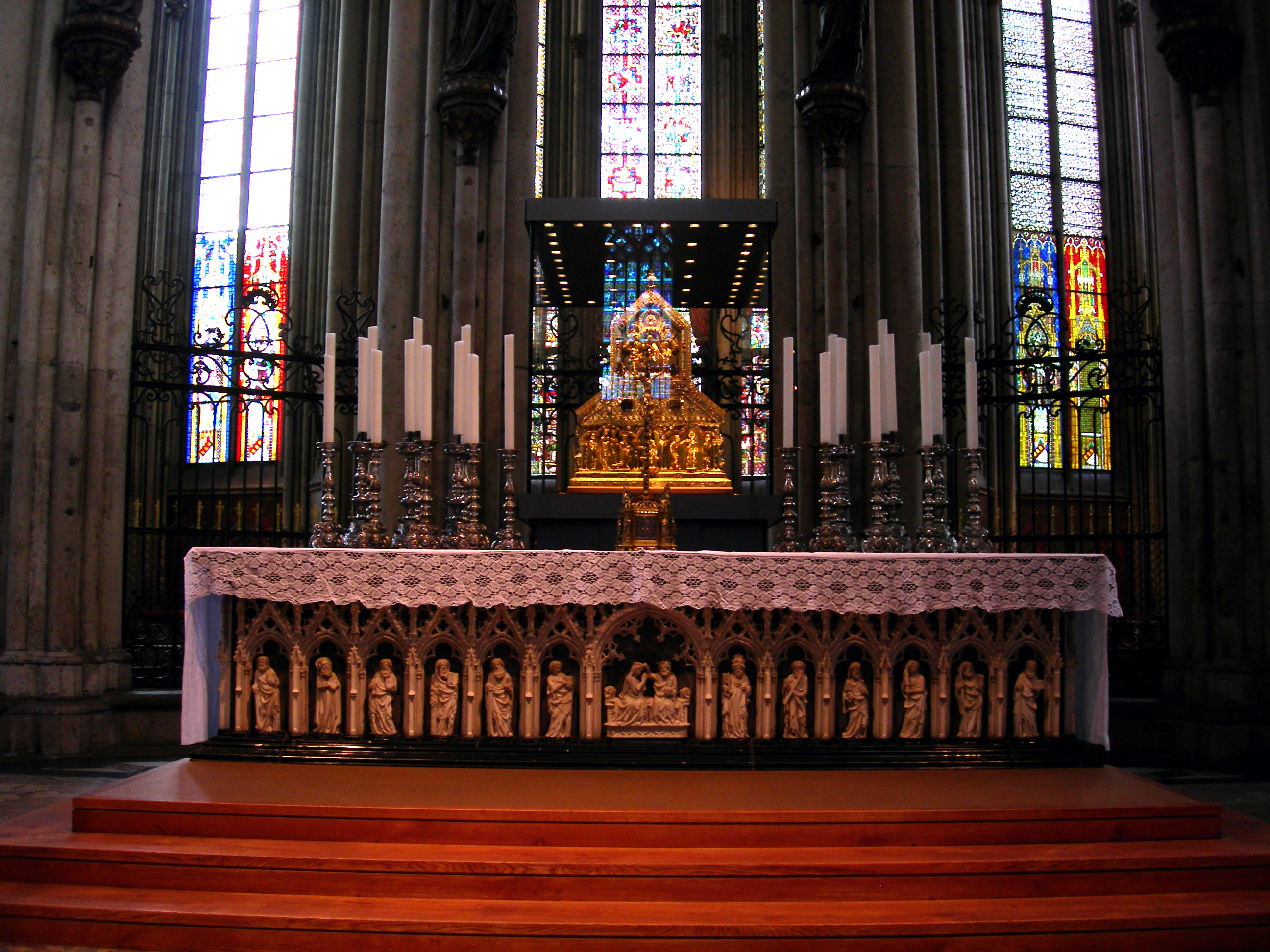
L'Altar maggiore.

Venne realizzato intorno al 1310 e consacrato il 27 settembre 1322. La sua mensa (lastra orizzontale), spessa 25 cm, è un monolito di basalto nero di 425 cm di lunghezza su 215 cm di larghezza. La relativa superficie totale di 9,18 m², la rende la pietra più grande della cattedrale e la più grande mensa d'altare conosciuta del Medioevo. Sotto, tutto il basamento dell'altare è decorato da loggette gotiche aggettanti dentro le quali sono poste piccole statue raffiguranti Apostoli, Profeti e Santi, oltre a Scene della Vita di Maria. La decorazione figurativa venne scolpita nella metà del XVI secolo in marmo bianco di Carrara, a forte contrasto con il marmo nero del corpo dell'altare. Le singole figure sono rappresentate in movimento, dal corpo sinuoso nascosto da vesti dai ricchi drappeggi. Al centro del basamento spicca il gruppo dell'Incoronazione di Maria, e ai lati sono disposti sei apostoli per lato. Le statue delle pareti laterali furono rimosse nel corso del periodo barocco e oggi conservate nel Museo Schnütgen. Intorno al 1900, Alexander Iven creò delle copie degli originali quando l'altare fu riportato alla sua forma originale gotica come parte del completamento della cattedrale. È considerato uno degli altari più grandi e belli del Medioevo gotico.

#### Arca dei Re Magi

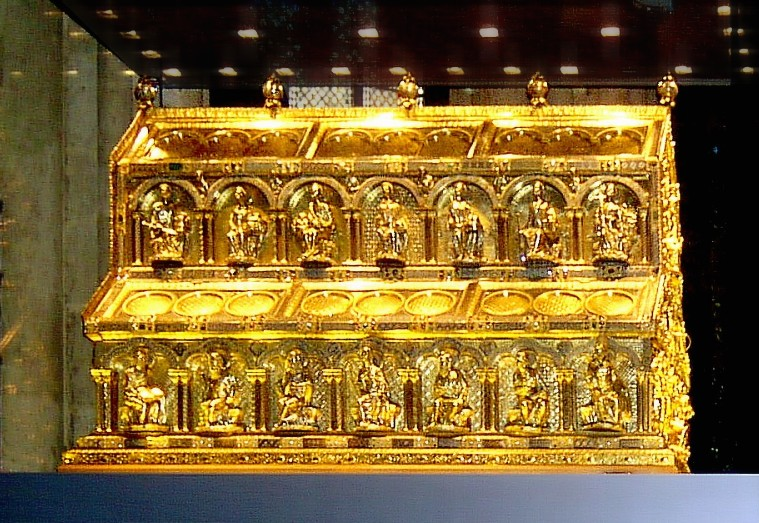
L'Arca dei Re Magi

L'Arca dei Re Magi (in tedesco Dreikönigenschrein), la più celebre opera d'arte contenuta all'interno della Cattedrale, situata dietro l'altare principale venne realizzata da Nicolas de Verdun fra il 1190 e il 1225. È il più grande sarcofago d'Europa. Contiene le reliquie dei Magi, trasportate come bottino di guerra da Federico I Barbarossa dalla Basilica di Sant'Eustorgio di Milano.

#### La Croce di Gerone
La Croce di Gerone (in tedesco Gerokreuz), venne realizzata nella seconda metà del X secolo, è uno dei più antichi crocifissi monumentali sopravvissuti in Europa a nord delle Alpi e una delle prime sculture monumentali del Medioevo.

#### Altare di Santa Chiara

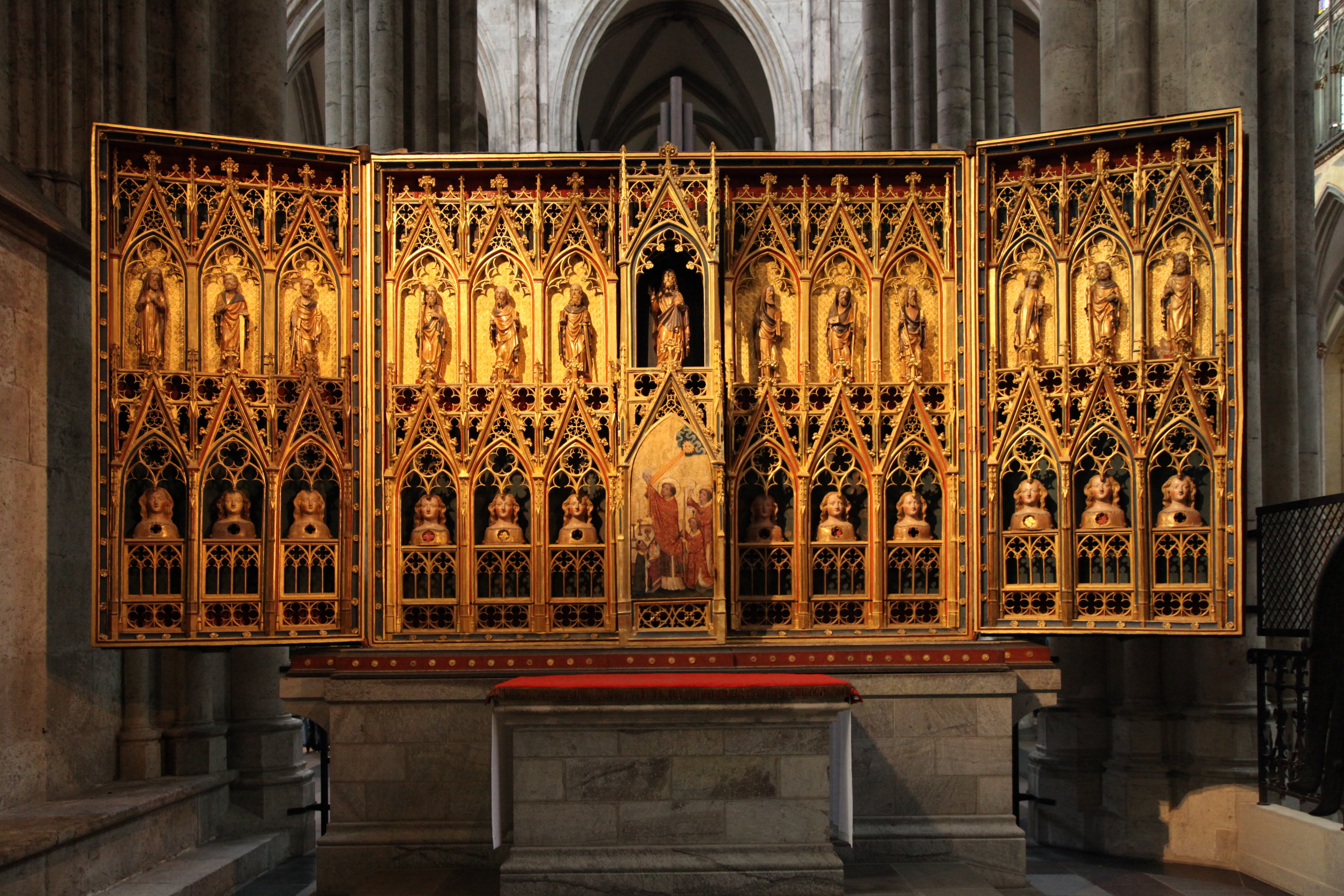
Il Klarenaltar - Davanti-aperto - Gerusalemme celeste, 1350 ca.

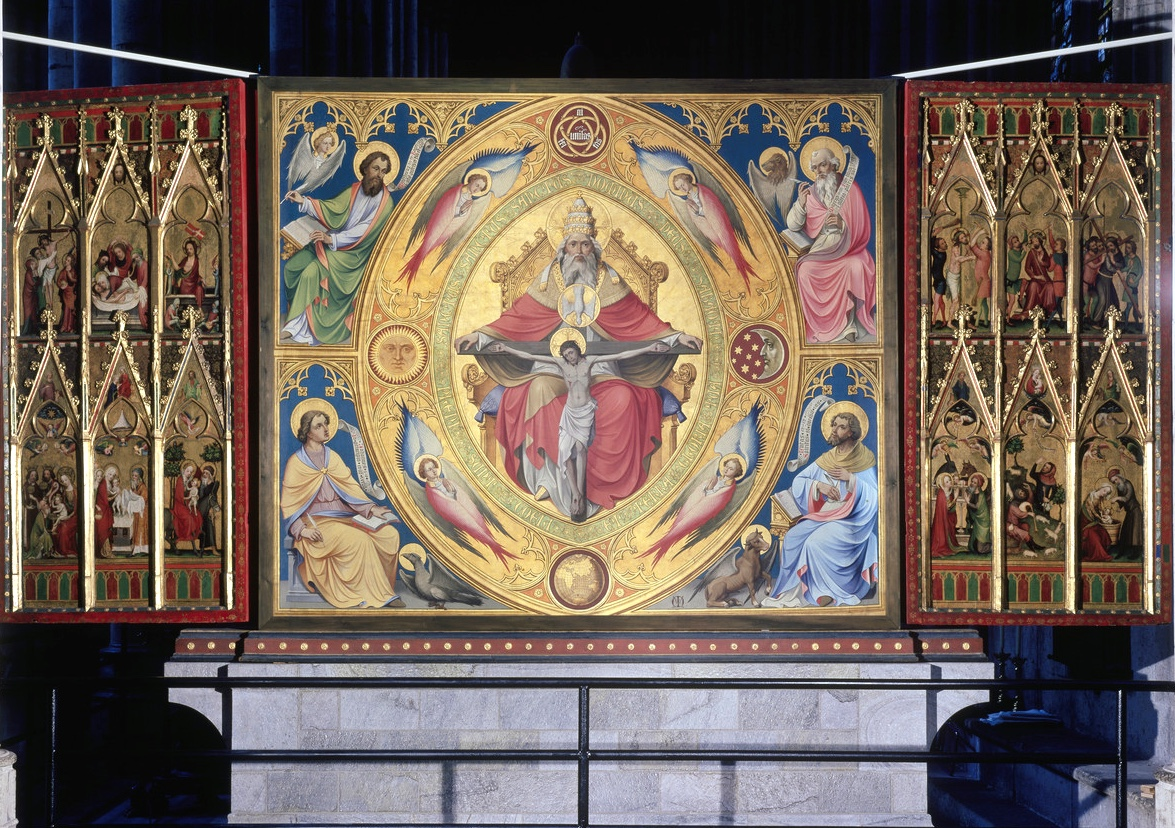
Il Klarenaltar - Dietro - Santissima Trinità, 1905

L'Altare di Santa Chiara (in tedesco Klarenaltar), è un polittico a tre ante largo più di sei metri. Venne realizzato verso la metà del XIV secolo per volere di Filippa e Elisabetta, figlie del conte Reginaldo I di Gheldria, per il Monastero di Santa Chiara. Con la secolarizzazione in seguito all'invasione francese del 1802, l'altare fu trasportato in cattedrale e posato nella Cappella di San Giovanni. Come i polittici del tempo, grazie alle ante apribili, permette tre diverse mostre: il lato dei giorni feriali (retro), quello dei giorni festivi (davanti, chiuso) e la versione per le grandi festività (davanti, aperto). Il davanti, aperto, mostra una complessa struttura pittorica atta a rappresentare la Gerusalemme celeste. Il numero dodici è alla base della composizione: sono infatti raffigurati dodici Santi, dodici Scene dell'infanzia di Gesù, dodici Scene della Passione, dodici Apostoli e dodici Reliquie. I cicli pittorici sono disposti ai lati del tabernacolo che si erge al centro dell'altare, la cui porta è dipinta con la Messa di San Martino, raramente raffigurata. 
Stilisticamente, il Klarenaltar è considerato una delle opere chiave della prima Scuola di Colonia, per cui i maestri furono chiaramente influenzati dalla pittura del recinto del coro e dalle figure sui pilastri della cattedrale. L'opera fu probabilmente in parte dipinta dal maestro della Veronica, ed è ritenuto uno dei maggiori capolavori dell'arte tedesca dell'epoca Sul retro dell'altare, nel 1905 Friedrich Wilhelm Mengelberg aggiunse il dipinto della Santissima Trinità.

#### Altare dei Santi Patroni della città

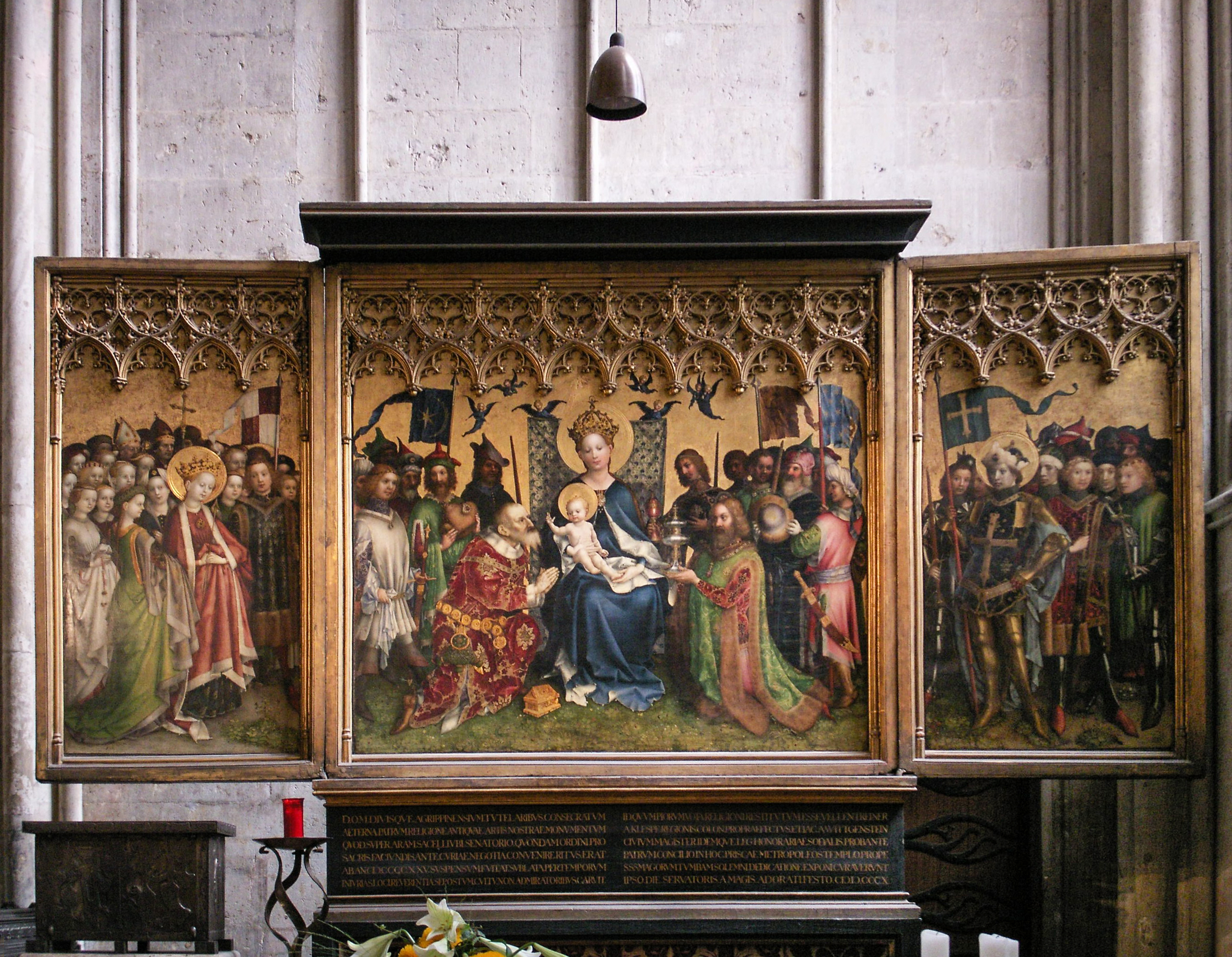
Altar der Stadtpatrone, 1445.

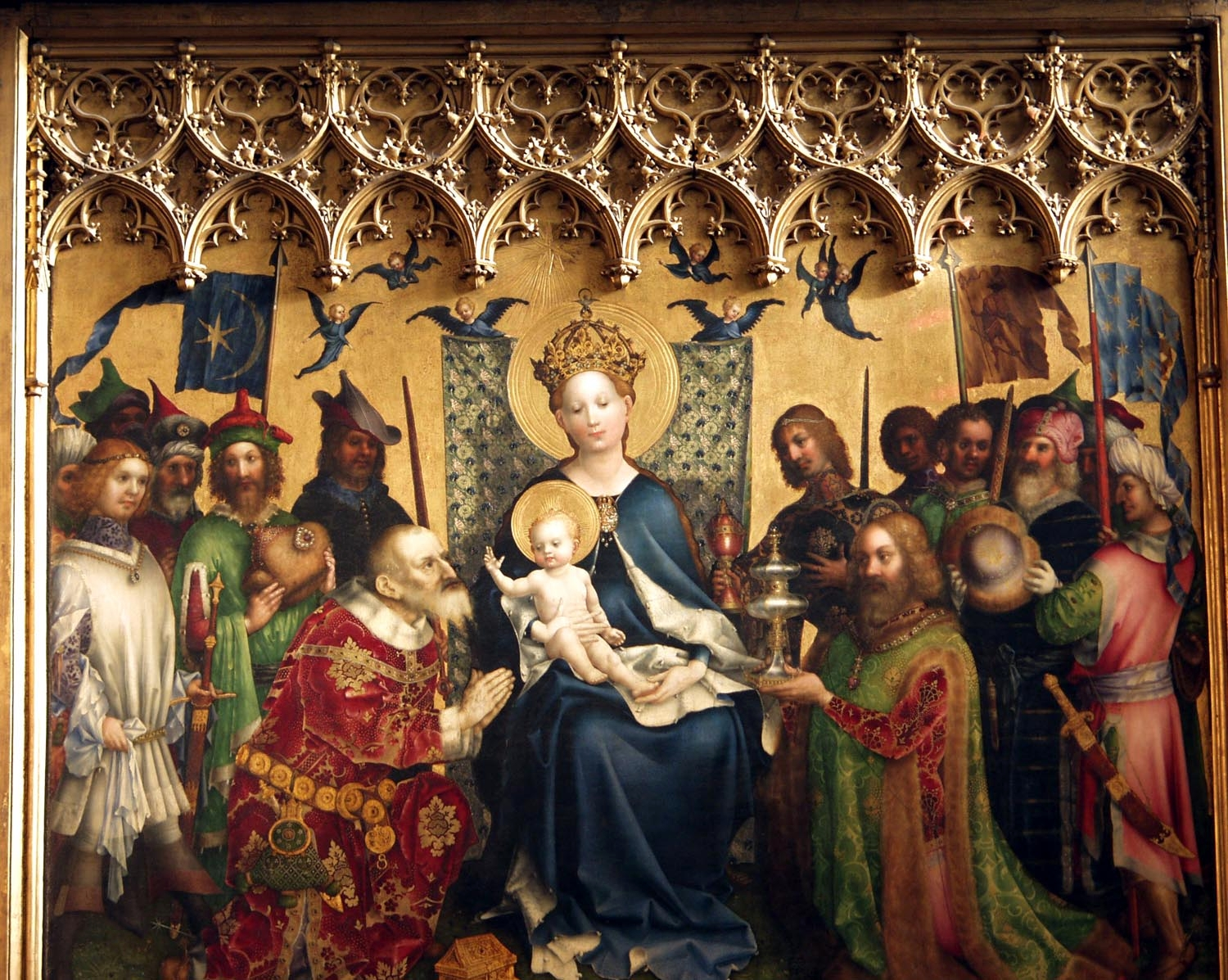
Altar der Stadtpatrone, Adorazione dei Magi.

L'Altare dei Santi Patroni della città (in tedesco Altar der Stadtpatrone) è considerato l'opera più importante di Stefan Lochner che seppe fondere i colori italiani con il realismo fiammingo; punto culminante della pittura medievale a Colonia.
È un polittico a tre ali che si trova nella cattedrale dal 1809. L'altare fu commissionato dal consiglio comunale dopo il 1426 per essere collocato nella Ratskapelle (cappella del Consiglio) del Municipio di Colonia e realizzato entro il 1445.
Le due ante esterne del trittico chiuso, mostrano l'Annunciazione. A trittico aperto, il pannello centrale raffigura l'Adorazione dei Magi, con al centro Vergine Maria col Bambino in trono.
La spilla sul suo mantello mostra un unicorno, simbolo di purezza. I santi patroni della città sono raffigurati sui pannelli laterali. Sulla sinistra è Sant'Orsola con Ereo e le 11.000 vergini. Sull'ala esterna destra è San Gereone con i membri della Legione tebana.

#### Altare di Sant'Agilulfo

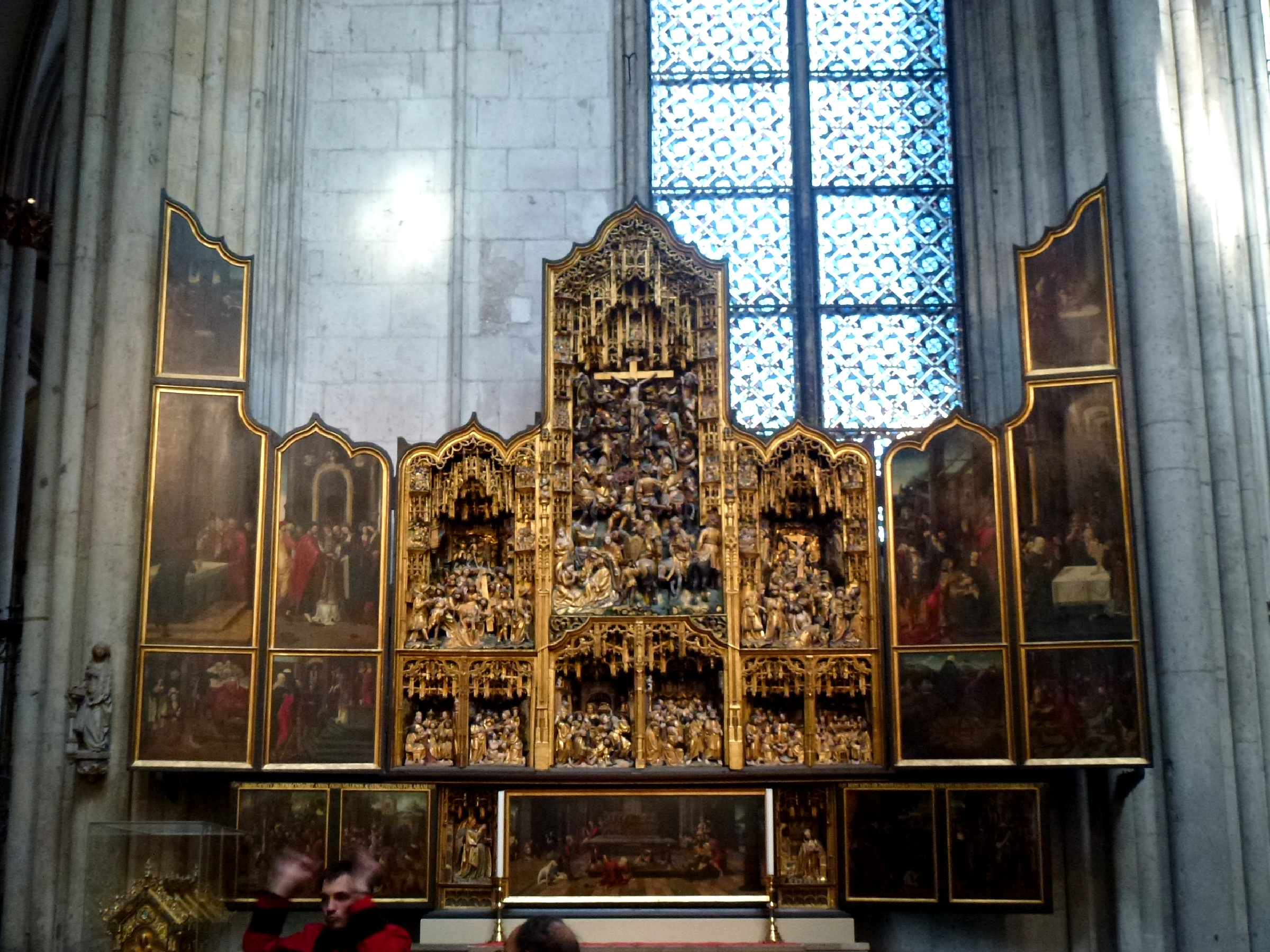
Agilolphusaltar, 1520 ca.

L'altare di Sant'Agilulfo (in tedesco Agilolphusaltar), dedicato al santo-vescovo di Colonia dell'VIII secolo, è un polittico eseguito ad Anversa intorno al 1520. Rappresenta Scene della Vita e della Passione di Cristo, alto circa 5,50 m e largo quasi sette metri, è uno dei più grandi e importanti polittici di Anversa. Un tempo era l'altare maggiore della gotica Collegiata di Sankta Maria ad Gradus, demolita dai Francesi nel 1817; oggi è sito nel transetto meridionale.

#### Arazzi di Rubens
Gli otto arazzi si ispirano al tema del Trionfo del Santissimo Sacramento e vennero realizzati su cartoni di Peter Paul Rubens dalla manifattura di tappeti di Frans van den Hecke a Bruxelles a partire dal 1640. Tuttavia, visto l'alto numero delle commissioni che aveva la manifattura, arrivarono nella cattedrale solo nel 1687. Furono un dono al Capitolo della cattedrale da parte del principe-vescovo di Strasburgo Wilhelm Egon von Fürstenberg, presumibilmente per ottenere la tanto desiderata elezione ad arcivescovo di Colonia. Vennero appesi sopra agli stalli del coro, a coprire gli ormai vetusti dipinti del recinto.
Gli arazzi sono alti circa quattro metri e larghi da tre a più di sette. Quattro di essi raffigurano Scene dell'Antico Testamento in relazione all'Eucaristia, gli altri quattro ritraggono Allegorie del Trionfo del Sacramento. Vennero sottoposti a un lungo restauro durato dal 1974 al 1986; oggi vengono esposti nelle arcate della navata centrale durante la Pasqua.

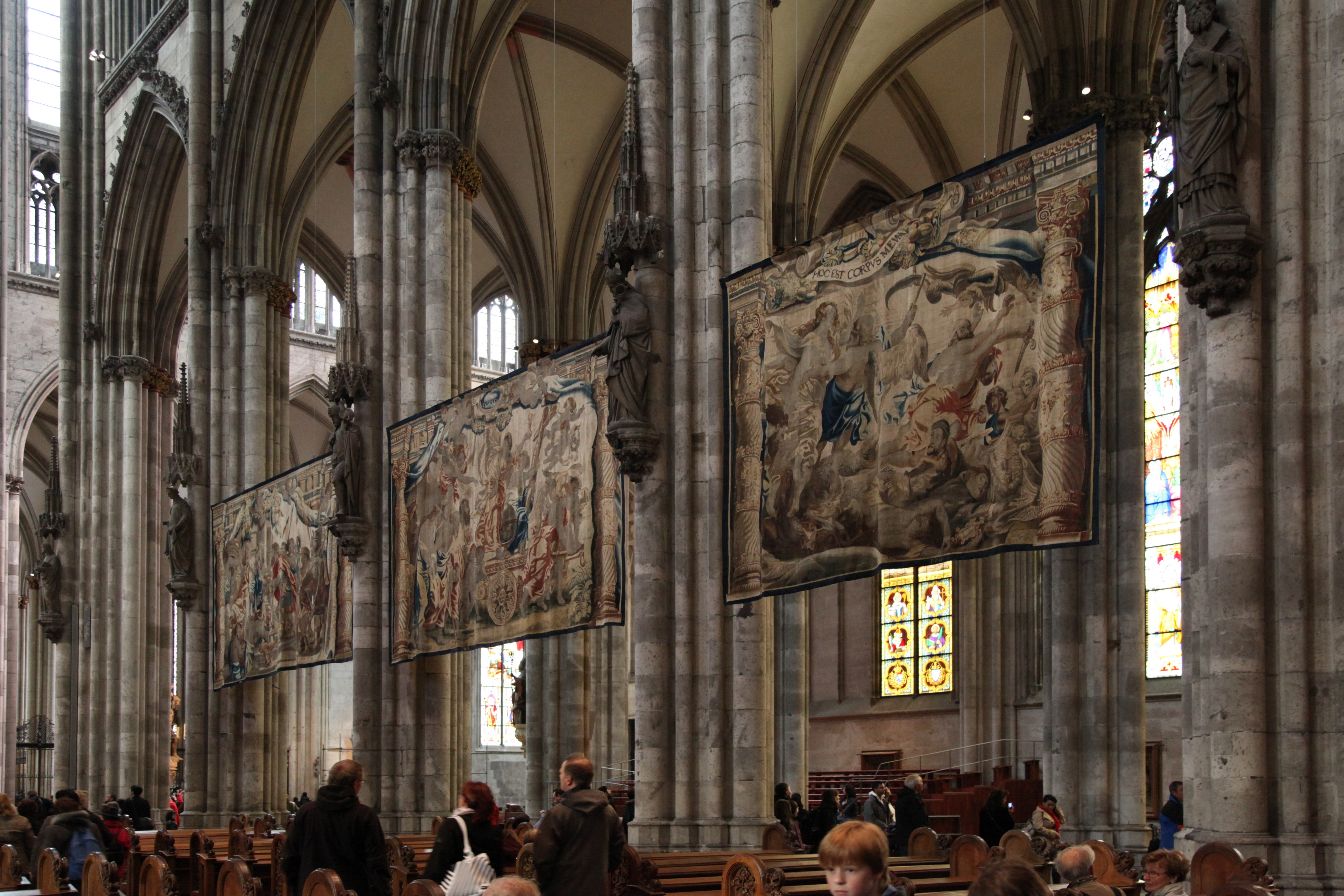
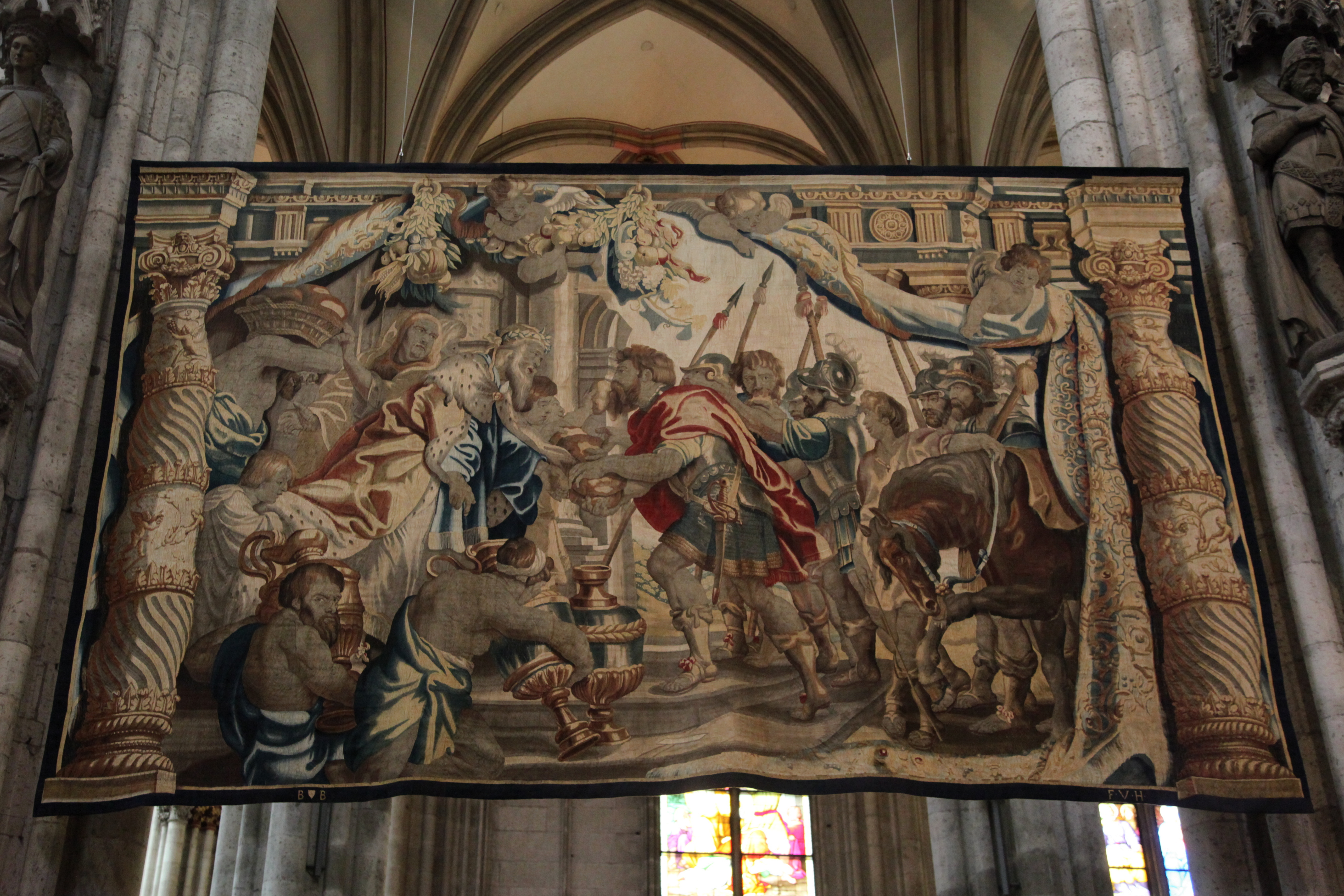
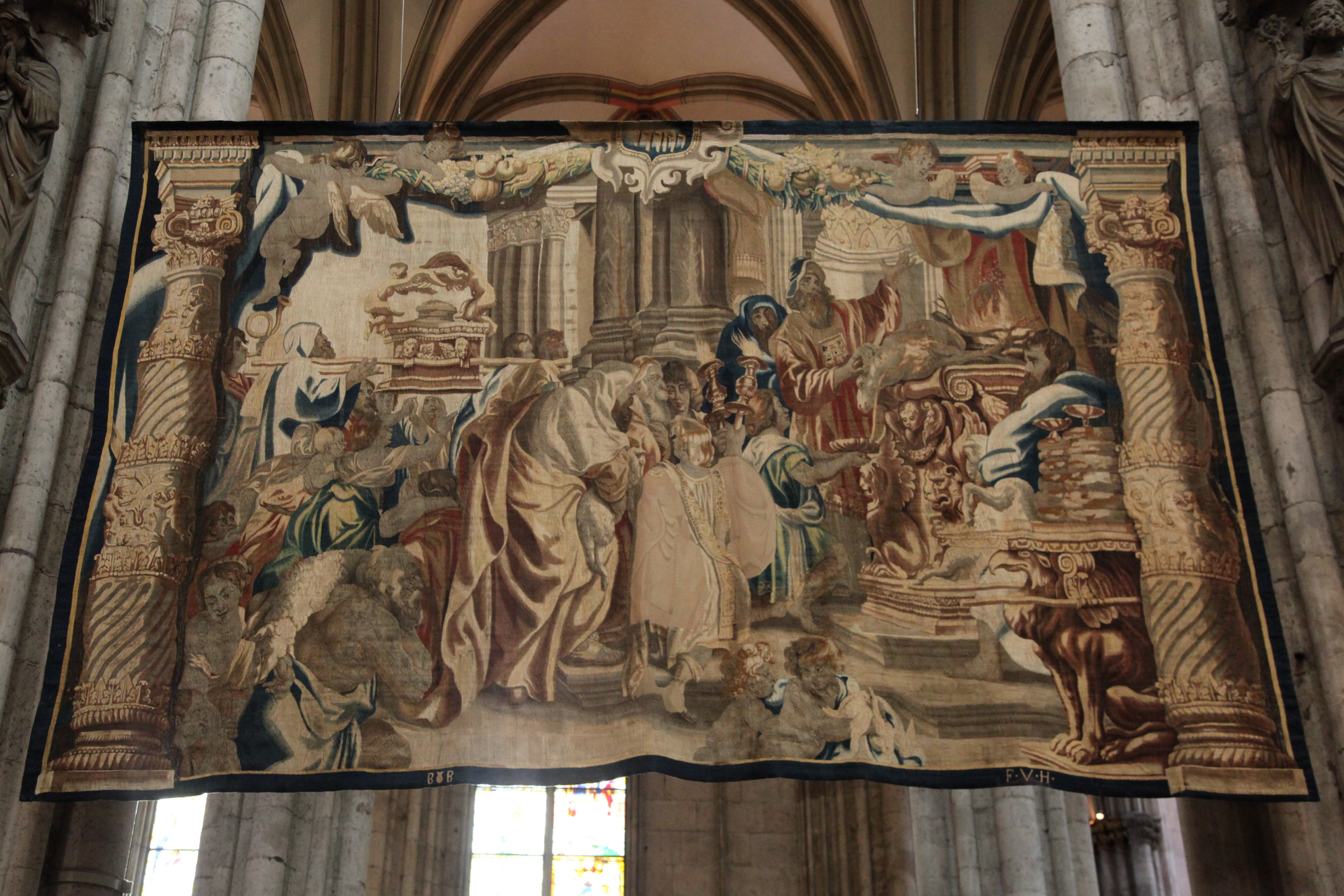
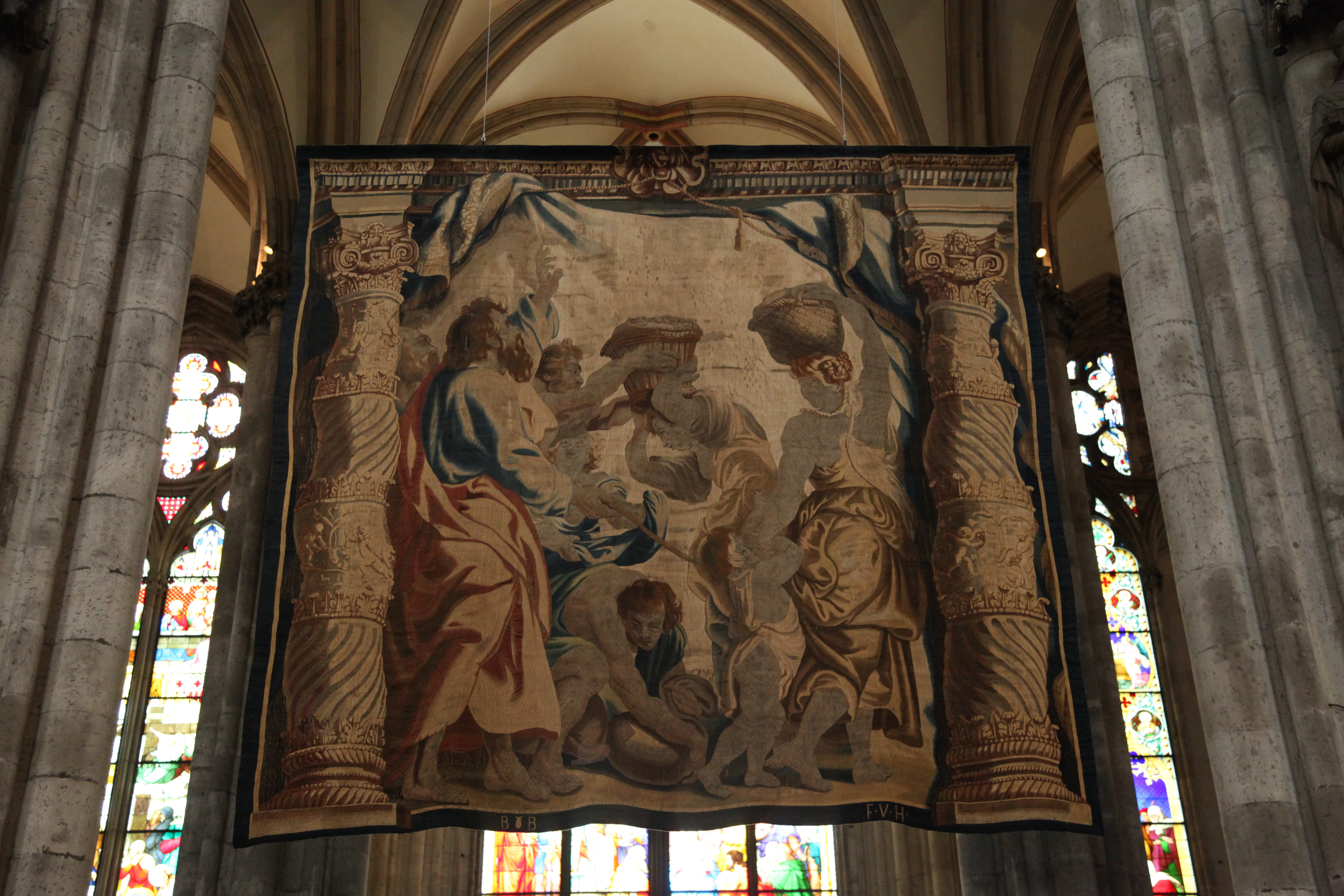

#### Altre Opere
- Pulpito, legno di quercia, 1544
- Madonna col Bambino, pietra, 1420
- Polittico di San Giorgio, legno dorato e dipinto, scolpito ad Anversa nel 1520
- Trittico della Crocifissione, Bartholomäus Bruyn, 1548[26]
- San Cristoforo, statua in tufo dipinto alta 3,73 m, Tilman van der Burch, 1470
- Altare dei Re Magi, barocco, con statua settecentesca della Madonna, XVII secolo
- Santi dell'Impero dei Franchi, statue dei pilastri del piedicroce, Peter Fuchs, 1844-49
- Via Crucis, 13 stazioni in pietra realizzate da Wilhelm Mengelberg da Utrecht, 1893-98

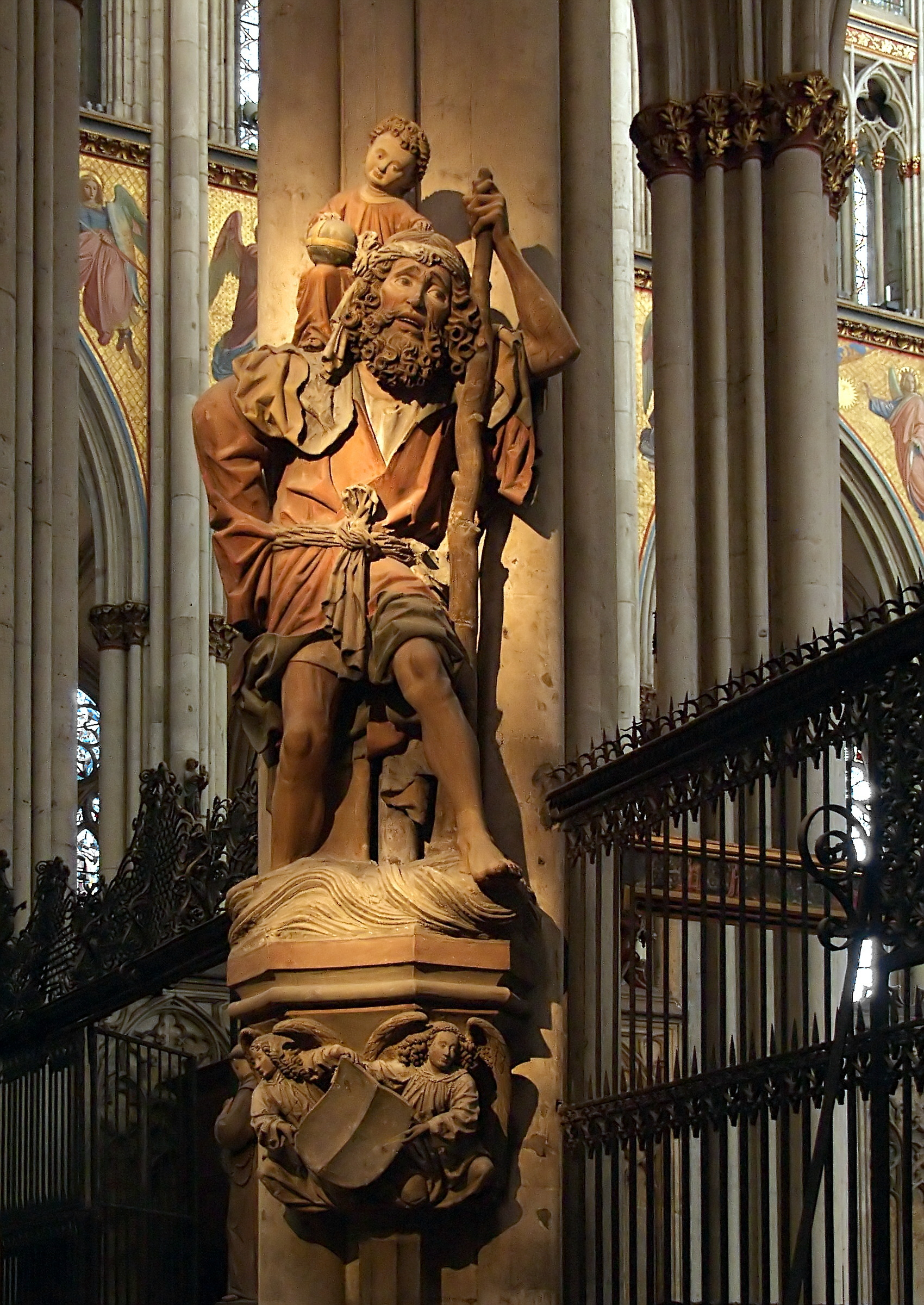
Statua di San Cristoforo
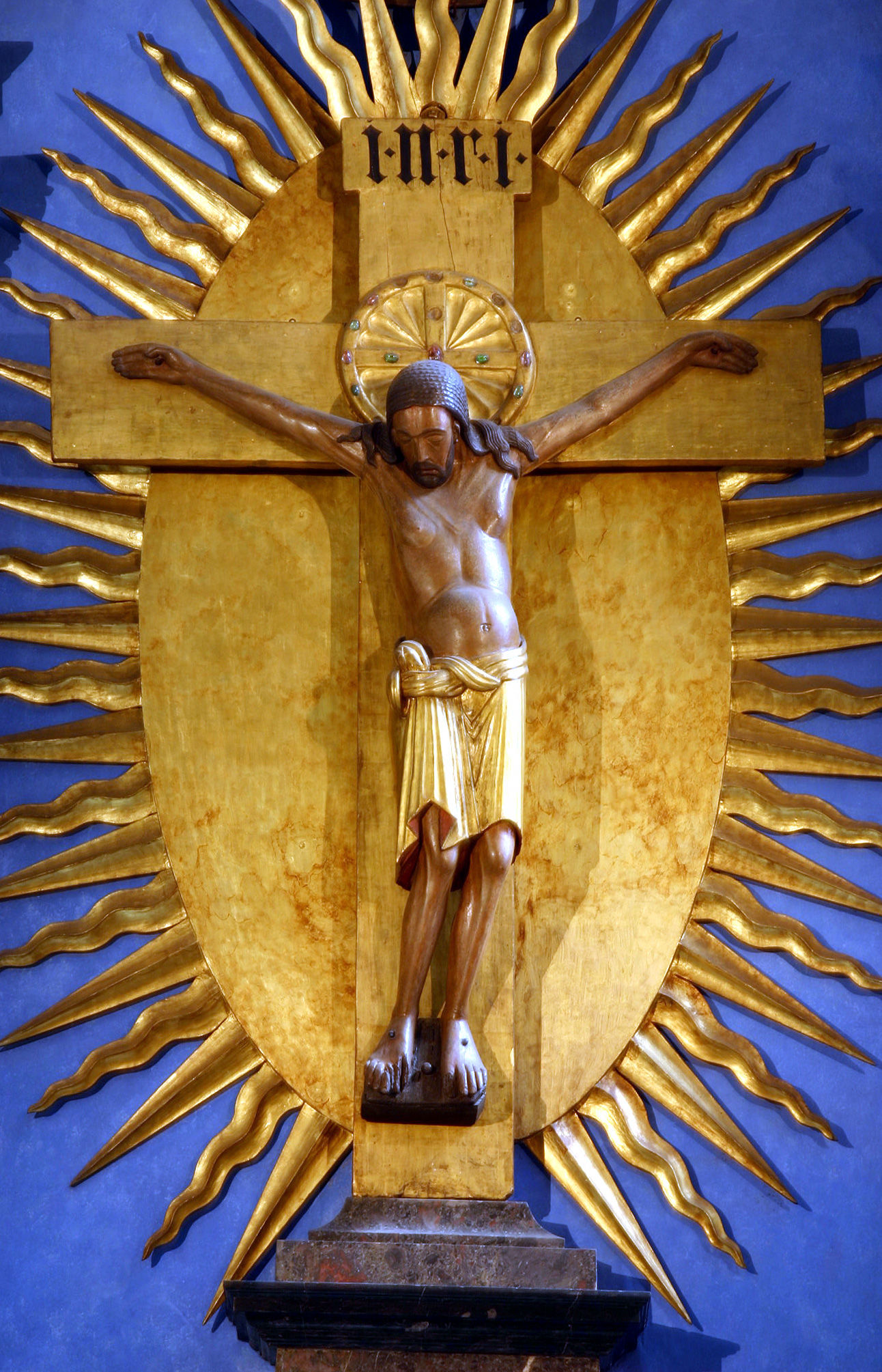
Croce di Gerone
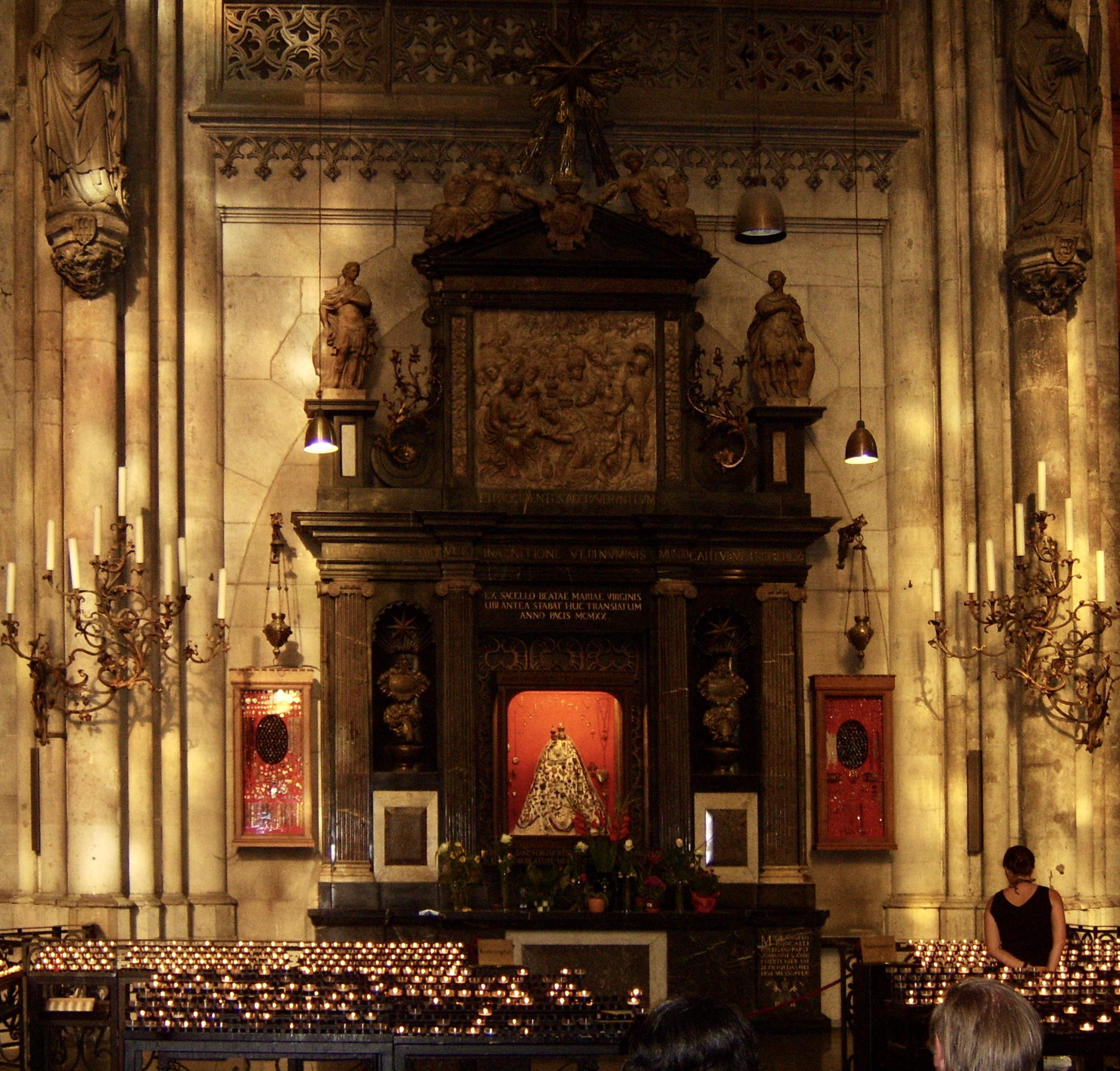
Altare dei Magi
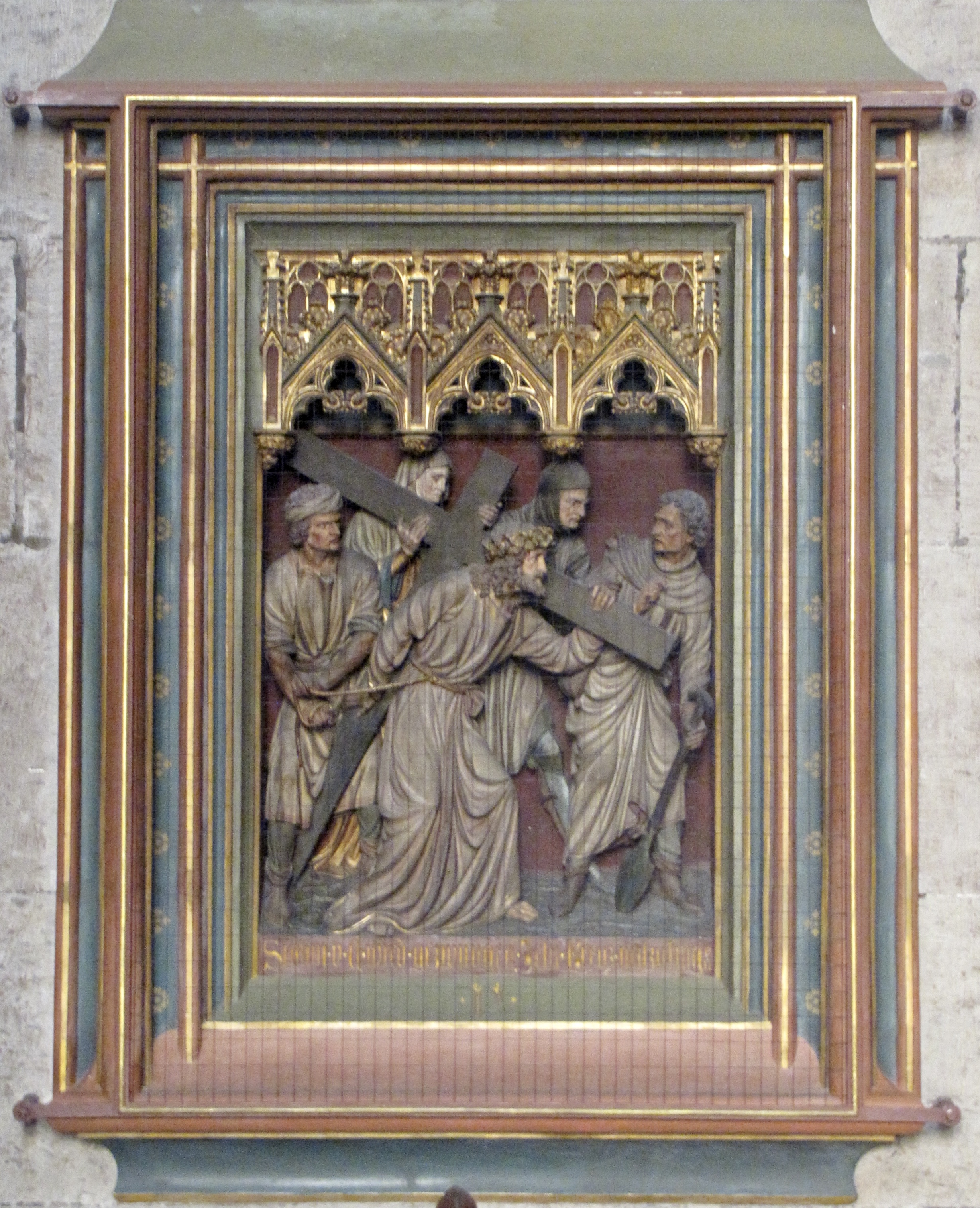
Via Crucis

### Misure e dimensioni

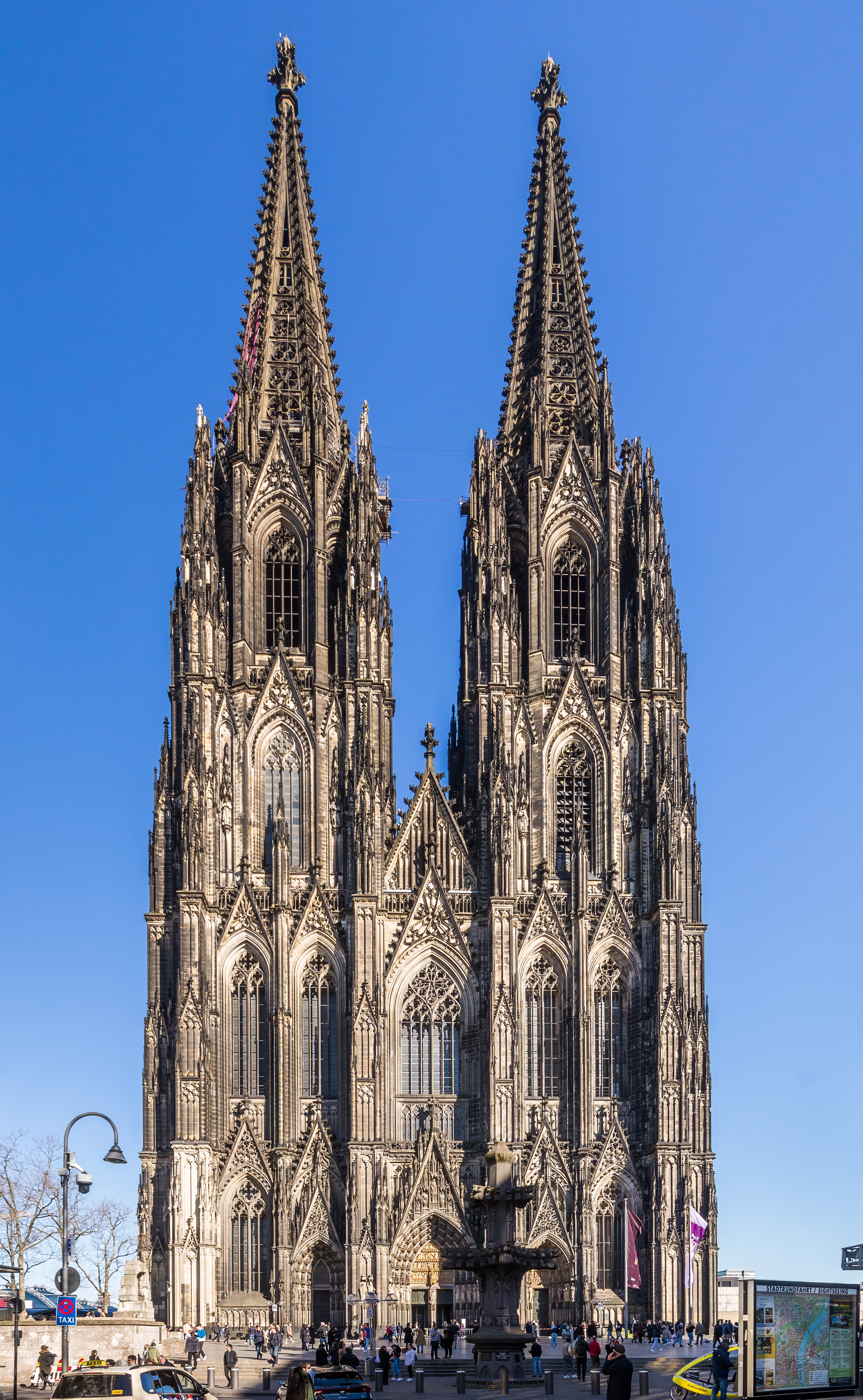
La facciata della Cattedrale con le altissime torri gemelle.

| Lunghezza esterna totale                | 144,58 m   |
| Larghezza esterna totale                | 86,25 m    |
| Larghezza della facciata occidentale    | 61,54 m    |
| Larghezza della facciata del transetto  | 39,95 m    |
| Larghezza delle navate                  | 45,19 m    |
| Altezza della torre meridionale         | 157,31 m   |
| Altezza della torre settentrionale      | 157,38 m   |
| Altezza delle facciate del transetto    | 69,95 m    |
| Altezza del bordo del tetto             | 61,10 m    |
| Altezza della navata centrale           | 43,35 m    |
| Altezza delle navate laterali           | 43,35 m    |
| Superficie occupata                     | 7 914 m²   |
| Superficie delle vetrate                | 10 000 m²  |
| Superficie del tetto                    | 12 000 m²  |
| Volume interno (esclusi i contrafforti) | 407 000 m³ |

### Organi a canne

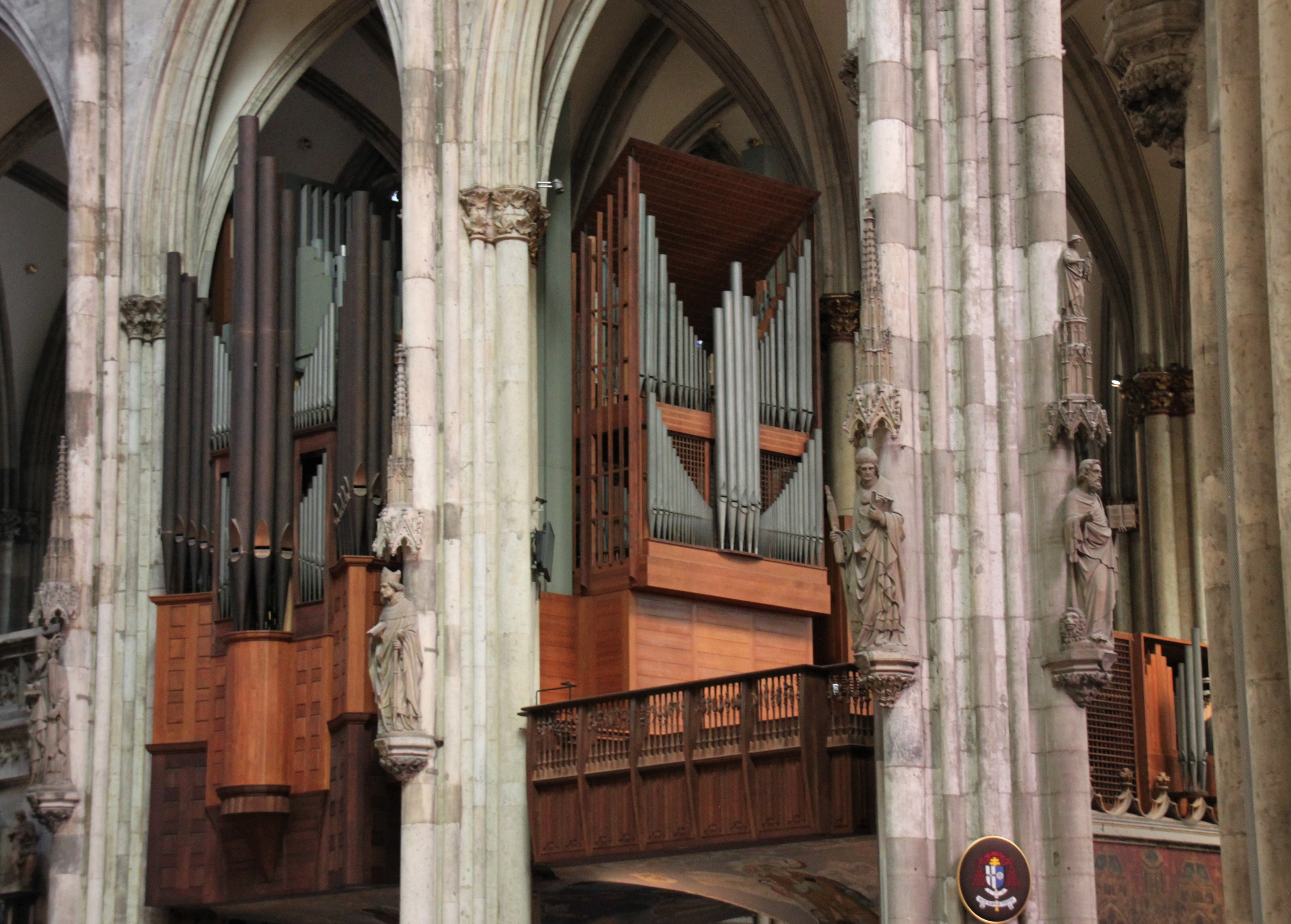
L'organo maggiore

L'organo maggiore è situato sull'ampia cantoria della navata laterale destra del braccio settentrionale del transetto; venne realizzato nel 1948 dalla ditta organaria Klais (opus 1000). Originariamente dotato di 68 registri, venne ampliato dai costruttori stessi una prima volta nel 1956 e poi nel 2002, in occasione di un ampio intervento di restauro; nel 2006 furono aggiunti due registri ad ancia en chamade posti sui triforii laterali della prima campata della navata centrale dell'aula. Lo strumento ha un'intonazione neobarocca e dispone di 94 registri dei quali 90 reali; fra di essi figura anche uno dei tre esemplari del registro Vox balenae 64'. La consolle è collocata sulla cantoria e comanda anche l'organo della navata, ed ha quattro tastiere e pedaliera.
Davanti alla parete di sinistra della settima campata della navata maggiore, sospeso su una propria cantoria posta all'altezza del triforio vi è l'organo Klais opus 1770, risalente al 1998; esso ha un peso complessivo di 30 t ed è sorretto da quattro funi in acciaio che pendono dalla sovrastante volta. Lo strumento è a trasmissione mista, con 53 registri su tre manuali e pedale per un totale di 3963 canne.
La cattedrale è dotata anche di un organo positivo a cassapanca, di 3 registri.
Furono realizzati da Romanus Seifert i due strumenti a trasmissione meccanica con due manuali e pedale, rispettivamente della Marienkapelle e della Sakramentskapelle. Il primo risale al 1963 e reimpiega la cassa di un organo di Peter Weidtman, e il materiale fonico di uno del 1874 di Daniel Roetzel; ha 12 registri. Il secondo, invece, è del 1962 ed ha 15 registri.

### Le campane

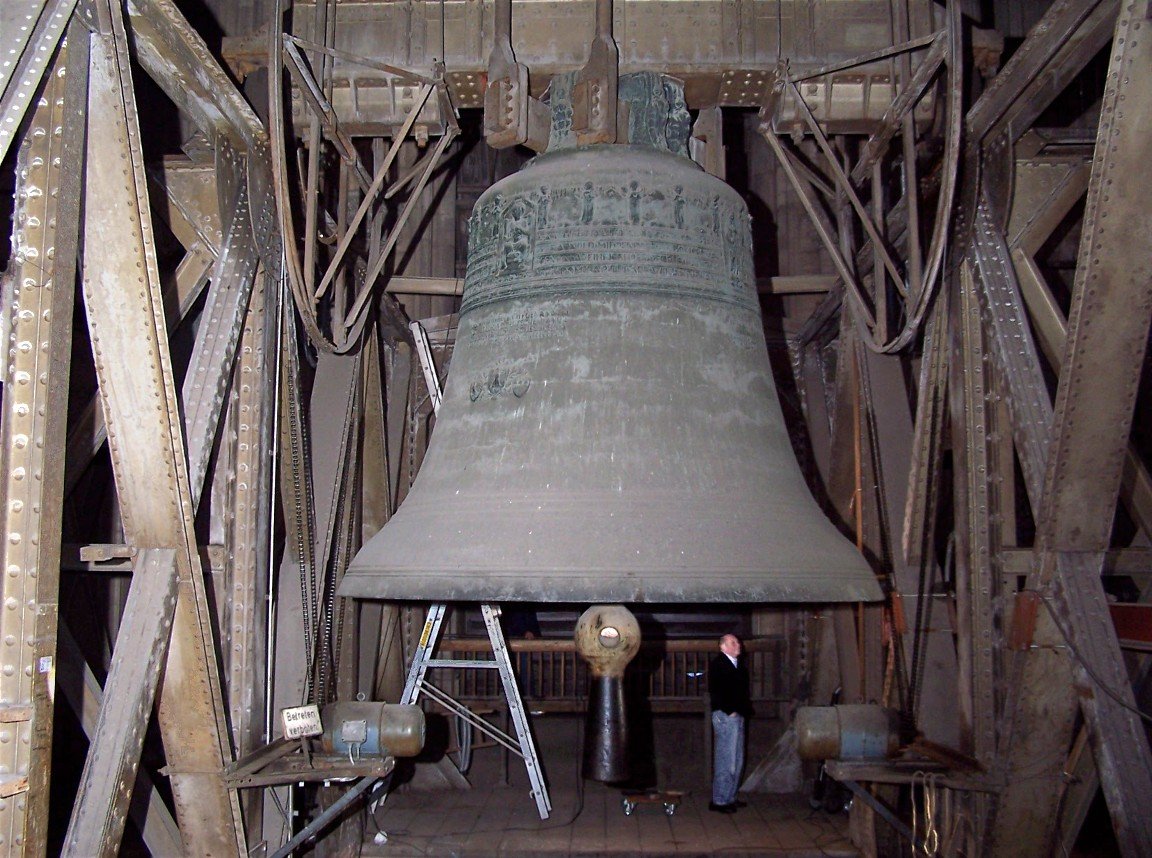
La Petersglocke ("campana di Pietro" - si notino le dimensioni della persona alla sua base per confrontarle con quelle della campana)

La Cattedrale possiede 12 campane. La prima fu la Dreikönigenglocke (campana dei Re Magi), del peso di 3,4 tonnellate, fusa nel 1418 ed installata nel 1437. Le campane dette Pretiosa (11,5 tonnellate, all'epoca la più grande dell'Occidente) e Speciosa (5,2 tonnellate) vennero installate nel 1448-49 e da allora sono sempre rimaste al loro posto. La più grande delle campane del Duomo è la Petersglocke (campana di San Pietro), fusa nel 1922 e pesante 24 tonnellate, la più grande del mondo fra quelle installate su torre (la campana della pace di Newport, in Kentucky, è più grande ma è collocata su una struttura monumentale in acciaio e vetro; quella di Gotenba, in Giappone, le supera entrambe, ma è sorretta da pilastri metallici). A sua volta, la Petersglocke è stata fusa in sostituzione della grande Kaiserglocke (Campana dell'imperatore), che era stata realizzata nel 1873 per celebrare la vittoria nella Guerra Franco - Prussiana, pesava 27 tonnellate ed era stata successivamente distrutta nel 1918 per utilizzarne il bronzo per usi bellici.

## Galleria d'immagini

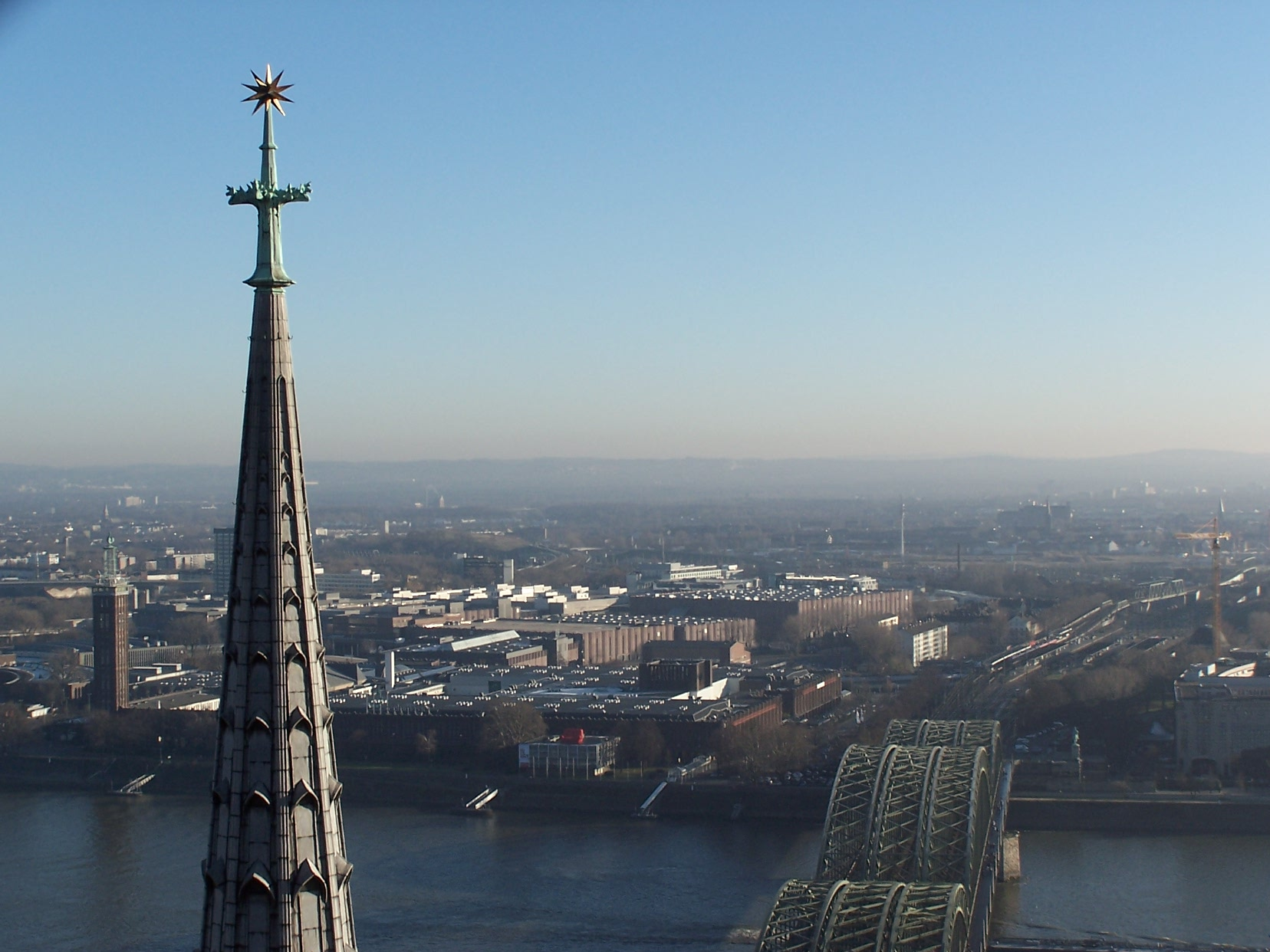
Vista da una delle torri, oltre il fiume Reno
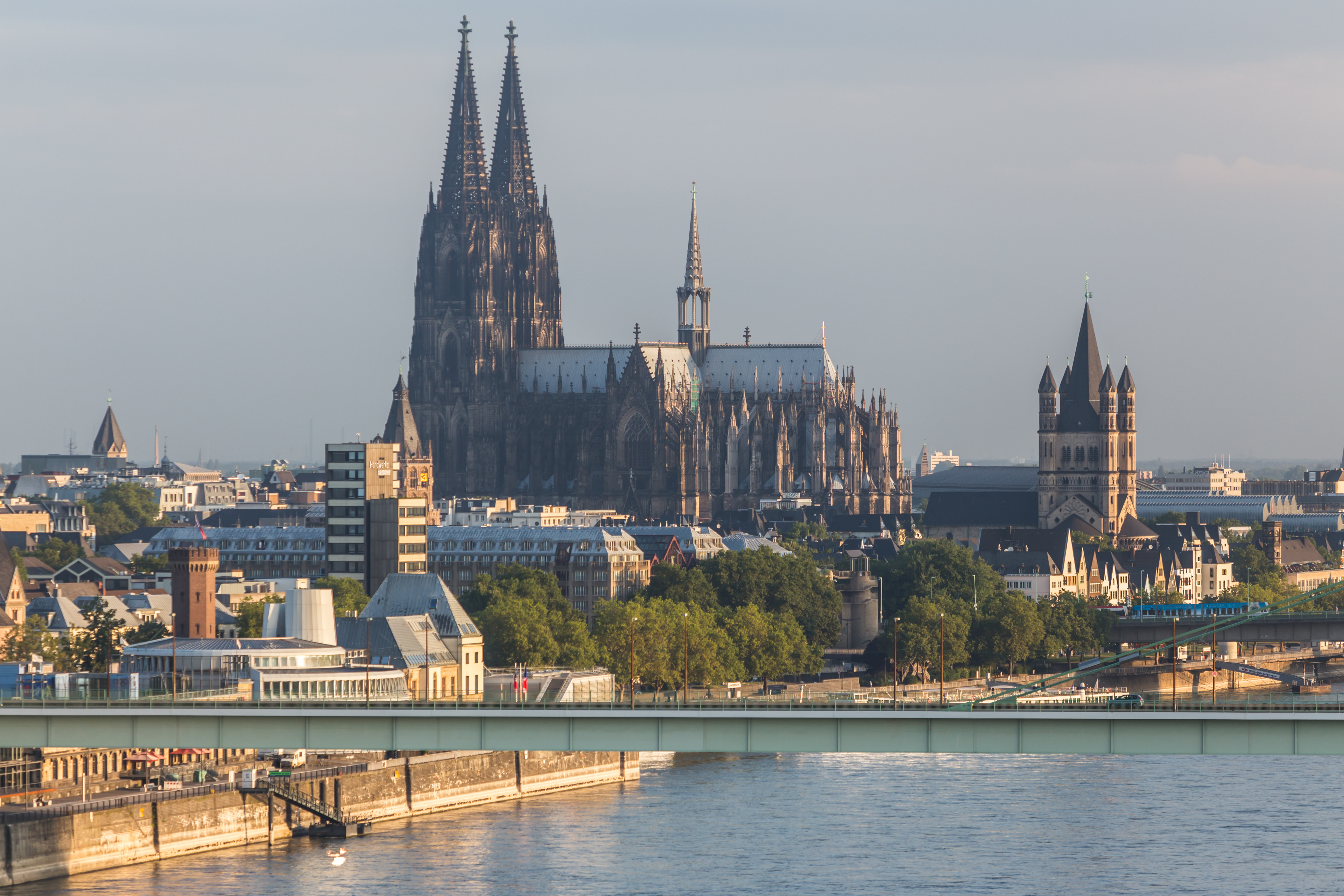
La Cattedrale a dominio della città
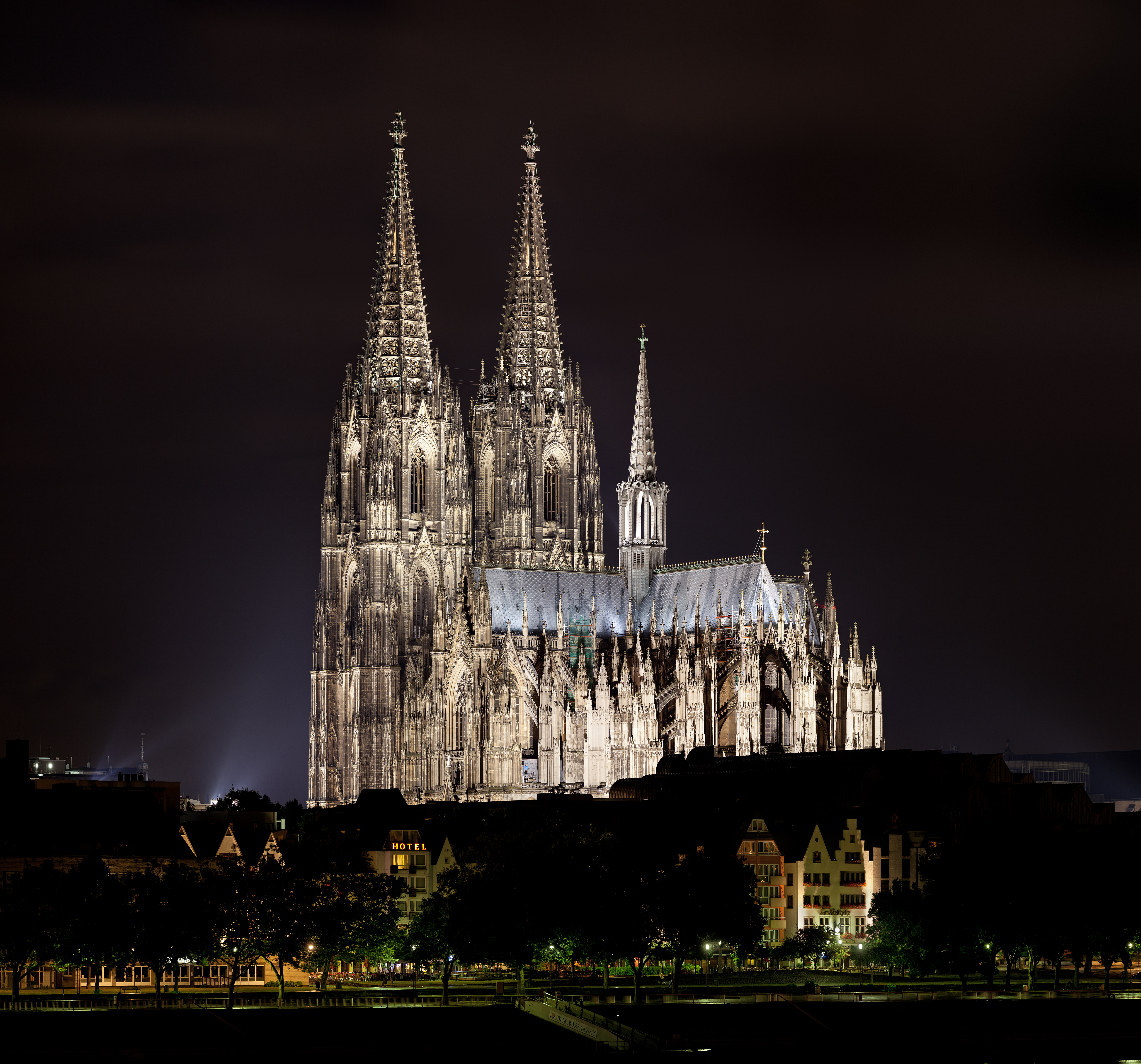
La Cattedrale di notte
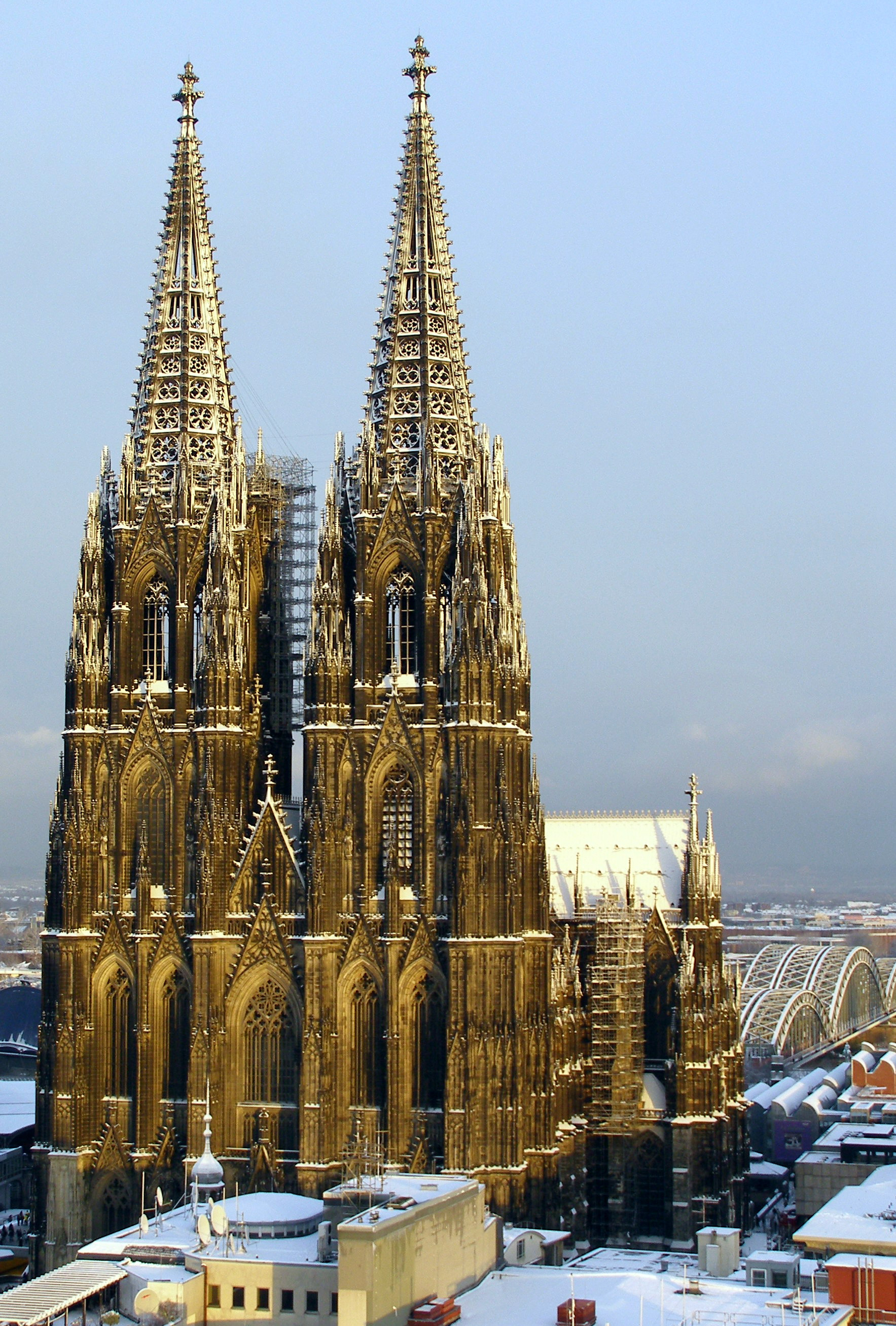
La cattedrale innevata
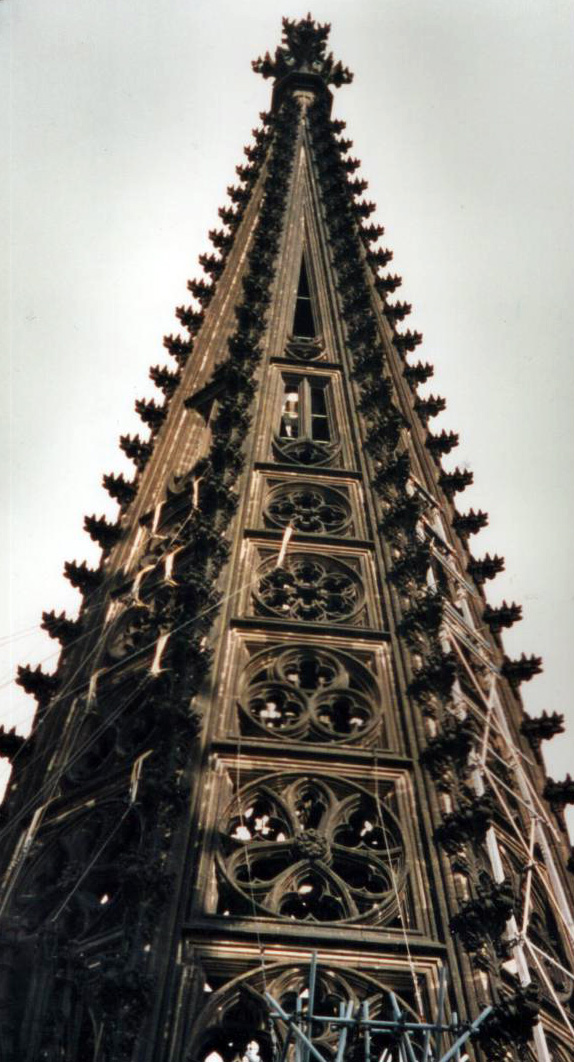
Parte esterna di una delle guglie della Cattedrale
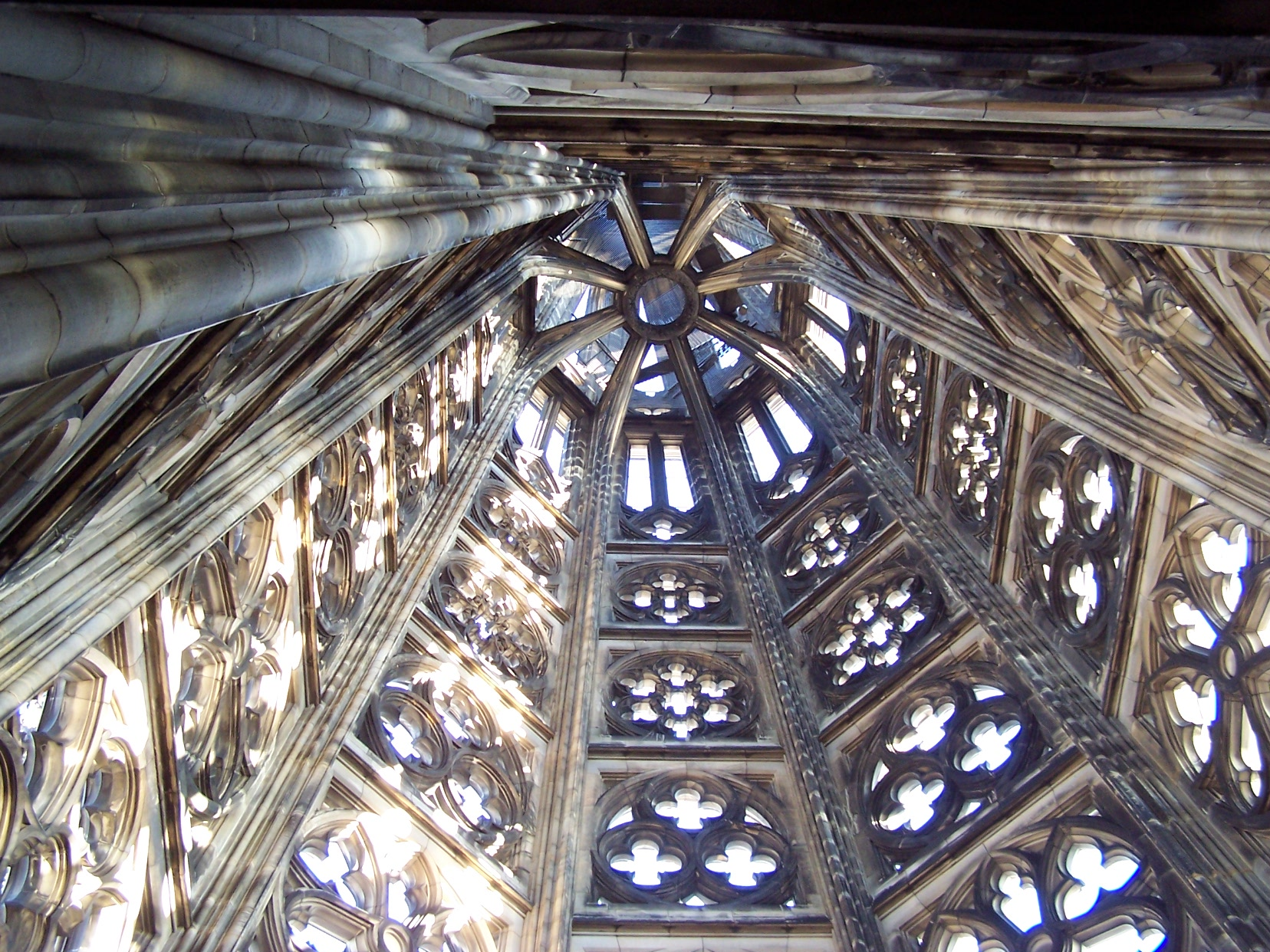
Interno della guglia
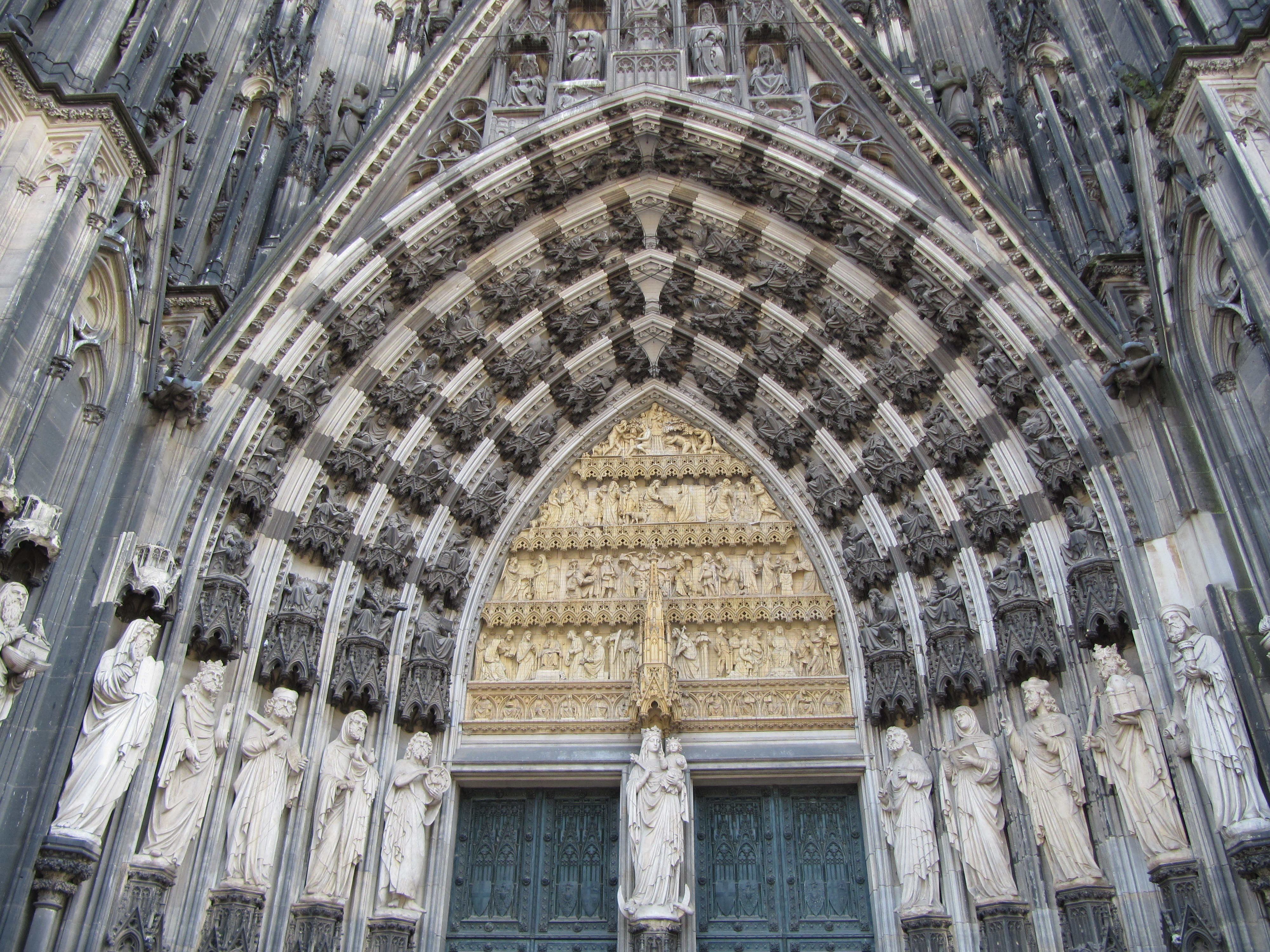
L'entrata principale
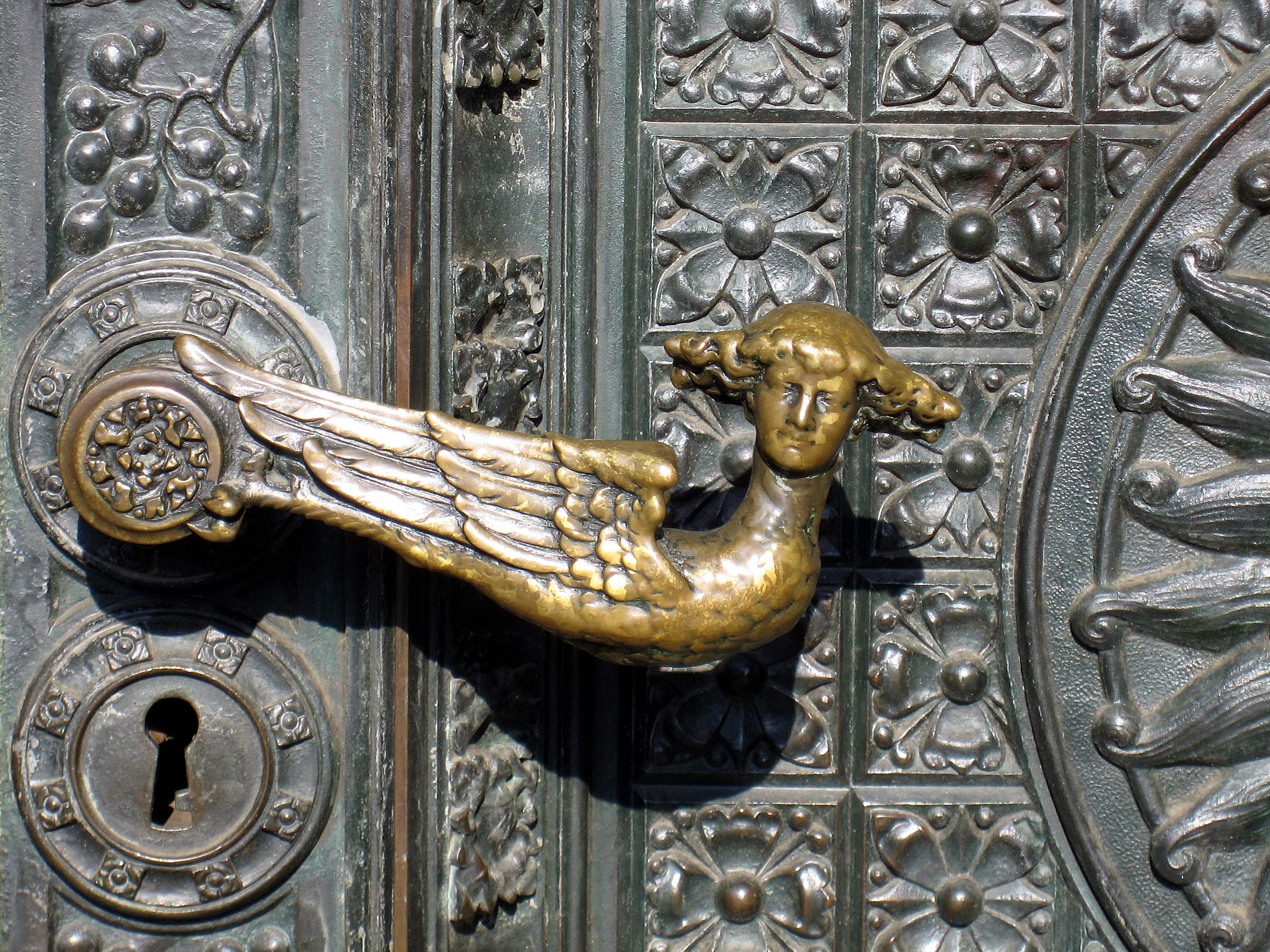
Particolare della maniglia del portale centrale
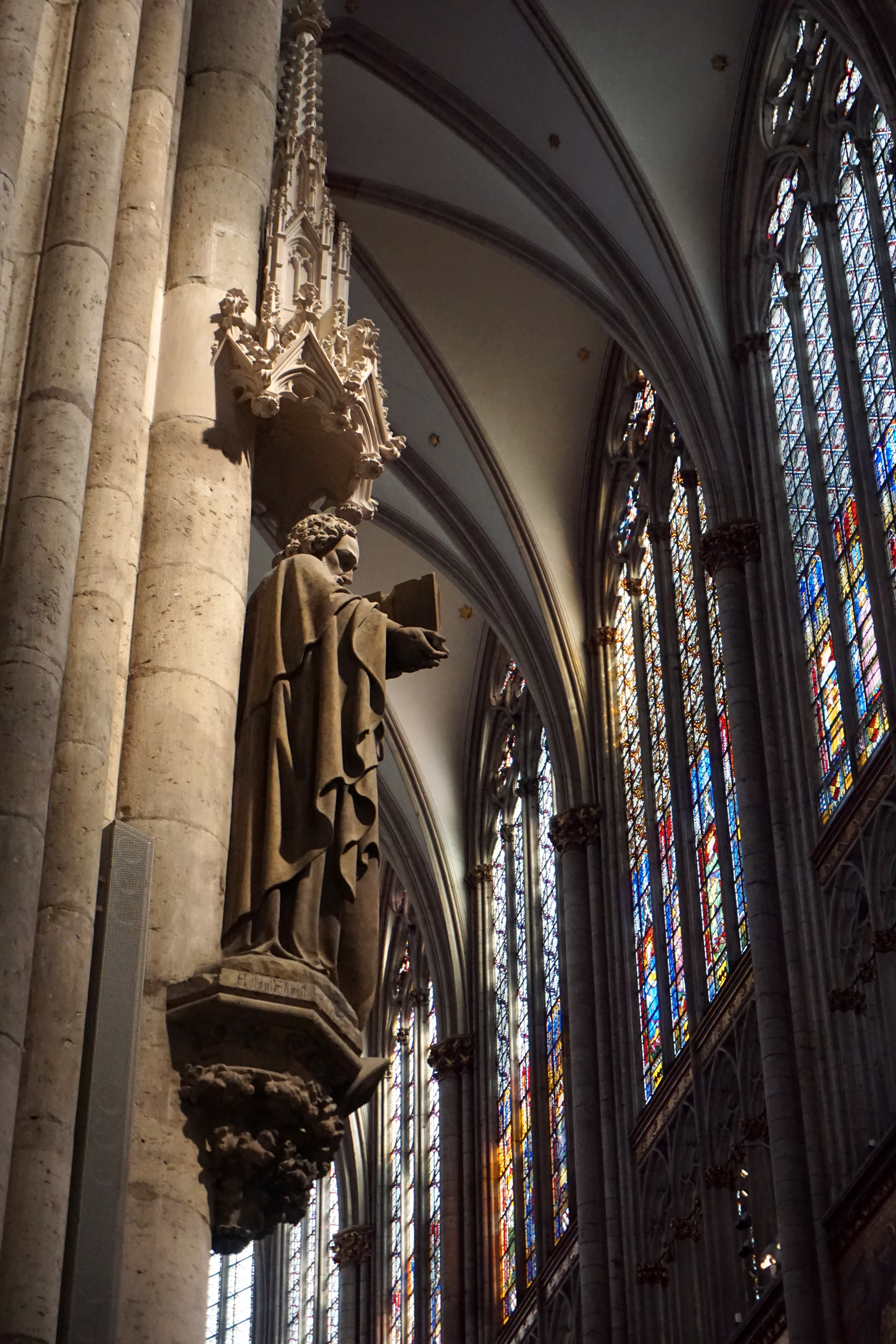
Dettaglio con le vetrate
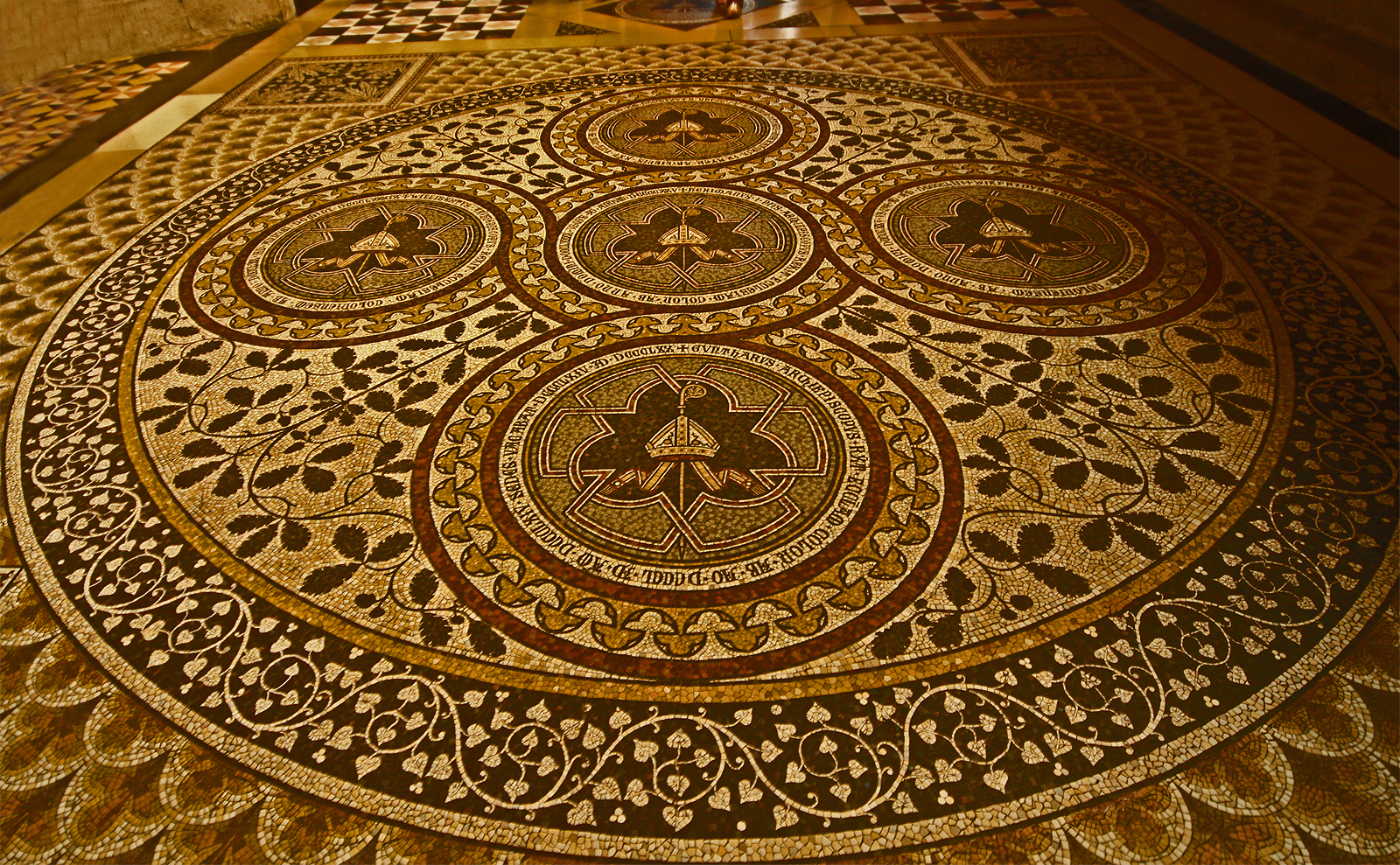
Il pavimento
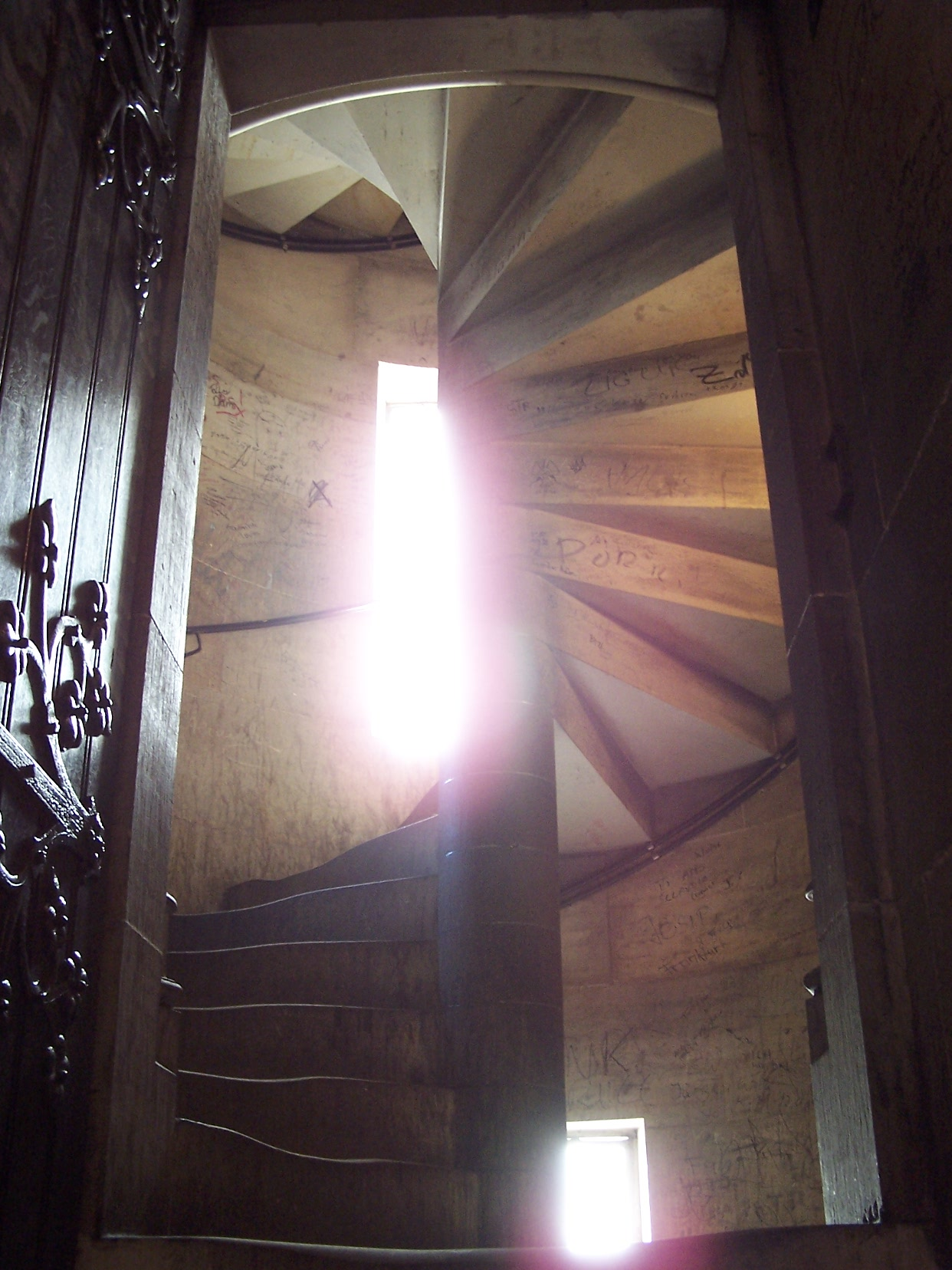
La scalinata di una delle due torri
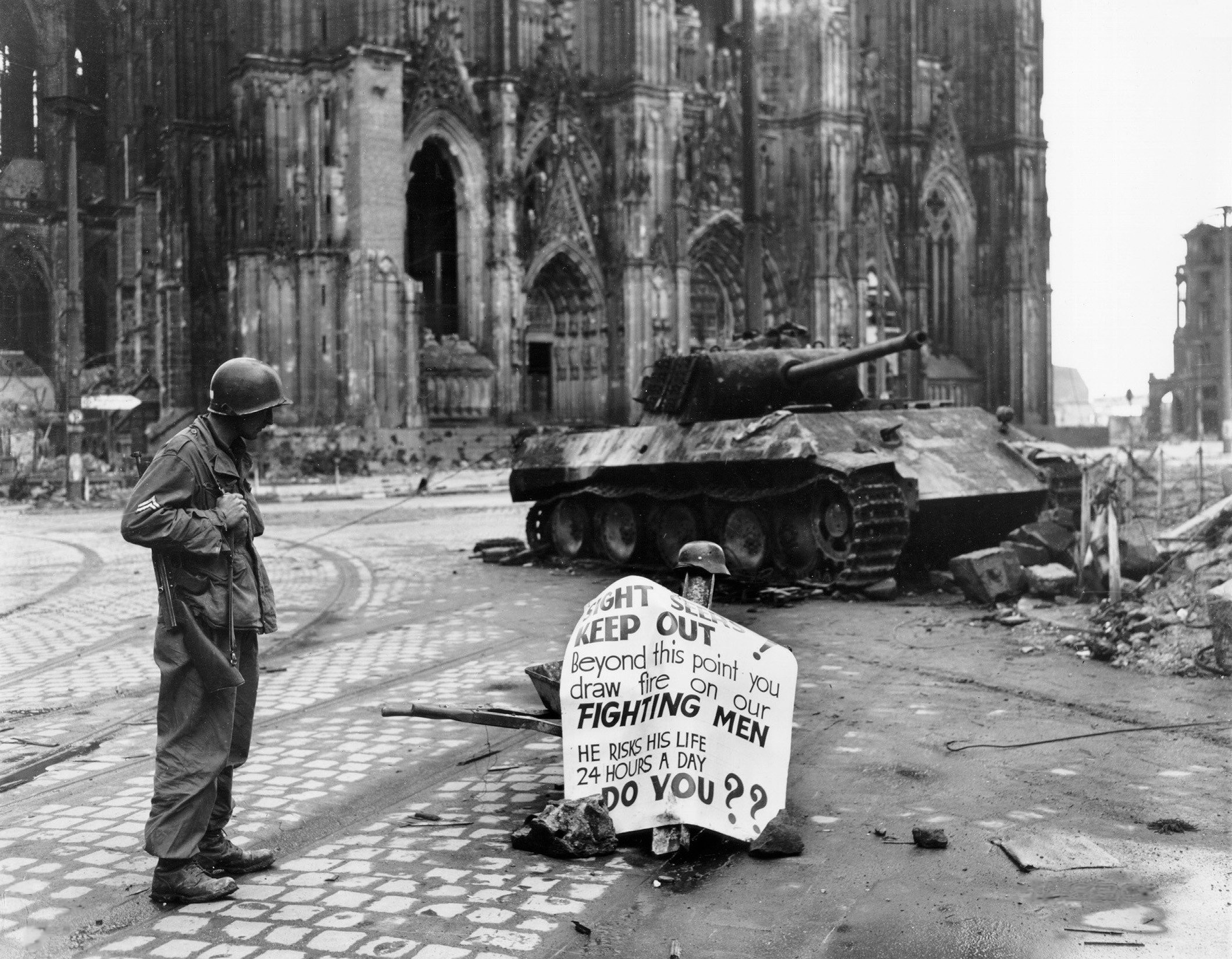
Un soldato americano di fronte alla Cattedrale il 4 aprile 1945